# 人志松本のすべらない話
『人志松本のすべらない話』（ひとしまつもとのすべらないはなし）は、2004年12月28日からフジテレビ系列で特別番組として不定期放送されていたトークバラエティ番組。松本人志（ダウンタウン）の冠番組。略称は『すべらない話』。

## 概要
「誰でも“すべらない話”を持っている。それは、誰が何度聞いても面白い。」というコンセプトのもと、松本人志（ダウンタウン）をはじめとしたお笑い芸人などが多数出演し、「すべらない話」をひたすら披露していくトーク番組。
千原ジュニア（千原兄弟）や宮川大輔、小籔千豊など、当時まだ知名度が少なかった芸人たちがメディア露出を増やす契機となったり、田村裕（麒麟）が第8弾（2006年12月29日放送）で貧乏時代の話をしたことで出版社から声がかかり、自叙伝『ホームレス中学生』を上梓し225万部の売り上げを記録した 過去もあるため、若手芸人の登竜門的ポジションも兼ねている。
特にその回で最もすべらなかった話とその話し手に贈られる「MVS（Most Valuable すべらない話）」が設けられた『ザ・ゴールデン』（2007年6月2日放送）からは賞レース的な要素も加わった。
己の話術のみで勝負するというシステムのため収録は毎回ただならぬ緊張感に包まれており、松本の「僕やっぱり緊張しているようです。さっき何年かぶりに髪をかき上げてしまいました」、GACKTの「あまりプレッシャーを感じるタイプではないのですが、本当に胃が痛い。あまりの緊張に我慢できなくて少しお酒を飲んでしまいました」といった発言からもそれを伺うことができる。
収録前は、松本含む出演者全員が共通の大部屋の楽屋に通されるのも特徴のひとつ。
2022年1月の放送を最後に放送されていない。特に番組の終了は宣言されていなかったが、2025年8月15日、千原ジュニアのYouTubeチャンネルに投稿された宮川大輔ゲスト出演動画の中で、本番組が終了している前提でのトークが行われている。

### 番組の発端
後輩芸人たちとの飲みの席で彼らの面白い話を聞いた松本が、「売れてない芸人のなかにも面白い話を持ってる子らがいっぱいいて、これが一つの形にならないか」と番組初代プロデューサーの清水宏泰や佐々木将に相談を持ちかけたことがきっかけ。このとき、清水には「それは番組にならないんじゃないですか」と言われたが佐々木が「いいですね」と快諾したことで番組がスタートした。
番組タイトルについて松本は、「“すべらない話”というタイトルはかなり悩んだ記憶があり、“鉄板”という案も挙がっていた。」と語っている。“人志松本”の部分が姓名あべこべになっていることに関しては「酔ってふざけて言った提案をスタッフが真に受けて採用されただけ」とのこと。

### ルール
カジノのポーカーテーブルを模したセットのカメラ正面奥の位置に松本が座り、その両サイドにほかのプレーヤー（話し手）が着席する。出演者・スタッフはともにスーツ姿。松本の背後には笑っている松本の肖像画が飾られている。
- 松本がプレーヤーの名前が書かれた黒いサイコロを振り、出目に当たったプレーヤーがすべらない話を披露。
  - そのため同じプレーヤーが連続で当たる場合もある[注 3]他、一回の放送で、複数回出る者と最低一回しか出ない者等出目に偏りが出る場合がある。
- 同じ話を何度話してもよい。
  - ただしこれまで一度の放送で同じ話を披露したのは第1弾（2004年12月28日放送）の河本のみ。
  - 第6弾（2006年6月26日放送）では「同じ話をしてもすべらないのか」を検証するため、今までの放送の中で一度話した話を再披露する特別ルールで行われた。
- サイコロの性質上メンバーが割り振られない面には「★」が刻印されており、[注 4]それが出ると立候補もしくはリクエストというシステムを採っている[注 5]。
- すべらない話が書いてあるカンニングペーパーの持込みも可能（話す前にちらっと見る程度）[注 6]。
- 補足情報としてフリップによる写真の提示も可[注 7]。

また、話される話はすべて実話とされている。
当初は収録後に出演者たちがその回のMVPを決めていたが、第10弾『ザ・ゴールデン』（2007年6月2日放送）からは番組内で松本が「MVS」を選出し、賞金とトロフィーを授与している。

### 演出
初回放送からなぞりテロップなどの演出はせず、画面左下に出演者とその話のタイトルを記したスーパーが表示されるのみ。話し終わると画面上にアンコウをモチーフにしたCGキャラクター「はんこう」が現れ、「すべらない話 認定」の印をそのスーパー上に押印して去っていく。また全シリーズ通してバラエティ番組としては珍しくスタッフロールはなく、「制作著作 フジテレビ」と表示されるのみ。
番組のエンディングでは「“すべらない話”は尽きない…」と表示され終わる。
プレーヤーは長らく芸人のみを貫いていたが、第27弾（2015年1月10日放送）の稲垣吾郎・香取慎吾、第28弾（2015年7月11日）の板東英二、第29弾（2016年1月9日放送）の中居正広、第30弾（2016年7月9日放送）の古舘伊知郎、第32弾（2018年1月20日）の宮根誠司、第35弾（2020年1月11日放送）のGACKT・ファーストサマーウイカ、第36弾（2021年1月23日放送）の三谷幸喜・清塚信也・R-指定など異業種の出演も増えており、それについて松本は「芸人以外の人たちもお喋りが達者な人がいっぱいおられますから、そういう人にも出てもらいたい」と語っている。
フジテレビオンデマンドとNetflixでは過去放送の一部を配信している。

## 出演者
レギュラー出演

松本人志（ダウンタウン）
MCとディーラー（サイコロを振る役）を兼務。初回放送時、話終わりに発した「すべらんなぁ」というフレーズが定番となり、以降毎回発している。
2015年3月時点で語ったすべらない話は98話。
千原ジュニア（千原兄弟）
座り位置は画面向かって松本のすぐ左側。初参戦者の紹介やルール説明などの進行も担う。
MVP（MVS）は「ピュア」、「寿司屋にて…」、「亀のクラッシュ」で3回受賞している。2015年3月時点で語ったすべらない話は120話。第1弾、第2弾では「千原浩史」名義で出演。
宮川大輔
座り位置は画面向かって左手前の松本から最も離れた位置、あるいは画面向かって松本のすぐ右側。立ち上がったうえで大きなジェスチャーと独特な擬音を駆使した話を披露することが多い。
MVP（MVS）は「コンパでの出来事」「痛いの痛いの飛んで行け」で2回受賞している。2015年3月時点で語ったすべらない話は126話。

## 放送リスト
以下、放送日時は日本標準時(JST)、関東地区のもの。地域によってはフジテレビ系列局（深夜の場合）・クロスネット局で遅れ放送されたことがある。また後述するとおり、年末拡大スペシャルとザ・ゴールデンについてはフジテレビ系で全国同時放送された。
第1弾〜第7弾、第9弾は火曜日深夜、第8弾は金曜23時台、第10弾は土曜プレミアム枠でゴールデンタイム・プライムタイム（JST）での放送となり、以降はゴールデン帯と深夜帯で交互に放送されていたが、第14弾以降は毎回土曜プレミアム枠での放送となっている。
なお、芸名やお笑いユニット名は放送当時のものを表記している。
番組内で話された話については「すべらない話一覧」を参照。
| 番組タイトル           | プレーヤー                 | サイコロの表記 | 出演回数 | MVP                    |
| ---------------------- | -------------------------- | -------------- | -------- | ---------------------- |
| 人志松本のすべらない話 | 松本人志（ダウンタウン）   | 松本           | 初参戦   | 「犬のタロ吉」（河本） |
| 人志松本のすべらない話 | 千原浩史（千原兄弟）       | 千原           | 初参戦   | 「犬のタロ吉」（河本） |
| 人志松本のすべらない話 | 宮川大輔                   | 宮川           | 初参戦   | 「犬のタロ吉」（河本） |
| 人志松本のすべらない話 | ほっしゃん。               | ほっしゃん。   | 初参戦   | 「犬のタロ吉」（河本） |
| 人志松本のすべらない話 | 河本準一（次長課長）       | 河本           | 初参戦   | 「犬のタロ吉」（河本） |
| 人志松本のすべらない話 | 佐田正樹（バッドボーイズ） | 佐田           | 初参戦   | 「犬のタロ吉」（河本） |

| 番組タイトル            | プレーヤー                                            | サイコロの表記                                        | 出演回数 | MVP                                      |
| ----------------------- | ----------------------------------------------------- | ----------------------------------------------------- | -------- | ---------------------------------------- |
| 人志松本のすべらない話2 | 松本人志（ダウンタウン）                              | 松本                                                  | 2回目    | 「オカンがひっくりかえった事件」（黒田） |
| 人志松本のすべらない話2 | 千原浩史（千原兄弟）                                  | 千原                                                  | 2回目    | 「オカンがひっくりかえった事件」（黒田） |
| 人志松本のすべらない話2 | 宮川大輔                                              | 宮川                                                  | 2回目    | 「オカンがひっくりかえった事件」（黒田） |
| 人志松本のすべらない話2 | ほっしゃん。                                          | ほっしゃん。                                          | 2回目    | 「オカンがひっくりかえった事件」（黒田） |
| 人志松本のすべらない話2 | 河本準一（次長課長）                                  | 河本                                                  | 2回目    | 「オカンがひっくりかえった事件」（黒田） |
| 人志松本のすべらない話2 | 黒田有（メッセンジャー）                              | 黒田                                                  | 初参戦   | 「オカンがひっくりかえった事件」（黒田） |
| 人志松本のすべらない話2 | 一般参加枠（DVD未収録）                               |                                                       |          | 「オカンがひっくりかえった事件」（黒田） |
| 人志松本のすべらない話2 | 羽賀研二 武幸四郎 小倉優子 武田鉄矢 ほか一般参加者3名 | 羽賀研二 武幸四郎 小倉優子 武田鉄矢 ほか一般参加者3名 | 初参戦   | 「オカンがひっくりかえった事件」（黒田） |

| 番組タイトル            | プレーヤー               | サイコロの表記 | 出演回数 | MVP                          |
| ----------------------- | ------------------------ | -------------- | -------- | ---------------------------- |
| 人志松本のすべらない話3 | 松本人志（ダウンタウン） | 松本           | 3回目    | 「親父」（ケンドーコバヤシ） |
| 人志松本のすべらない話3 | 千原ジュニア（千原兄弟） | 千原           | 3回目    | 「親父」（ケンドーコバヤシ） |
| 人志松本のすべらない話3 | 宮川大輔                 | 宮川           | 3回目    | 「親父」（ケンドーコバヤシ） |
| 人志松本のすべらない話3 | ほっしゃん。             | ほっしゃん。   | 3回目    | 「親父」（ケンドーコバヤシ） |
| 人志松本のすべらない話3 | 河本準一（次長課長）     | 河本           | 3回目    | 「親父」（ケンドーコバヤシ） |
| 人志松本のすべらない話3 | ケンドーコバヤシ         | コバヤシ       | 初参戦   | 「親父」（ケンドーコバヤシ） |
| 人志松本のすべらない話3 | 高橋茂雄（サバンナ）     | 高橋           | 初参戦   | 「親父」（ケンドーコバヤシ） |
| 人志松本のすべらない話3 | 川島明（麒麟）           | 川島           | 初参戦   | 「親父」（ケンドーコバヤシ） |

| 番組タイトル            | プレーヤー                   | サイコロの表記 | 出演回数 | MVP                          |
| ----------------------- | ---------------------------- | -------------- | -------- | ---------------------------- |
| 人志松本のすべらない話4 | 松本人志（ダウンタウン）     | 松本           | 4回目    | 「コンパでの出来事」（宮川） |
| 人志松本のすべらない話4 | 千原ジュニア（千原兄弟）     | 千原           | 4回目    | 「コンパでの出来事」（宮川） |
| 人志松本のすべらない話4 | 宮川大輔                     | 宮川           | 4回目    | 「コンパでの出来事」（宮川） |
| 人志松本のすべらない話4 | ほっしゃん。                 | ほっしゃん。   | 4回目    | 「コンパでの出来事」（宮川） |
| 人志松本のすべらない話4 | 河本準一（次長課長）         | 河本           | 4回目    | 「コンパでの出来事」（宮川） |
| 人志松本のすべらない話4 | ケンドーコバヤシ             | コバヤシ       | 2回目    | 「コンパでの出来事」（宮川） |
| 人志松本のすべらない話4 | 有田哲平（くりぃむしちゅー） | 有田           | 初参戦   | 「コンパでの出来事」（宮川） |
| 人志松本のすべらない話4 | 矢作兼（おぎやはぎ）         | 矢作           | 初参戦   | 「コンパでの出来事」（宮川） |

| 番組タイトル            | プレーヤー                 | サイコロの表記 | 出演回数 | MVP                                      |
| ----------------------- | -------------------------- | -------------- | -------- | ---------------------------------------- |
| 人志松本のすべらない話5 | 松本人志（ダウンタウン）   | 松本           | 5回目    | 「ゴミ捨て場のおばさん」（ほっしゃん。） |
| 人志松本のすべらない話5 | 千原ジュニア（千原兄弟）   | 千原           | 5回目    | 「ゴミ捨て場のおばさん」（ほっしゃん。） |
| 人志松本のすべらない話5 | 宮川大輔                   | 宮川           | 5回目    | 「ゴミ捨て場のおばさん」（ほっしゃん。） |
| 人志松本のすべらない話5 | ほっしゃん。               | ほっしゃん。   | 5回目    | 「ゴミ捨て場のおばさん」（ほっしゃん。） |
| 人志松本のすべらない話5 | 河本準一（次長課長）       | 河本           | 5回目    | 「ゴミ捨て場のおばさん」（ほっしゃん。） |
| 人志松本のすべらない話5 | ケンドーコバヤシ           | コバヤシ       | 3回目    | 「ゴミ捨て場のおばさん」（ほっしゃん。） |
| 人志松本のすべらない話5 | 徳井義実（チュートリアル） | 徳井           | 初参戦   | 「ゴミ捨て場のおばさん」（ほっしゃん。） |
| 人志松本のすべらない話5 | 綾部祐二（ピース）         | 綾部           | 初参戦   | 「ゴミ捨て場のおばさん」（ほっしゃん。） |

| 番組タイトル            | プレーヤー               | サイコロの表記 | 出演回数 |
| ----------------------- | ------------------------ | -------------- | -------- |
| 人志松本のすべらない話6 | 松本人志（ダウンタウン） | 松本           | 6回目    |
| 人志松本のすべらない話6 | 千原ジュニア（千原兄弟） | 千原           | 6回目    |
| 人志松本のすべらない話6 | 宮川大輔                 | 宮川           | 6回目    |
| 人志松本のすべらない話6 | ほっしゃん。             | ほっしゃん。   | 6回目    |
| 人志松本のすべらない話6 | 河本準一（次長課長）     | 河本           | 6回目    |
| 人志松本のすべらない話6 | ケンドーコバヤシ         | コバヤシ       | 4回目    |

| 番組タイトル            | プレーヤー                           | サイコロの表記 | 出演回数 | MVP                          |
| ----------------------- | ------------------------------------ | -------------- | -------- | ---------------------------- |
| 人志松本のすべらない話7 | 松本人志（ダウンタウン）             | 松本           | 7回目    | 「彼女が家に来た日」（後藤） |
| 人志松本のすべらない話7 | 千原ジュニア（千原兄弟）             | 千原           | 7回目    | 「彼女が家に来た日」（後藤） |
| 人志松本のすべらない話7 | 宮川大輔                             | 宮川           | 7回目    | 「彼女が家に来た日」（後藤） |
| 人志松本のすべらない話7 | 後藤輝基（フットボールアワー）       | 後藤           | 初参戦   | 「彼女が家に来た日」（後藤） |
| 人志松本のすべらない話7 | チャド・マレーン（ジパング上陸作戦） | チャド         | 初参戦   | 「彼女が家に来た日」（後藤） |
| 人志松本のすべらない話7 | 塚地武雅（ドランクドラゴン）         | 塚地           | 初参戦   | 「彼女が家に来た日」（後藤） |
| 人志松本のすべらない話7 | トシ（タカアンドトシ）               | トシ           | 初参戦   | 「彼女が家に来た日」（後藤） |
| 人志松本のすべらない話7 | ハチミツ二郎（東京ダイナマイト）     | ハチミツ       | 初参戦   | 「彼女が家に来た日」（後藤） |

| 番組タイトル                              | プレーヤー                 | サイコロの表記 | 出演回数 | MVP                  | 観覧ゲスト                                                 |
| ----------------------------------------- | -------------------------- | -------------- | -------- | -------------------- | ---------------------------------------------------------- |
| 人志松本のすべらない話 年末拡大スペシャル | 松本人志（ダウンタウン）   | 松本           | 8回目    | 「白いご飯」（田村） | 浅野忠信 片瀬那奈 黒谷友香 郷ひろみ 杉本彩 原沙知絵 山田優 |
| 人志松本のすべらない話 年末拡大スペシャル | 千原ジュニア（千原兄弟）   | 千原           | 8回目    | 「白いご飯」（田村） | 浅野忠信 片瀬那奈 黒谷友香 郷ひろみ 杉本彩 原沙知絵 山田優 |
| 人志松本のすべらない話 年末拡大スペシャル | 宮川大輔                   | 宮川           | 8回目    | 「白いご飯」（田村） | 浅野忠信 片瀬那奈 黒谷友香 郷ひろみ 杉本彩 原沙知絵 山田優 |
| 人志松本のすべらない話 年末拡大スペシャル | ほっしゃん。               | ほっしゃん。   | 7回目    | 「白いご飯」（田村） | 浅野忠信 片瀬那奈 黒谷友香 郷ひろみ 杉本彩 原沙知絵 山田優 |
| 人志松本のすべらない話 年末拡大スペシャル | 河本準一（次長課長）       | 河本           | 7回目    | 「白いご飯」（田村） | 浅野忠信 片瀬那奈 黒谷友香 郷ひろみ 杉本彩 原沙知絵 山田優 |
| 人志松本のすべらない話 年末拡大スペシャル | ケンドーコバヤシ           | コバヤシ       | 5回目    | 「白いご飯」（田村） | 浅野忠信 片瀬那奈 黒谷友香 郷ひろみ 杉本彩 原沙知絵 山田優 |
| 人志松本のすべらない話 年末拡大スペシャル | 小沢一敬（スピードワゴン） | 小沢           | 初参戦   | 「白いご飯」（田村） | 浅野忠信 片瀬那奈 黒谷友香 郷ひろみ 杉本彩 原沙知絵 山田優 |
| 人志松本のすべらない話 年末拡大スペシャル | 水道橋博士（浅草キッド）   | 博士           | 初参戦   | 「白いご飯」（田村） | 浅野忠信 片瀬那奈 黒谷友香 郷ひろみ 杉本彩 原沙知絵 山田優 |
| 人志松本のすべらない話 年末拡大スペシャル | 関根勤                     | 関根           | 初参戦   | 「白いご飯」（田村） | 浅野忠信 片瀬那奈 黒谷友香 郷ひろみ 杉本彩 原沙知絵 山田優 |
| 人志松本のすべらない話 年末拡大スペシャル | 田村裕（麒麟）             | 田村           | 初参戦   | 「白いご飯」（田村） | 浅野忠信 片瀬那奈 黒谷友香 郷ひろみ 杉本彩 原沙知絵 山田優 |

| 番組タイトル            | プレーヤー                   | サイコロの表記 | 出演回数 | MVP                |
| ----------------------- | ---------------------------- | -------------- | -------- | ------------------ |
| 人志松本のすべらない話9 | 松本人志（ダウンタウン）     | 松本           | 9回目    | 「ピュア」（千原） |
| 人志松本のすべらない話9 | 千原ジュニア（千原兄弟）     | 千原           | 9回目    | 「ピュア」（千原） |
| 人志松本のすべらない話9 | 宮川大輔                     | 宮川           | 9回目    | 「ピュア」（千原） |
| 人志松本のすべらない話9 | 有野晋哉（よゐこ）           | 有野           | 初参戦   | 「ピュア」（千原） |
| 人志松本のすべらない話9 | 関暁夫（ハローバイバイ）     | 関             | 初参戦   | 「ピュア」（千原） |
| 人志松本のすべらない話9 | 西野亮廣（キングコング）     | 西野           | 初参戦   | 「ピュア」（千原） |
| 人志松本のすべらない話9 | 山崎弘也（アンタッチャブル） | 山崎           | 初参戦   | 「ピュア」（千原） |
| 人志松本のすべらない話9 | 吉田敬（ブラックマヨネーズ） | 吉田           | 初参戦   | 「ピュア」（千原） |

| 番組タイトル                          | プレーヤー                     | キャッチフレーズ       | サイコロの表記 | 出演回数  | MVS                          | その他の出演者 |
| ------------------------------------- | ------------------------------ | ---------------------- | -------------- | --------- | ---------------------------- | --- |
| 人志松本のすべらない話 ザ・ゴールデン | 1st STAGE                      | 1st STAGE              | 1st STAGE      | 1st STAGE | 「車屋さんのキクチ」（木村） | 観覧ゲスト秋元康、あびる優、安倍なつみ、糸井重里、伊藤裕子、石坂浩二、上原さくら、 宇梶剛士、大沢あかね、小倉優子、梶原しげる、片瀬那奈、北島康介、ギャル曽根、 黒谷友香、郷ひろみ、小林恵美、佐々木健介、佐田真由美、佐藤藍子、杉崎美香、 杉本彩、鈴木杏樹、高樹千佳子、滝沢沙織、田丸麻紀、つんく♂（シャ乱Q）、土岐田麗子、 時東ぁみ、戸田菜穂、夏川純、原沙知絵、東原亜希、平山あや、福永ちな、 藤井悠、北斗晶、保阪尚希、松井絵里奈、Mie、美川憲一、三津谷葉子、 mihimaru GT、矢口真里、安めぐみ、安田美沙子、山田優、優木まおみ、理衣、 若槻千夏 観覧席進行 渡辺和洋、平井理央（ともにフジテレビアナウンサー） |
| 人志松本のすべらない話 ザ・ゴールデン | 松本人志（ダウンタウン）       | キング オブ すべらない | 松本           | 10回目    | 「車屋さんのキクチ」（木村） | 観覧ゲスト秋元康、あびる優、安倍なつみ、糸井重里、伊藤裕子、石坂浩二、上原さくら、 宇梶剛士、大沢あかね、小倉優子、梶原しげる、片瀬那奈、北島康介、ギャル曽根、 黒谷友香、郷ひろみ、小林恵美、佐々木健介、佐田真由美、佐藤藍子、杉崎美香、 杉本彩、鈴木杏樹、高樹千佳子、滝沢沙織、田丸麻紀、つんく♂（シャ乱Q）、土岐田麗子、 時東ぁみ、戸田菜穂、夏川純、原沙知絵、東原亜希、平山あや、福永ちな、 藤井悠、北斗晶、保阪尚希、松井絵里奈、Mie、美川憲一、三津谷葉子、 mihimaru GT、矢口真里、安めぐみ、安田美沙子、山田優、優木まおみ、理衣、 若槻千夏 観覧席進行 渡辺和洋、平井理央（ともにフジテレビアナウンサー） |
| 人志松本のすべらない話 ザ・ゴールデン | 千原ジュニア（千原兄弟）       | 話芸のスペシャリスト   | 千原           | 10回目    | 「車屋さんのキクチ」（木村） | 観覧ゲスト秋元康、あびる優、安倍なつみ、糸井重里、伊藤裕子、石坂浩二、上原さくら、 宇梶剛士、大沢あかね、小倉優子、梶原しげる、片瀬那奈、北島康介、ギャル曽根、 黒谷友香、郷ひろみ、小林恵美、佐々木健介、佐田真由美、佐藤藍子、杉崎美香、 杉本彩、鈴木杏樹、高樹千佳子、滝沢沙織、田丸麻紀、つんく♂（シャ乱Q）、土岐田麗子、 時東ぁみ、戸田菜穂、夏川純、原沙知絵、東原亜希、平山あや、福永ちな、 藤井悠、北斗晶、保阪尚希、松井絵里奈、Mie、美川憲一、三津谷葉子、 mihimaru GT、矢口真里、安めぐみ、安田美沙子、山田優、優木まおみ、理衣、 若槻千夏 観覧席進行 渡辺和洋、平井理央（ともにフジテレビアナウンサー） |
| 人志松本のすべらない話 ザ・ゴールデン | 宮川大輔                       | 擬音マジシャン         | 宮川           | 10回目    | 「車屋さんのキクチ」（木村） | 観覧ゲスト秋元康、あびる優、安倍なつみ、糸井重里、伊藤裕子、石坂浩二、上原さくら、 宇梶剛士、大沢あかね、小倉優子、梶原しげる、片瀬那奈、北島康介、ギャル曽根、 黒谷友香、郷ひろみ、小林恵美、佐々木健介、佐田真由美、佐藤藍子、杉崎美香、 杉本彩、鈴木杏樹、高樹千佳子、滝沢沙織、田丸麻紀、つんく♂（シャ乱Q）、土岐田麗子、 時東ぁみ、戸田菜穂、夏川純、原沙知絵、東原亜希、平山あや、福永ちな、 藤井悠、北斗晶、保阪尚希、松井絵里奈、Mie、美川憲一、三津谷葉子、 mihimaru GT、矢口真里、安めぐみ、安田美沙子、山田優、優木まおみ、理衣、 若槻千夏 観覧席進行 渡辺和洋、平井理央（ともにフジテレビアナウンサー） |
| 人志松本のすべらない話 ザ・ゴールデン | ほっしゃん。                   | お笑いファンタジスタ   | ほっしゃん。   | 8回目     | 「車屋さんのキクチ」（木村） | 観覧ゲスト秋元康、あびる優、安倍なつみ、糸井重里、伊藤裕子、石坂浩二、上原さくら、 宇梶剛士、大沢あかね、小倉優子、梶原しげる、片瀬那奈、北島康介、ギャル曽根、 黒谷友香、郷ひろみ、小林恵美、佐々木健介、佐田真由美、佐藤藍子、杉崎美香、 杉本彩、鈴木杏樹、高樹千佳子、滝沢沙織、田丸麻紀、つんく♂（シャ乱Q）、土岐田麗子、 時東ぁみ、戸田菜穂、夏川純、原沙知絵、東原亜希、平山あや、福永ちな、 藤井悠、北斗晶、保阪尚希、松井絵里奈、Mie、美川憲一、三津谷葉子、 mihimaru GT、矢口真里、安めぐみ、安田美沙子、山田優、優木まおみ、理衣、 若槻千夏 観覧席進行 渡辺和洋、平井理央（ともにフジテレビアナウンサー） |
| 人志松本のすべらない話 ザ・ゴールデン | 河本準一（次長課長）           | 家族話の達人           | 河本           | 8回目     | 「車屋さんのキクチ」（木村） | 観覧ゲスト秋元康、あびる優、安倍なつみ、糸井重里、伊藤裕子、石坂浩二、上原さくら、 宇梶剛士、大沢あかね、小倉優子、梶原しげる、片瀬那奈、北島康介、ギャル曽根、 黒谷友香、郷ひろみ、小林恵美、佐々木健介、佐田真由美、佐藤藍子、杉崎美香、 杉本彩、鈴木杏樹、高樹千佳子、滝沢沙織、田丸麻紀、つんく♂（シャ乱Q）、土岐田麗子、 時東ぁみ、戸田菜穂、夏川純、原沙知絵、東原亜希、平山あや、福永ちな、 藤井悠、北斗晶、保阪尚希、松井絵里奈、Mie、美川憲一、三津谷葉子、 mihimaru GT、矢口真里、安めぐみ、安田美沙子、山田優、優木まおみ、理衣、 若槻千夏 観覧席進行 渡辺和洋、平井理央（ともにフジテレビアナウンサー） |
| 人志松本のすべらない話 ザ・ゴールデン | 黒田有（メッセンジャー）       | アンチセレブ芸人       | 黒田           | 2回目     | 「車屋さんのキクチ」（木村） | 観覧ゲスト秋元康、あびる優、安倍なつみ、糸井重里、伊藤裕子、石坂浩二、上原さくら、 宇梶剛士、大沢あかね、小倉優子、梶原しげる、片瀬那奈、北島康介、ギャル曽根、 黒谷友香、郷ひろみ、小林恵美、佐々木健介、佐田真由美、佐藤藍子、杉崎美香、 杉本彩、鈴木杏樹、高樹千佳子、滝沢沙織、田丸麻紀、つんく♂（シャ乱Q）、土岐田麗子、 時東ぁみ、戸田菜穂、夏川純、原沙知絵、東原亜希、平山あや、福永ちな、 藤井悠、北斗晶、保阪尚希、松井絵里奈、Mie、美川憲一、三津谷葉子、 mihimaru GT、矢口真里、安めぐみ、安田美沙子、山田優、優木まおみ、理衣、 若槻千夏 観覧席進行 渡辺和洋、平井理央（ともにフジテレビアナウンサー） |
| 人志松本のすべらない話 ザ・ゴールデン | 関根勤                         | 歩く人間観察劇場       | 関根           | 2回目     | 「車屋さんのキクチ」（木村） | 観覧ゲスト秋元康、あびる優、安倍なつみ、糸井重里、伊藤裕子、石坂浩二、上原さくら、 宇梶剛士、大沢あかね、小倉優子、梶原しげる、片瀬那奈、北島康介、ギャル曽根、 黒谷友香、郷ひろみ、小林恵美、佐々木健介、佐田真由美、佐藤藍子、杉崎美香、 杉本彩、鈴木杏樹、高樹千佳子、滝沢沙織、田丸麻紀、つんく♂（シャ乱Q）、土岐田麗子、 時東ぁみ、戸田菜穂、夏川純、原沙知絵、東原亜希、平山あや、福永ちな、 藤井悠、北斗晶、保阪尚希、松井絵里奈、Mie、美川憲一、三津谷葉子、 mihimaru GT、矢口真里、安めぐみ、安田美沙子、山田優、優木まおみ、理衣、 若槻千夏 観覧席進行 渡辺和洋、平井理央（ともにフジテレビアナウンサー） |
| 人志松本のすべらない話 ザ・ゴールデン | 東野幸治                       | 不幸を笑いに変える     | 東野           | 初参戦    | 「車屋さんのキクチ」（木村） | 観覧ゲスト秋元康、あびる優、安倍なつみ、糸井重里、伊藤裕子、石坂浩二、上原さくら、 宇梶剛士、大沢あかね、小倉優子、梶原しげる、片瀬那奈、北島康介、ギャル曽根、 黒谷友香、郷ひろみ、小林恵美、佐々木健介、佐田真由美、佐藤藍子、杉崎美香、 杉本彩、鈴木杏樹、高樹千佳子、滝沢沙織、田丸麻紀、つんく♂（シャ乱Q）、土岐田麗子、 時東ぁみ、戸田菜穂、夏川純、原沙知絵、東原亜希、平山あや、福永ちな、 藤井悠、北斗晶、保阪尚希、松井絵里奈、Mie、美川憲一、三津谷葉子、 mihimaru GT、矢口真里、安めぐみ、安田美沙子、山田優、優木まおみ、理衣、 若槻千夏 観覧席進行 渡辺和洋、平井理央（ともにフジテレビアナウンサー） |
| 人志松本のすべらない話 ザ・ゴールデン | 宮迫博之（雨上がり決死隊）     | トークサディスト       | 宮迫           | 初参戦    | 「車屋さんのキクチ」（木村） | 観覧ゲスト秋元康、あびる優、安倍なつみ、糸井重里、伊藤裕子、石坂浩二、上原さくら、 宇梶剛士、大沢あかね、小倉優子、梶原しげる、片瀬那奈、北島康介、ギャル曽根、 黒谷友香、郷ひろみ、小林恵美、佐々木健介、佐田真由美、佐藤藍子、杉崎美香、 杉本彩、鈴木杏樹、高樹千佳子、滝沢沙織、田丸麻紀、つんく♂（シャ乱Q）、土岐田麗子、 時東ぁみ、戸田菜穂、夏川純、原沙知絵、東原亜希、平山あや、福永ちな、 藤井悠、北斗晶、保阪尚希、松井絵里奈、Mie、美川憲一、三津谷葉子、 mihimaru GT、矢口真里、安めぐみ、安田美沙子、山田優、優木まおみ、理衣、 若槻千夏 観覧席進行 渡辺和洋、平井理央（ともにフジテレビアナウンサー） |
| 人志松本のすべらない話 ザ・ゴールデン | 2nd STAGE                      |                        |                |           | 「車屋さんのキクチ」（木村） | 観覧ゲスト秋元康、あびる優、安倍なつみ、糸井重里、伊藤裕子、石坂浩二、上原さくら、 宇梶剛士、大沢あかね、小倉優子、梶原しげる、片瀬那奈、北島康介、ギャル曽根、 黒谷友香、郷ひろみ、小林恵美、佐々木健介、佐田真由美、佐藤藍子、杉崎美香、 杉本彩、鈴木杏樹、高樹千佳子、滝沢沙織、田丸麻紀、つんく♂（シャ乱Q）、土岐田麗子、 時東ぁみ、戸田菜穂、夏川純、原沙知絵、東原亜希、平山あや、福永ちな、 藤井悠、北斗晶、保阪尚希、松井絵里奈、Mie、美川憲一、三津谷葉子、 mihimaru GT、矢口真里、安めぐみ、安田美沙子、山田優、優木まおみ、理衣、 若槻千夏 観覧席進行 渡辺和洋、平井理央（ともにフジテレビアナウンサー） |
| 人志松本のすべらない話 ザ・ゴールデン | 松本人志（ダウンタウン）       | キング オブ すべらない | 松本           | 10回目    | 「車屋さんのキクチ」（木村） | 観覧ゲスト秋元康、あびる優、安倍なつみ、糸井重里、伊藤裕子、石坂浩二、上原さくら、 宇梶剛士、大沢あかね、小倉優子、梶原しげる、片瀬那奈、北島康介、ギャル曽根、 黒谷友香、郷ひろみ、小林恵美、佐々木健介、佐田真由美、佐藤藍子、杉崎美香、 杉本彩、鈴木杏樹、高樹千佳子、滝沢沙織、田丸麻紀、つんく♂（シャ乱Q）、土岐田麗子、 時東ぁみ、戸田菜穂、夏川純、原沙知絵、東原亜希、平山あや、福永ちな、 藤井悠、北斗晶、保阪尚希、松井絵里奈、Mie、美川憲一、三津谷葉子、 mihimaru GT、矢口真里、安めぐみ、安田美沙子、山田優、優木まおみ、理衣、 若槻千夏 観覧席進行 渡辺和洋、平井理央（ともにフジテレビアナウンサー） |
| 人志松本のすべらない話 ザ・ゴールデン | 千原ジュニア（千原兄弟）       | 話芸のスペシャリスト   | 千原           | 10回目    | 「車屋さんのキクチ」（木村） | 観覧ゲスト秋元康、あびる優、安倍なつみ、糸井重里、伊藤裕子、石坂浩二、上原さくら、 宇梶剛士、大沢あかね、小倉優子、梶原しげる、片瀬那奈、北島康介、ギャル曽根、 黒谷友香、郷ひろみ、小林恵美、佐々木健介、佐田真由美、佐藤藍子、杉崎美香、 杉本彩、鈴木杏樹、高樹千佳子、滝沢沙織、田丸麻紀、つんく♂（シャ乱Q）、土岐田麗子、 時東ぁみ、戸田菜穂、夏川純、原沙知絵、東原亜希、平山あや、福永ちな、 藤井悠、北斗晶、保阪尚希、松井絵里奈、Mie、美川憲一、三津谷葉子、 mihimaru GT、矢口真里、安めぐみ、安田美沙子、山田優、優木まおみ、理衣、 若槻千夏 観覧席進行 渡辺和洋、平井理央（ともにフジテレビアナウンサー） |
| 人志松本のすべらない話 ザ・ゴールデン | 宮川大輔                       | 擬音マジシャン         | 宮川           | 10回目    | 「車屋さんのキクチ」（木村） | 観覧ゲスト秋元康、あびる優、安倍なつみ、糸井重里、伊藤裕子、石坂浩二、上原さくら、 宇梶剛士、大沢あかね、小倉優子、梶原しげる、片瀬那奈、北島康介、ギャル曽根、 黒谷友香、郷ひろみ、小林恵美、佐々木健介、佐田真由美、佐藤藍子、杉崎美香、 杉本彩、鈴木杏樹、高樹千佳子、滝沢沙織、田丸麻紀、つんく♂（シャ乱Q）、土岐田麗子、 時東ぁみ、戸田菜穂、夏川純、原沙知絵、東原亜希、平山あや、福永ちな、 藤井悠、北斗晶、保阪尚希、松井絵里奈、Mie、美川憲一、三津谷葉子、 mihimaru GT、矢口真里、安めぐみ、安田美沙子、山田優、優木まおみ、理衣、 若槻千夏 観覧席進行 渡辺和洋、平井理央（ともにフジテレビアナウンサー） |
| 人志松本のすべらない話 ザ・ゴールデン | ケンドーコバヤシ               | バリトンボイスの異端児 | コバヤシ       | 6回目     | 「車屋さんのキクチ」（木村） | 観覧ゲスト秋元康、あびる優、安倍なつみ、糸井重里、伊藤裕子、石坂浩二、上原さくら、 宇梶剛士、大沢あかね、小倉優子、梶原しげる、片瀬那奈、北島康介、ギャル曽根、 黒谷友香、郷ひろみ、小林恵美、佐々木健介、佐田真由美、佐藤藍子、杉崎美香、 杉本彩、鈴木杏樹、高樹千佳子、滝沢沙織、田丸麻紀、つんく♂（シャ乱Q）、土岐田麗子、 時東ぁみ、戸田菜穂、夏川純、原沙知絵、東原亜希、平山あや、福永ちな、 藤井悠、北斗晶、保阪尚希、松井絵里奈、Mie、美川憲一、三津谷葉子、 mihimaru GT、矢口真里、安めぐみ、安田美沙子、山田優、優木まおみ、理衣、 若槻千夏 観覧席進行 渡辺和洋、平井理央（ともにフジテレビアナウンサー） |
| 人志松本のすべらない話 ザ・ゴールデン | 後藤輝基（フットボールアワー） | 若きツッコミ王子       | 後藤           | 2回目     | 「車屋さんのキクチ」（木村） | 観覧ゲスト秋元康、あびる優、安倍なつみ、糸井重里、伊藤裕子、石坂浩二、上原さくら、 宇梶剛士、大沢あかね、小倉優子、梶原しげる、片瀬那奈、北島康介、ギャル曽根、 黒谷友香、郷ひろみ、小林恵美、佐々木健介、佐田真由美、佐藤藍子、杉崎美香、 杉本彩、鈴木杏樹、高樹千佳子、滝沢沙織、田丸麻紀、つんく♂（シャ乱Q）、土岐田麗子、 時東ぁみ、戸田菜穂、夏川純、原沙知絵、東原亜希、平山あや、福永ちな、 藤井悠、北斗晶、保阪尚希、松井絵里奈、Mie、美川憲一、三津谷葉子、 mihimaru GT、矢口真里、安めぐみ、安田美沙子、山田優、優木まおみ、理衣、 若槻千夏 観覧席進行 渡辺和洋、平井理央（ともにフジテレビアナウンサー） |
| 人志松本のすべらない話 ザ・ゴールデン | 大竹一樹（さまぁ〜ず）         | おしゃべりメガネ       | 大竹           | 初参戦    | 「車屋さんのキクチ」（木村） | 観覧ゲスト秋元康、あびる優、安倍なつみ、糸井重里、伊藤裕子、石坂浩二、上原さくら、 宇梶剛士、大沢あかね、小倉優子、梶原しげる、片瀬那奈、北島康介、ギャル曽根、 黒谷友香、郷ひろみ、小林恵美、佐々木健介、佐田真由美、佐藤藍子、杉崎美香、 杉本彩、鈴木杏樹、高樹千佳子、滝沢沙織、田丸麻紀、つんく♂（シャ乱Q）、土岐田麗子、 時東ぁみ、戸田菜穂、夏川純、原沙知絵、東原亜希、平山あや、福永ちな、 藤井悠、北斗晶、保阪尚希、松井絵里奈、Mie、美川憲一、三津谷葉子、 mihimaru GT、矢口真里、安めぐみ、安田美沙子、山田優、優木まおみ、理衣、 若槻千夏 観覧席進行 渡辺和洋、平井理央（ともにフジテレビアナウンサー） |
| 人志松本のすべらない話 ザ・ゴールデン | 木村祐一                       | 激怒マイスター         | 木村           | 初参戦    | 「車屋さんのキクチ」（木村） | 観覧ゲスト秋元康、あびる優、安倍なつみ、糸井重里、伊藤裕子、石坂浩二、上原さくら、 宇梶剛士、大沢あかね、小倉優子、梶原しげる、片瀬那奈、北島康介、ギャル曽根、 黒谷友香、郷ひろみ、小林恵美、佐々木健介、佐田真由美、佐藤藍子、杉崎美香、 杉本彩、鈴木杏樹、高樹千佳子、滝沢沙織、田丸麻紀、つんく♂（シャ乱Q）、土岐田麗子、 時東ぁみ、戸田菜穂、夏川純、原沙知絵、東原亜希、平山あや、福永ちな、 藤井悠、北斗晶、保阪尚希、松井絵里奈、Mie、美川憲一、三津谷葉子、 mihimaru GT、矢口真里、安めぐみ、安田美沙子、山田優、優木まおみ、理衣、 若槻千夏 観覧席進行 渡辺和洋、平井理央（ともにフジテレビアナウンサー） |
| 人志松本のすべらない話 ザ・ゴールデン | 小籔千豊                       | 吉本新喜劇 最年少座長  | 小籔           | 初参戦    | 「車屋さんのキクチ」（木村） | 観覧ゲスト秋元康、あびる優、安倍なつみ、糸井重里、伊藤裕子、石坂浩二、上原さくら、 宇梶剛士、大沢あかね、小倉優子、梶原しげる、片瀬那奈、北島康介、ギャル曽根、 黒谷友香、郷ひろみ、小林恵美、佐々木健介、佐田真由美、佐藤藍子、杉崎美香、 杉本彩、鈴木杏樹、高樹千佳子、滝沢沙織、田丸麻紀、つんく♂（シャ乱Q）、土岐田麗子、 時東ぁみ、戸田菜穂、夏川純、原沙知絵、東原亜希、平山あや、福永ちな、 藤井悠、北斗晶、保阪尚希、松井絵里奈、Mie、美川憲一、三津谷葉子、 mihimaru GT、矢口真里、安めぐみ、安田美沙子、山田優、優木まおみ、理衣、 若槻千夏 観覧席進行 渡辺和洋、平井理央（ともにフジテレビアナウンサー） |
| 人志松本のすべらない話 ザ・ゴールデン | 小杉竜一（ブラックマヨネーズ） | 薄毛の濃厚話術師       | 小杉           | 初参戦    | 「車屋さんのキクチ」（木村） | 観覧ゲスト秋元康、あびる優、安倍なつみ、糸井重里、伊藤裕子、石坂浩二、上原さくら、 宇梶剛士、大沢あかね、小倉優子、梶原しげる、片瀬那奈、北島康介、ギャル曽根、 黒谷友香、郷ひろみ、小林恵美、佐々木健介、佐田真由美、佐藤藍子、杉崎美香、 杉本彩、鈴木杏樹、高樹千佳子、滝沢沙織、田丸麻紀、つんく♂（シャ乱Q）、土岐田麗子、 時東ぁみ、戸田菜穂、夏川純、原沙知絵、東原亜希、平山あや、福永ちな、 藤井悠、北斗晶、保阪尚希、松井絵里奈、Mie、美川憲一、三津谷葉子、 mihimaru GT、矢口真里、安めぐみ、安田美沙子、山田優、優木まおみ、理衣、 若槻千夏 観覧席進行 渡辺和洋、平井理央（ともにフジテレビアナウンサー） |

| 番組タイトル             | プレーヤー                   | サイコロの表記 | 出演回数 | MVP                      |
| ------------------------ | ---------------------------- | -------------- | -------- | ------------------------ |
| 人志松本のすべらない話11 | 松本人志（ダウンタウン）     | 松本           | 11回目   | 「割れたグラス」（兵動） |
| 人志松本のすべらない話11 | 千原ジュニア（千原兄弟）     | 千原           | 11回目   | 「割れたグラス」（兵動） |
| 人志松本のすべらない話11 | 宮川大輔                     | 宮川           | 11回目   | 「割れたグラス」（兵動） |
| 人志松本のすべらない話11 | 吉田敬（ブラックマヨネーズ） | 吉田           | 2回目    | 「割れたグラス」（兵動） |
| 人志松本のすべらない話11 | 加藤歩（ザブングル）         | 加藤           | 初参戦   | 「割れたグラス」（兵動） |
| 人志松本のすべらない話11 | 設楽統（バナナマン）         | 設楽           | 初参戦   | 「割れたグラス」（兵動） |
| 人志松本のすべらない話11 | 濱口優（よゐこ）             | 濱口           | 初参戦   | 「割れたグラス」（兵動） |
| 人志松本のすべらない話11 | 兵動大樹（矢野・兵動）       | 兵動           | 初参戦   | 「割れたグラス」（兵動） |
| 人志松本のすべらない話11 | 若月徹（若月）               | 若月           | 初参戦   | 「割れたグラス」（兵動） |

| 番組タイトル                          | プレーヤー                   | キャッチフレーズ              | サイコロの表記 | 出演回数  | MVS                  | その他の出演者 |
| ------------------------------------- | ---------------------------- | ----------------------------- | -------------- | --------- | -------------------- | --- |
| 人志松本のすべらない話 ザ・ゴールデン | 1st STAGE                    | 1st STAGE                     | 1st STAGE      | 1st STAGE | 「たっくん」（兵動） | 観覧ゲスト秋元康、朝日健太郎、ET-KING、飯星景子、家田荘子、石坂浩二、市川由衣、 糸井重里、上田桃子、上原さくら、楳図かずお、江川達也、江守徹、梶原しげる、 加藤夏希、キダ・タロー、Kyoco、黒谷友香、小嶺麗奈、斎藤隆、SHELLY、 JESSE（RIZE）、水前寺清子、杉本彩、鈴木杏樹、ZEEBRA、高樹千佳子、高橋英樹、 堤幸彦、デーブ・スペクター、DJ OZMA、所英男、富永美樹、内藤剛志、永井大、 永島昭浩、西川史子、林マヤ、原沙知絵、東原亜希、平山あや、福田沙紀、 細川茂樹、まこと、三倉茉奈・佳奈、宮地真緒、八木沼純子、矢沢心、安田美沙子、 山本梓、湯浅卓、湯川れい子、ユンソナ、四元奈生美、リア・ディゾン 観覧席進行 渡辺和洋、平井理央（ともにフジテレビアナウンサー） 観覧席レポート（1部と2部の間） 生野陽子（フジテレビアナウンサー） |
| 人志松本のすべらない話 ザ・ゴールデン | 松本人志（ダウンタウン）     | キング オブ すべらない        | 松本           | 12回目    | 「たっくん」（兵動） | 観覧ゲスト秋元康、朝日健太郎、ET-KING、飯星景子、家田荘子、石坂浩二、市川由衣、 糸井重里、上田桃子、上原さくら、楳図かずお、江川達也、江守徹、梶原しげる、 加藤夏希、キダ・タロー、Kyoco、黒谷友香、小嶺麗奈、斎藤隆、SHELLY、 JESSE（RIZE）、水前寺清子、杉本彩、鈴木杏樹、ZEEBRA、高樹千佳子、高橋英樹、 堤幸彦、デーブ・スペクター、DJ OZMA、所英男、富永美樹、内藤剛志、永井大、 永島昭浩、西川史子、林マヤ、原沙知絵、東原亜希、平山あや、福田沙紀、 細川茂樹、まこと、三倉茉奈・佳奈、宮地真緒、八木沼純子、矢沢心、安田美沙子、 山本梓、湯浅卓、湯川れい子、ユンソナ、四元奈生美、リア・ディゾン 観覧席進行 渡辺和洋、平井理央（ともにフジテレビアナウンサー） 観覧席レポート（1部と2部の間） 生野陽子（フジテレビアナウンサー） |
| 人志松本のすべらない話 ザ・ゴールデン | 千原ジュニア（千原兄弟）     | 話芸のスペシャリスト          | 千原           | 12回目    | 「たっくん」（兵動） | 観覧ゲスト秋元康、朝日健太郎、ET-KING、飯星景子、家田荘子、石坂浩二、市川由衣、 糸井重里、上田桃子、上原さくら、楳図かずお、江川達也、江守徹、梶原しげる、 加藤夏希、キダ・タロー、Kyoco、黒谷友香、小嶺麗奈、斎藤隆、SHELLY、 JESSE（RIZE）、水前寺清子、杉本彩、鈴木杏樹、ZEEBRA、高樹千佳子、高橋英樹、 堤幸彦、デーブ・スペクター、DJ OZMA、所英男、富永美樹、内藤剛志、永井大、 永島昭浩、西川史子、林マヤ、原沙知絵、東原亜希、平山あや、福田沙紀、 細川茂樹、まこと、三倉茉奈・佳奈、宮地真緒、八木沼純子、矢沢心、安田美沙子、 山本梓、湯浅卓、湯川れい子、ユンソナ、四元奈生美、リア・ディゾン 観覧席進行 渡辺和洋、平井理央（ともにフジテレビアナウンサー） 観覧席レポート（1部と2部の間） 生野陽子（フジテレビアナウンサー） |
| 人志松本のすべらない話 ザ・ゴールデン | 宮川大輔                     | 擬音マジシャン                | 宮川           | 12回目    | 「たっくん」（兵動） | 観覧ゲスト秋元康、朝日健太郎、ET-KING、飯星景子、家田荘子、石坂浩二、市川由衣、 糸井重里、上田桃子、上原さくら、楳図かずお、江川達也、江守徹、梶原しげる、 加藤夏希、キダ・タロー、Kyoco、黒谷友香、小嶺麗奈、斎藤隆、SHELLY、 JESSE（RIZE）、水前寺清子、杉本彩、鈴木杏樹、ZEEBRA、高樹千佳子、高橋英樹、 堤幸彦、デーブ・スペクター、DJ OZMA、所英男、富永美樹、内藤剛志、永井大、 永島昭浩、西川史子、林マヤ、原沙知絵、東原亜希、平山あや、福田沙紀、 細川茂樹、まこと、三倉茉奈・佳奈、宮地真緒、八木沼純子、矢沢心、安田美沙子、 山本梓、湯浅卓、湯川れい子、ユンソナ、四元奈生美、リア・ディゾン 観覧席進行 渡辺和洋、平井理央（ともにフジテレビアナウンサー） 観覧席レポート（1部と2部の間） 生野陽子（フジテレビアナウンサー） |
| 人志松本のすべらない話 ザ・ゴールデン | ほっしゃん。                 | お笑いファンタジスタ          | ほっしゃん。   | 9回目     | 「たっくん」（兵動） | 観覧ゲスト秋元康、朝日健太郎、ET-KING、飯星景子、家田荘子、石坂浩二、市川由衣、 糸井重里、上田桃子、上原さくら、楳図かずお、江川達也、江守徹、梶原しげる、 加藤夏希、キダ・タロー、Kyoco、黒谷友香、小嶺麗奈、斎藤隆、SHELLY、 JESSE（RIZE）、水前寺清子、杉本彩、鈴木杏樹、ZEEBRA、高樹千佳子、高橋英樹、 堤幸彦、デーブ・スペクター、DJ OZMA、所英男、富永美樹、内藤剛志、永井大、 永島昭浩、西川史子、林マヤ、原沙知絵、東原亜希、平山あや、福田沙紀、 細川茂樹、まこと、三倉茉奈・佳奈、宮地真緒、八木沼純子、矢沢心、安田美沙子、 山本梓、湯浅卓、湯川れい子、ユンソナ、四元奈生美、リア・ディゾン 観覧席進行 渡辺和洋、平井理央（ともにフジテレビアナウンサー） 観覧席レポート（1部と2部の間） 生野陽子（フジテレビアナウンサー） |
| 人志松本のすべらない話 ザ・ゴールデン | 河本準一（次長課長）         | 家族話の達人                  | 河本           | 9回目     | 「たっくん」（兵動） | 観覧ゲスト秋元康、朝日健太郎、ET-KING、飯星景子、家田荘子、石坂浩二、市川由衣、 糸井重里、上田桃子、上原さくら、楳図かずお、江川達也、江守徹、梶原しげる、 加藤夏希、キダ・タロー、Kyoco、黒谷友香、小嶺麗奈、斎藤隆、SHELLY、 JESSE（RIZE）、水前寺清子、杉本彩、鈴木杏樹、ZEEBRA、高樹千佳子、高橋英樹、 堤幸彦、デーブ・スペクター、DJ OZMA、所英男、富永美樹、内藤剛志、永井大、 永島昭浩、西川史子、林マヤ、原沙知絵、東原亜希、平山あや、福田沙紀、 細川茂樹、まこと、三倉茉奈・佳奈、宮地真緒、八木沼純子、矢沢心、安田美沙子、 山本梓、湯浅卓、湯川れい子、ユンソナ、四元奈生美、リア・ディゾン 観覧席進行 渡辺和洋、平井理央（ともにフジテレビアナウンサー） 観覧席レポート（1部と2部の間） 生野陽子（フジテレビアナウンサー） |
| 人志松本のすべらない話 ザ・ゴールデン | 木村祐一                     | ミスター考えられへん・前回MVS | 木村           | 2回目     | 「たっくん」（兵動） | 観覧ゲスト秋元康、朝日健太郎、ET-KING、飯星景子、家田荘子、石坂浩二、市川由衣、 糸井重里、上田桃子、上原さくら、楳図かずお、江川達也、江守徹、梶原しげる、 加藤夏希、キダ・タロー、Kyoco、黒谷友香、小嶺麗奈、斎藤隆、SHELLY、 JESSE（RIZE）、水前寺清子、杉本彩、鈴木杏樹、ZEEBRA、高樹千佳子、高橋英樹、 堤幸彦、デーブ・スペクター、DJ OZMA、所英男、富永美樹、内藤剛志、永井大、 永島昭浩、西川史子、林マヤ、原沙知絵、東原亜希、平山あや、福田沙紀、 細川茂樹、まこと、三倉茉奈・佳奈、宮地真緒、八木沼純子、矢沢心、安田美沙子、 山本梓、湯浅卓、湯川れい子、ユンソナ、四元奈生美、リア・ディゾン 観覧席進行 渡辺和洋、平井理央（ともにフジテレビアナウンサー） 観覧席レポート（1部と2部の間） 生野陽子（フジテレビアナウンサー） |
| 人志松本のすべらない話 ザ・ゴールデン | 水道橋博士（浅草キッド）     | タケシイズムの保守本流        | 博士           | 2回目     | 「たっくん」（兵動） | 観覧ゲスト秋元康、朝日健太郎、ET-KING、飯星景子、家田荘子、石坂浩二、市川由衣、 糸井重里、上田桃子、上原さくら、楳図かずお、江川達也、江守徹、梶原しげる、 加藤夏希、キダ・タロー、Kyoco、黒谷友香、小嶺麗奈、斎藤隆、SHELLY、 JESSE（RIZE）、水前寺清子、杉本彩、鈴木杏樹、ZEEBRA、高樹千佳子、高橋英樹、 堤幸彦、デーブ・スペクター、DJ OZMA、所英男、富永美樹、内藤剛志、永井大、 永島昭浩、西川史子、林マヤ、原沙知絵、東原亜希、平山あや、福田沙紀、 細川茂樹、まこと、三倉茉奈・佳奈、宮地真緒、八木沼純子、矢沢心、安田美沙子、 山本梓、湯浅卓、湯川れい子、ユンソナ、四元奈生美、リア・ディゾン 観覧席進行 渡辺和洋、平井理央（ともにフジテレビアナウンサー） 観覧席レポート（1部と2部の間） 生野陽子（フジテレビアナウンサー） |
| 人志松本のすべらない話 ザ・ゴールデン | 徳井義実（チュートリアル）   | 吉本一の男前芸人              | 徳井           | 2回目     | 「たっくん」（兵動） | 観覧ゲスト秋元康、朝日健太郎、ET-KING、飯星景子、家田荘子、石坂浩二、市川由衣、 糸井重里、上田桃子、上原さくら、楳図かずお、江川達也、江守徹、梶原しげる、 加藤夏希、キダ・タロー、Kyoco、黒谷友香、小嶺麗奈、斎藤隆、SHELLY、 JESSE（RIZE）、水前寺清子、杉本彩、鈴木杏樹、ZEEBRA、高樹千佳子、高橋英樹、 堤幸彦、デーブ・スペクター、DJ OZMA、所英男、富永美樹、内藤剛志、永井大、 永島昭浩、西川史子、林マヤ、原沙知絵、東原亜希、平山あや、福田沙紀、 細川茂樹、まこと、三倉茉奈・佳奈、宮地真緒、八木沼純子、矢沢心、安田美沙子、 山本梓、湯浅卓、湯川れい子、ユンソナ、四元奈生美、リア・ディゾン 観覧席進行 渡辺和洋、平井理央（ともにフジテレビアナウンサー） 観覧席レポート（1部と2部の間） 生野陽子（フジテレビアナウンサー） |
| 人志松本のすべらない話 ザ・ゴールデン | 伊集院光                     | ベシャリの知性派              | 伊集院         | 初参戦    | 「たっくん」（兵動） | 観覧ゲスト秋元康、朝日健太郎、ET-KING、飯星景子、家田荘子、石坂浩二、市川由衣、 糸井重里、上田桃子、上原さくら、楳図かずお、江川達也、江守徹、梶原しげる、 加藤夏希、キダ・タロー、Kyoco、黒谷友香、小嶺麗奈、斎藤隆、SHELLY、 JESSE（RIZE）、水前寺清子、杉本彩、鈴木杏樹、ZEEBRA、高樹千佳子、高橋英樹、 堤幸彦、デーブ・スペクター、DJ OZMA、所英男、富永美樹、内藤剛志、永井大、 永島昭浩、西川史子、林マヤ、原沙知絵、東原亜希、平山あや、福田沙紀、 細川茂樹、まこと、三倉茉奈・佳奈、宮地真緒、八木沼純子、矢沢心、安田美沙子、 山本梓、湯浅卓、湯川れい子、ユンソナ、四元奈生美、リア・ディゾン 観覧席進行 渡辺和洋、平井理央（ともにフジテレビアナウンサー） 観覧席レポート（1部と2部の間） 生野陽子（フジテレビアナウンサー） |
| 人志松本のすべらない話 ザ・ゴールデン | ゴリ（ガレッジセール）       | 沖縄が生んだ天性のラテン系    | ゴリ           | 初参戦    | 「たっくん」（兵動） | 観覧ゲスト秋元康、朝日健太郎、ET-KING、飯星景子、家田荘子、石坂浩二、市川由衣、 糸井重里、上田桃子、上原さくら、楳図かずお、江川達也、江守徹、梶原しげる、 加藤夏希、キダ・タロー、Kyoco、黒谷友香、小嶺麗奈、斎藤隆、SHELLY、 JESSE（RIZE）、水前寺清子、杉本彩、鈴木杏樹、ZEEBRA、高樹千佳子、高橋英樹、 堤幸彦、デーブ・スペクター、DJ OZMA、所英男、富永美樹、内藤剛志、永井大、 永島昭浩、西川史子、林マヤ、原沙知絵、東原亜希、平山あや、福田沙紀、 細川茂樹、まこと、三倉茉奈・佳奈、宮地真緒、八木沼純子、矢沢心、安田美沙子、 山本梓、湯浅卓、湯川れい子、ユンソナ、四元奈生美、リア・ディゾン 観覧席進行 渡辺和洋、平井理央（ともにフジテレビアナウンサー） 観覧席レポート（1部と2部の間） 生野陽子（フジテレビアナウンサー） |
| 人志松本のすべらない話 ザ・ゴールデン | 2nd STAGE                    |                               |                |           | 「たっくん」（兵動） | 観覧ゲスト秋元康、朝日健太郎、ET-KING、飯星景子、家田荘子、石坂浩二、市川由衣、 糸井重里、上田桃子、上原さくら、楳図かずお、江川達也、江守徹、梶原しげる、 加藤夏希、キダ・タロー、Kyoco、黒谷友香、小嶺麗奈、斎藤隆、SHELLY、 JESSE（RIZE）、水前寺清子、杉本彩、鈴木杏樹、ZEEBRA、高樹千佳子、高橋英樹、 堤幸彦、デーブ・スペクター、DJ OZMA、所英男、富永美樹、内藤剛志、永井大、 永島昭浩、西川史子、林マヤ、原沙知絵、東原亜希、平山あや、福田沙紀、 細川茂樹、まこと、三倉茉奈・佳奈、宮地真緒、八木沼純子、矢沢心、安田美沙子、 山本梓、湯浅卓、湯川れい子、ユンソナ、四元奈生美、リア・ディゾン 観覧席進行 渡辺和洋、平井理央（ともにフジテレビアナウンサー） 観覧席レポート（1部と2部の間） 生野陽子（フジテレビアナウンサー） |
| 人志松本のすべらない話 ザ・ゴールデン | 松本人志（ダウンタウン）     | キング オブ すべらない        | 松本           | 12回目    | 「たっくん」（兵動） | 観覧ゲスト秋元康、朝日健太郎、ET-KING、飯星景子、家田荘子、石坂浩二、市川由衣、 糸井重里、上田桃子、上原さくら、楳図かずお、江川達也、江守徹、梶原しげる、 加藤夏希、キダ・タロー、Kyoco、黒谷友香、小嶺麗奈、斎藤隆、SHELLY、 JESSE（RIZE）、水前寺清子、杉本彩、鈴木杏樹、ZEEBRA、高樹千佳子、高橋英樹、 堤幸彦、デーブ・スペクター、DJ OZMA、所英男、富永美樹、内藤剛志、永井大、 永島昭浩、西川史子、林マヤ、原沙知絵、東原亜希、平山あや、福田沙紀、 細川茂樹、まこと、三倉茉奈・佳奈、宮地真緒、八木沼純子、矢沢心、安田美沙子、 山本梓、湯浅卓、湯川れい子、ユンソナ、四元奈生美、リア・ディゾン 観覧席進行 渡辺和洋、平井理央（ともにフジテレビアナウンサー） 観覧席レポート（1部と2部の間） 生野陽子（フジテレビアナウンサー） |
| 人志松本のすべらない話 ザ・ゴールデン | 千原ジュニア（千原兄弟）     | 話芸のスペシャリスト          | 千原           | 12回目    | 「たっくん」（兵動） | 観覧ゲスト秋元康、朝日健太郎、ET-KING、飯星景子、家田荘子、石坂浩二、市川由衣、 糸井重里、上田桃子、上原さくら、楳図かずお、江川達也、江守徹、梶原しげる、 加藤夏希、キダ・タロー、Kyoco、黒谷友香、小嶺麗奈、斎藤隆、SHELLY、 JESSE（RIZE）、水前寺清子、杉本彩、鈴木杏樹、ZEEBRA、高樹千佳子、高橋英樹、 堤幸彦、デーブ・スペクター、DJ OZMA、所英男、富永美樹、内藤剛志、永井大、 永島昭浩、西川史子、林マヤ、原沙知絵、東原亜希、平山あや、福田沙紀、 細川茂樹、まこと、三倉茉奈・佳奈、宮地真緒、八木沼純子、矢沢心、安田美沙子、 山本梓、湯浅卓、湯川れい子、ユンソナ、四元奈生美、リア・ディゾン 観覧席進行 渡辺和洋、平井理央（ともにフジテレビアナウンサー） 観覧席レポート（1部と2部の間） 生野陽子（フジテレビアナウンサー） |
| 人志松本のすべらない話 ザ・ゴールデン | 宮川大輔                     | 擬音マジシャン                | 宮川           | 12回目    | 「たっくん」（兵動） | 観覧ゲスト秋元康、朝日健太郎、ET-KING、飯星景子、家田荘子、石坂浩二、市川由衣、 糸井重里、上田桃子、上原さくら、楳図かずお、江川達也、江守徹、梶原しげる、 加藤夏希、キダ・タロー、Kyoco、黒谷友香、小嶺麗奈、斎藤隆、SHELLY、 JESSE（RIZE）、水前寺清子、杉本彩、鈴木杏樹、ZEEBRA、高樹千佳子、高橋英樹、 堤幸彦、デーブ・スペクター、DJ OZMA、所英男、富永美樹、内藤剛志、永井大、 永島昭浩、西川史子、林マヤ、原沙知絵、東原亜希、平山あや、福田沙紀、 細川茂樹、まこと、三倉茉奈・佳奈、宮地真緒、八木沼純子、矢沢心、安田美沙子、 山本梓、湯浅卓、湯川れい子、ユンソナ、四元奈生美、リア・ディゾン 観覧席進行 渡辺和洋、平井理央（ともにフジテレビアナウンサー） 観覧席レポート（1部と2部の間） 生野陽子（フジテレビアナウンサー） |
| 人志松本のすべらない話 ザ・ゴールデン | ケンドーコバヤシ             | バリトンボイスの異端児        | コバヤシ       | 7回目     | 「たっくん」（兵動） | 観覧ゲスト秋元康、朝日健太郎、ET-KING、飯星景子、家田荘子、石坂浩二、市川由衣、 糸井重里、上田桃子、上原さくら、楳図かずお、江川達也、江守徹、梶原しげる、 加藤夏希、キダ・タロー、Kyoco、黒谷友香、小嶺麗奈、斎藤隆、SHELLY、 JESSE（RIZE）、水前寺清子、杉本彩、鈴木杏樹、ZEEBRA、高樹千佳子、高橋英樹、 堤幸彦、デーブ・スペクター、DJ OZMA、所英男、富永美樹、内藤剛志、永井大、 永島昭浩、西川史子、林マヤ、原沙知絵、東原亜希、平山あや、福田沙紀、 細川茂樹、まこと、三倉茉奈・佳奈、宮地真緒、八木沼純子、矢沢心、安田美沙子、 山本梓、湯浅卓、湯川れい子、ユンソナ、四元奈生美、リア・ディゾン 観覧席進行 渡辺和洋、平井理央（ともにフジテレビアナウンサー） 観覧席レポート（1部と2部の間） 生野陽子（フジテレビアナウンサー） |
| 人志松本のすべらない話 ザ・ゴールデン | 大竹一樹（さまぁ〜ず）       | おしゃべりメガネ              | 大竹           | 2回目     | 「たっくん」（兵動） | 観覧ゲスト秋元康、朝日健太郎、ET-KING、飯星景子、家田荘子、石坂浩二、市川由衣、 糸井重里、上田桃子、上原さくら、楳図かずお、江川達也、江守徹、梶原しげる、 加藤夏希、キダ・タロー、Kyoco、黒谷友香、小嶺麗奈、斎藤隆、SHELLY、 JESSE（RIZE）、水前寺清子、杉本彩、鈴木杏樹、ZEEBRA、高樹千佳子、高橋英樹、 堤幸彦、デーブ・スペクター、DJ OZMA、所英男、富永美樹、内藤剛志、永井大、 永島昭浩、西川史子、林マヤ、原沙知絵、東原亜希、平山あや、福田沙紀、 細川茂樹、まこと、三倉茉奈・佳奈、宮地真緒、八木沼純子、矢沢心、安田美沙子、 山本梓、湯浅卓、湯川れい子、ユンソナ、四元奈生美、リア・ディゾン 観覧席進行 渡辺和洋、平井理央（ともにフジテレビアナウンサー） 観覧席レポート（1部と2部の間） 生野陽子（フジテレビアナウンサー） |
| 人志松本のすべらない話 ザ・ゴールデン | 兵動大樹（矢野・兵動）       | 浪速のエビス顔芸人            | 兵動           | 2回目     | 「たっくん」（兵動） | 観覧ゲスト秋元康、朝日健太郎、ET-KING、飯星景子、家田荘子、石坂浩二、市川由衣、 糸井重里、上田桃子、上原さくら、楳図かずお、江川達也、江守徹、梶原しげる、 加藤夏希、キダ・タロー、Kyoco、黒谷友香、小嶺麗奈、斎藤隆、SHELLY、 JESSE（RIZE）、水前寺清子、杉本彩、鈴木杏樹、ZEEBRA、高樹千佳子、高橋英樹、 堤幸彦、デーブ・スペクター、DJ OZMA、所英男、富永美樹、内藤剛志、永井大、 永島昭浩、西川史子、林マヤ、原沙知絵、東原亜希、平山あや、福田沙紀、 細川茂樹、まこと、三倉茉奈・佳奈、宮地真緒、八木沼純子、矢沢心、安田美沙子、 山本梓、湯浅卓、湯川れい子、ユンソナ、四元奈生美、リア・ディゾン 観覧席進行 渡辺和洋、平井理央（ともにフジテレビアナウンサー） 観覧席レポート（1部と2部の間） 生野陽子（フジテレビアナウンサー） |
| 人志松本のすべらない話 ザ・ゴールデン | 山崎弘也（アンタッチャブル） | ハイテンション&ナイーブ       | 山崎           | 2回目     | 「たっくん」（兵動） | 観覧ゲスト秋元康、朝日健太郎、ET-KING、飯星景子、家田荘子、石坂浩二、市川由衣、 糸井重里、上田桃子、上原さくら、楳図かずお、江川達也、江守徹、梶原しげる、 加藤夏希、キダ・タロー、Kyoco、黒谷友香、小嶺麗奈、斎藤隆、SHELLY、 JESSE（RIZE）、水前寺清子、杉本彩、鈴木杏樹、ZEEBRA、高樹千佳子、高橋英樹、 堤幸彦、デーブ・スペクター、DJ OZMA、所英男、富永美樹、内藤剛志、永井大、 永島昭浩、西川史子、林マヤ、原沙知絵、東原亜希、平山あや、福田沙紀、 細川茂樹、まこと、三倉茉奈・佳奈、宮地真緒、八木沼純子、矢沢心、安田美沙子、 山本梓、湯浅卓、湯川れい子、ユンソナ、四元奈生美、リア・ディゾン 観覧席進行 渡辺和洋、平井理央（ともにフジテレビアナウンサー） 観覧席レポート（1部と2部の間） 生野陽子（フジテレビアナウンサー） |
| 人志松本のすべらない話 ザ・ゴールデン | 陣内智則                     | トップ オブ ど天然            | 陣内           | 初参戦    | 「たっくん」（兵動） | 観覧ゲスト秋元康、朝日健太郎、ET-KING、飯星景子、家田荘子、石坂浩二、市川由衣、 糸井重里、上田桃子、上原さくら、楳図かずお、江川達也、江守徹、梶原しげる、 加藤夏希、キダ・タロー、Kyoco、黒谷友香、小嶺麗奈、斎藤隆、SHELLY、 JESSE（RIZE）、水前寺清子、杉本彩、鈴木杏樹、ZEEBRA、高樹千佳子、高橋英樹、 堤幸彦、デーブ・スペクター、DJ OZMA、所英男、富永美樹、内藤剛志、永井大、 永島昭浩、西川史子、林マヤ、原沙知絵、東原亜希、平山あや、福田沙紀、 細川茂樹、まこと、三倉茉奈・佳奈、宮地真緒、八木沼純子、矢沢心、安田美沙子、 山本梓、湯浅卓、湯川れい子、ユンソナ、四元奈生美、リア・ディゾン 観覧席進行 渡辺和洋、平井理央（ともにフジテレビアナウンサー） 観覧席レポート（1部と2部の間） 生野陽子（フジテレビアナウンサー） |
| 人志松本のすべらない話 ザ・ゴールデン | 田中直樹（ココリコ）         | スタイリッシュな妄想芸人      | 田中           | 初参戦    | 「たっくん」（兵動） | 観覧ゲスト秋元康、朝日健太郎、ET-KING、飯星景子、家田荘子、石坂浩二、市川由衣、 糸井重里、上田桃子、上原さくら、楳図かずお、江川達也、江守徹、梶原しげる、 加藤夏希、キダ・タロー、Kyoco、黒谷友香、小嶺麗奈、斎藤隆、SHELLY、 JESSE（RIZE）、水前寺清子、杉本彩、鈴木杏樹、ZEEBRA、高樹千佳子、高橋英樹、 堤幸彦、デーブ・スペクター、DJ OZMA、所英男、富永美樹、内藤剛志、永井大、 永島昭浩、西川史子、林マヤ、原沙知絵、東原亜希、平山あや、福田沙紀、 細川茂樹、まこと、三倉茉奈・佳奈、宮地真緒、八木沼純子、矢沢心、安田美沙子、 山本梓、湯浅卓、湯川れい子、ユンソナ、四元奈生美、リア・ディゾン 観覧席進行 渡辺和洋、平井理央（ともにフジテレビアナウンサー） 観覧席レポート（1部と2部の間） 生野陽子（フジテレビアナウンサー） |
| 人志松本のすべらない話 ザ・ゴールデン | 藤井隆                       | 陽と影のトリックスター        | 藤井           | 初参戦    | 「たっくん」（兵動） | 観覧ゲスト秋元康、朝日健太郎、ET-KING、飯星景子、家田荘子、石坂浩二、市川由衣、 糸井重里、上田桃子、上原さくら、楳図かずお、江川達也、江守徹、梶原しげる、 加藤夏希、キダ・タロー、Kyoco、黒谷友香、小嶺麗奈、斎藤隆、SHELLY、 JESSE（RIZE）、水前寺清子、杉本彩、鈴木杏樹、ZEEBRA、高樹千佳子、高橋英樹、 堤幸彦、デーブ・スペクター、DJ OZMA、所英男、富永美樹、内藤剛志、永井大、 永島昭浩、西川史子、林マヤ、原沙知絵、東原亜希、平山あや、福田沙紀、 細川茂樹、まこと、三倉茉奈・佳奈、宮地真緒、八木沼純子、矢沢心、安田美沙子、 山本梓、湯浅卓、湯川れい子、ユンソナ、四元奈生美、リア・ディゾン 観覧席進行 渡辺和洋、平井理央（ともにフジテレビアナウンサー） 観覧席レポート（1部と2部の間） 生野陽子（フジテレビアナウンサー） |

| 番組タイトル             | プレーヤー                   | サイコロの表記 | 出演回数 | MVP                |
| ------------------------ | ---------------------------- | -------------- | -------- | ------------------ |
| 人志松本のすべらない話13 | 松本人志（ダウンタウン）     | 松本           | 13回目   | 「略礼服」（小籔） |
| 人志松本のすべらない話13 | 千原ジュニア（千原兄弟）     | 千原           | 13回目   | 「略礼服」（小籔） |
| 人志松本のすべらない話13 | 宮川大輔                     | 宮川           | 13回目   | 「略礼服」（小籔） |
| 人志松本のすべらない話13 | 小籔千豊                     | 小籔           | 2回目    | 「略礼服」（小籔） |
| 人志松本のすべらない話13 | 有田哲平（くりぃむしちゅー） | 有田           | 2回目    | 「略礼服」（小籔） |
| 人志松本のすべらない話13 | 木下隆行（TKO）              | 木下           | 初参戦   | 「略礼服」（小籔） |
| 人志松本のすべらない話13 | 青木さやか                   | 青木           | 初参戦   | 「略礼服」（小籔） |
| 人志松本のすべらない話13 | 荒木良明（バイキング）       | 荒木           | 初参戦   | 「略礼服」（小籔） |

| 番組タイトル                          | プレーヤー                     | キャッチフレーズ            | サイコロの表記 | 出演回数 | MVS                | その他の出演者 |
| ------------------------------------- | ------------------------------ | --------------------------- | -------------- | -------- | ------------------ | --- |
| 人志松本のすべらない話 ザ・ゴールデン | 松本人志（ダウンタウン）       | キング オブ すべらない      | 松本           | 14回目   | 「合コン」（小籔） | 観覧ゲスト安倍なつみ、石坂浩二、市川由衣、いとうまい子、上原多香子、遠藤舞（アイドリング!!!）、皆藤愛子、 加藤沙耶香（アイドリング!!!）、北川弘美、キダ・タロー、郷ひろみ、酒井瞳（アイドリング!!!）、榊原郁恵、 桜井裕美、里田まい、SEAMO、スガシカオ、杉本彩、スザンヌ、鈴木杏樹、 DAIGO、大地真央(開会宣言)、多岐川華子、田丸麻紀、つるの剛士、つんく♂、ドン小西、 内藤剛志、中尾彬・池波志乃夫妻、夏川純、新沼謙治、西山茉希、野久保直樹、野村忠宏、 八田亜矢子、長谷部瞳、はるな愛、雛形あきこ、FUNKY MONKEY BABYS、HOME MADE 家族、槇原敬之(開会の歌)、 松尾貴史、マリエ、武蔵、ムッシュかまやつ、室井佑月、矢口真里、八代亜紀、 山崎邦正、山崎真実、山本モナ 観覧席進行 川端健嗣、本田朋子、生野陽子（いずれもフジテレビアナウンサー） |
| 人志松本のすべらない話 ザ・ゴールデン | 千原ジュニア（千原兄弟）       | 話芸のスペシャリスト        | 千原           | 14回目   | 「合コン」（小籔） | 観覧ゲスト安倍なつみ、石坂浩二、市川由衣、いとうまい子、上原多香子、遠藤舞（アイドリング!!!）、皆藤愛子、 加藤沙耶香（アイドリング!!!）、北川弘美、キダ・タロー、郷ひろみ、酒井瞳（アイドリング!!!）、榊原郁恵、 桜井裕美、里田まい、SEAMO、スガシカオ、杉本彩、スザンヌ、鈴木杏樹、 DAIGO、大地真央(開会宣言)、多岐川華子、田丸麻紀、つるの剛士、つんく♂、ドン小西、 内藤剛志、中尾彬・池波志乃夫妻、夏川純、新沼謙治、西山茉希、野久保直樹、野村忠宏、 八田亜矢子、長谷部瞳、はるな愛、雛形あきこ、FUNKY MONKEY BABYS、HOME MADE 家族、槇原敬之(開会の歌)、 松尾貴史、マリエ、武蔵、ムッシュかまやつ、室井佑月、矢口真里、八代亜紀、 山崎邦正、山崎真実、山本モナ 観覧席進行 川端健嗣、本田朋子、生野陽子（いずれもフジテレビアナウンサー） |
| 人志松本のすべらない話 ザ・ゴールデン | 宮川大輔                       | 擬音マジシャン              | 宮川           | 14回目   | 「合コン」（小籔） | 観覧ゲスト安倍なつみ、石坂浩二、市川由衣、いとうまい子、上原多香子、遠藤舞（アイドリング!!!）、皆藤愛子、 加藤沙耶香（アイドリング!!!）、北川弘美、キダ・タロー、郷ひろみ、酒井瞳（アイドリング!!!）、榊原郁恵、 桜井裕美、里田まい、SEAMO、スガシカオ、杉本彩、スザンヌ、鈴木杏樹、 DAIGO、大地真央(開会宣言)、多岐川華子、田丸麻紀、つるの剛士、つんく♂、ドン小西、 内藤剛志、中尾彬・池波志乃夫妻、夏川純、新沼謙治、西山茉希、野久保直樹、野村忠宏、 八田亜矢子、長谷部瞳、はるな愛、雛形あきこ、FUNKY MONKEY BABYS、HOME MADE 家族、槇原敬之(開会の歌)、 松尾貴史、マリエ、武蔵、ムッシュかまやつ、室井佑月、矢口真里、八代亜紀、 山崎邦正、山崎真実、山本モナ 観覧席進行 川端健嗣、本田朋子、生野陽子（いずれもフジテレビアナウンサー） |
| 人志松本のすべらない話 ザ・ゴールデン | ほっしゃん。                   | お笑いファンタジスタ        | ほっしゃん。   | 10回目   | 「合コン」（小籔） | 観覧ゲスト安倍なつみ、石坂浩二、市川由衣、いとうまい子、上原多香子、遠藤舞（アイドリング!!!）、皆藤愛子、 加藤沙耶香（アイドリング!!!）、北川弘美、キダ・タロー、郷ひろみ、酒井瞳（アイドリング!!!）、榊原郁恵、 桜井裕美、里田まい、SEAMO、スガシカオ、杉本彩、スザンヌ、鈴木杏樹、 DAIGO、大地真央(開会宣言)、多岐川華子、田丸麻紀、つるの剛士、つんく♂、ドン小西、 内藤剛志、中尾彬・池波志乃夫妻、夏川純、新沼謙治、西山茉希、野久保直樹、野村忠宏、 八田亜矢子、長谷部瞳、はるな愛、雛形あきこ、FUNKY MONKEY BABYS、HOME MADE 家族、槇原敬之(開会の歌)、 松尾貴史、マリエ、武蔵、ムッシュかまやつ、室井佑月、矢口真里、八代亜紀、 山崎邦正、山崎真実、山本モナ 観覧席進行 川端健嗣、本田朋子、生野陽子（いずれもフジテレビアナウンサー） |
| 人志松本のすべらない話 ザ・ゴールデン | 河本準一（次長課長）           | 家族話の達人                | 河本           | 10回目   | 「合コン」（小籔） | 観覧ゲスト安倍なつみ、石坂浩二、市川由衣、いとうまい子、上原多香子、遠藤舞（アイドリング!!!）、皆藤愛子、 加藤沙耶香（アイドリング!!!）、北川弘美、キダ・タロー、郷ひろみ、酒井瞳（アイドリング!!!）、榊原郁恵、 桜井裕美、里田まい、SEAMO、スガシカオ、杉本彩、スザンヌ、鈴木杏樹、 DAIGO、大地真央(開会宣言)、多岐川華子、田丸麻紀、つるの剛士、つんく♂、ドン小西、 内藤剛志、中尾彬・池波志乃夫妻、夏川純、新沼謙治、西山茉希、野久保直樹、野村忠宏、 八田亜矢子、長谷部瞳、はるな愛、雛形あきこ、FUNKY MONKEY BABYS、HOME MADE 家族、槇原敬之(開会の歌)、 松尾貴史、マリエ、武蔵、ムッシュかまやつ、室井佑月、矢口真里、八代亜紀、 山崎邦正、山崎真実、山本モナ 観覧席進行 川端健嗣、本田朋子、生野陽子（いずれもフジテレビアナウンサー） |
| 人志松本のすべらない話 ザ・ゴールデン | ケンドーコバヤシ               | バリトンボイスの異端児      | コバヤシ       | 8回目    | 「合コン」（小籔） | 観覧ゲスト安倍なつみ、石坂浩二、市川由衣、いとうまい子、上原多香子、遠藤舞（アイドリング!!!）、皆藤愛子、 加藤沙耶香（アイドリング!!!）、北川弘美、キダ・タロー、郷ひろみ、酒井瞳（アイドリング!!!）、榊原郁恵、 桜井裕美、里田まい、SEAMO、スガシカオ、杉本彩、スザンヌ、鈴木杏樹、 DAIGO、大地真央(開会宣言)、多岐川華子、田丸麻紀、つるの剛士、つんく♂、ドン小西、 内藤剛志、中尾彬・池波志乃夫妻、夏川純、新沼謙治、西山茉希、野久保直樹、野村忠宏、 八田亜矢子、長谷部瞳、はるな愛、雛形あきこ、FUNKY MONKEY BABYS、HOME MADE 家族、槇原敬之(開会の歌)、 松尾貴史、マリエ、武蔵、ムッシュかまやつ、室井佑月、矢口真里、八代亜紀、 山崎邦正、山崎真実、山本モナ 観覧席進行 川端健嗣、本田朋子、生野陽子（いずれもフジテレビアナウンサー） |
| 人志松本のすべらない話 ザ・ゴールデン | 小籔千豊                       | 吉本新喜劇 最年少座長       | 小籔           | 3回目    | 「合コン」（小籔） | 観覧ゲスト安倍なつみ、石坂浩二、市川由衣、いとうまい子、上原多香子、遠藤舞（アイドリング!!!）、皆藤愛子、 加藤沙耶香（アイドリング!!!）、北川弘美、キダ・タロー、郷ひろみ、酒井瞳（アイドリング!!!）、榊原郁恵、 桜井裕美、里田まい、SEAMO、スガシカオ、杉本彩、スザンヌ、鈴木杏樹、 DAIGO、大地真央(開会宣言)、多岐川華子、田丸麻紀、つるの剛士、つんく♂、ドン小西、 内藤剛志、中尾彬・池波志乃夫妻、夏川純、新沼謙治、西山茉希、野久保直樹、野村忠宏、 八田亜矢子、長谷部瞳、はるな愛、雛形あきこ、FUNKY MONKEY BABYS、HOME MADE 家族、槇原敬之(開会の歌)、 松尾貴史、マリエ、武蔵、ムッシュかまやつ、室井佑月、矢口真里、八代亜紀、 山崎邦正、山崎真実、山本モナ 観覧席進行 川端健嗣、本田朋子、生野陽子（いずれもフジテレビアナウンサー） |
| 人志松本のすべらない話 ザ・ゴールデン | 兵動大樹（矢野・兵動）         | 浪速のエビス顔芸人・前回MVS | 兵動           | 3回目    | 「合コン」（小籔） | 観覧ゲスト安倍なつみ、石坂浩二、市川由衣、いとうまい子、上原多香子、遠藤舞（アイドリング!!!）、皆藤愛子、 加藤沙耶香（アイドリング!!!）、北川弘美、キダ・タロー、郷ひろみ、酒井瞳（アイドリング!!!）、榊原郁恵、 桜井裕美、里田まい、SEAMO、スガシカオ、杉本彩、スザンヌ、鈴木杏樹、 DAIGO、大地真央(開会宣言)、多岐川華子、田丸麻紀、つるの剛士、つんく♂、ドン小西、 内藤剛志、中尾彬・池波志乃夫妻、夏川純、新沼謙治、西山茉希、野久保直樹、野村忠宏、 八田亜矢子、長谷部瞳、はるな愛、雛形あきこ、FUNKY MONKEY BABYS、HOME MADE 家族、槇原敬之(開会の歌)、 松尾貴史、マリエ、武蔵、ムッシュかまやつ、室井佑月、矢口真里、八代亜紀、 山崎邦正、山崎真実、山本モナ 観覧席進行 川端健嗣、本田朋子、生野陽子（いずれもフジテレビアナウンサー） |
| 人志松本のすべらない話 ザ・ゴールデン | 有田哲平（くりぃむしちゅー）   | 永遠の邪悪なお兄さん        | 有田           | 3回目    | 「合コン」（小籔） | 観覧ゲスト安倍なつみ、石坂浩二、市川由衣、いとうまい子、上原多香子、遠藤舞（アイドリング!!!）、皆藤愛子、 加藤沙耶香（アイドリング!!!）、北川弘美、キダ・タロー、郷ひろみ、酒井瞳（アイドリング!!!）、榊原郁恵、 桜井裕美、里田まい、SEAMO、スガシカオ、杉本彩、スザンヌ、鈴木杏樹、 DAIGO、大地真央(開会宣言)、多岐川華子、田丸麻紀、つるの剛士、つんく♂、ドン小西、 内藤剛志、中尾彬・池波志乃夫妻、夏川純、新沼謙治、西山茉希、野久保直樹、野村忠宏、 八田亜矢子、長谷部瞳、はるな愛、雛形あきこ、FUNKY MONKEY BABYS、HOME MADE 家族、槇原敬之(開会の歌)、 松尾貴史、マリエ、武蔵、ムッシュかまやつ、室井佑月、矢口真里、八代亜紀、 山崎邦正、山崎真実、山本モナ 観覧席進行 川端健嗣、本田朋子、生野陽子（いずれもフジテレビアナウンサー） |
| 人志松本のすべらない話 ザ・ゴールデン | ゴリ（ガレッジセール）         | 天性のラテン系芸人          | ゴリ           | 2回目    | 「合コン」（小籔） | 観覧ゲスト安倍なつみ、石坂浩二、市川由衣、いとうまい子、上原多香子、遠藤舞（アイドリング!!!）、皆藤愛子、 加藤沙耶香（アイドリング!!!）、北川弘美、キダ・タロー、郷ひろみ、酒井瞳（アイドリング!!!）、榊原郁恵、 桜井裕美、里田まい、SEAMO、スガシカオ、杉本彩、スザンヌ、鈴木杏樹、 DAIGO、大地真央(開会宣言)、多岐川華子、田丸麻紀、つるの剛士、つんく♂、ドン小西、 内藤剛志、中尾彬・池波志乃夫妻、夏川純、新沼謙治、西山茉希、野久保直樹、野村忠宏、 八田亜矢子、長谷部瞳、はるな愛、雛形あきこ、FUNKY MONKEY BABYS、HOME MADE 家族、槇原敬之(開会の歌)、 松尾貴史、マリエ、武蔵、ムッシュかまやつ、室井佑月、矢口真里、八代亜紀、 山崎邦正、山崎真実、山本モナ 観覧席進行 川端健嗣、本田朋子、生野陽子（いずれもフジテレビアナウンサー） |
| 人志松本のすべらない話 ザ・ゴールデン | 濱口優（よゐこ）               | ちびっ子のお笑いカリスマ    | 濱口           | 2回目    | 「合コン」（小籔） | 観覧ゲスト安倍なつみ、石坂浩二、市川由衣、いとうまい子、上原多香子、遠藤舞（アイドリング!!!）、皆藤愛子、 加藤沙耶香（アイドリング!!!）、北川弘美、キダ・タロー、郷ひろみ、酒井瞳（アイドリング!!!）、榊原郁恵、 桜井裕美、里田まい、SEAMO、スガシカオ、杉本彩、スザンヌ、鈴木杏樹、 DAIGO、大地真央(開会宣言)、多岐川華子、田丸麻紀、つるの剛士、つんく♂、ドン小西、 内藤剛志、中尾彬・池波志乃夫妻、夏川純、新沼謙治、西山茉希、野久保直樹、野村忠宏、 八田亜矢子、長谷部瞳、はるな愛、雛形あきこ、FUNKY MONKEY BABYS、HOME MADE 家族、槇原敬之(開会の歌)、 松尾貴史、マリエ、武蔵、ムッシュかまやつ、室井佑月、矢口真里、八代亜紀、 山崎邦正、山崎真実、山本モナ 観覧席進行 川端健嗣、本田朋子、生野陽子（いずれもフジテレビアナウンサー） |
| 人志松本のすべらない話 ザ・ゴールデン | 矢作兼（おぎやはぎ）           | お笑い界のクールマン        | 矢作           | 2回目    | 「合コン」（小籔） | 観覧ゲスト安倍なつみ、石坂浩二、市川由衣、いとうまい子、上原多香子、遠藤舞（アイドリング!!!）、皆藤愛子、 加藤沙耶香（アイドリング!!!）、北川弘美、キダ・タロー、郷ひろみ、酒井瞳（アイドリング!!!）、榊原郁恵、 桜井裕美、里田まい、SEAMO、スガシカオ、杉本彩、スザンヌ、鈴木杏樹、 DAIGO、大地真央(開会宣言)、多岐川華子、田丸麻紀、つるの剛士、つんく♂、ドン小西、 内藤剛志、中尾彬・池波志乃夫妻、夏川純、新沼謙治、西山茉希、野久保直樹、野村忠宏、 八田亜矢子、長谷部瞳、はるな愛、雛形あきこ、FUNKY MONKEY BABYS、HOME MADE 家族、槇原敬之(開会の歌)、 松尾貴史、マリエ、武蔵、ムッシュかまやつ、室井佑月、矢口真里、八代亜紀、 山崎邦正、山崎真実、山本モナ 観覧席進行 川端健嗣、本田朋子、生野陽子（いずれもフジテレビアナウンサー） |
| 人志松本のすべらない話 ザ・ゴールデン | 秋山竜次（ロバート）           | キャラクター博物館          | 秋山           | 初参戦   | 「合コン」（小籔） | 観覧ゲスト安倍なつみ、石坂浩二、市川由衣、いとうまい子、上原多香子、遠藤舞（アイドリング!!!）、皆藤愛子、 加藤沙耶香（アイドリング!!!）、北川弘美、キダ・タロー、郷ひろみ、酒井瞳（アイドリング!!!）、榊原郁恵、 桜井裕美、里田まい、SEAMO、スガシカオ、杉本彩、スザンヌ、鈴木杏樹、 DAIGO、大地真央(開会宣言)、多岐川華子、田丸麻紀、つるの剛士、つんく♂、ドン小西、 内藤剛志、中尾彬・池波志乃夫妻、夏川純、新沼謙治、西山茉希、野久保直樹、野村忠宏、 八田亜矢子、長谷部瞳、はるな愛、雛形あきこ、FUNKY MONKEY BABYS、HOME MADE 家族、槇原敬之(開会の歌)、 松尾貴史、マリエ、武蔵、ムッシュかまやつ、室井佑月、矢口真里、八代亜紀、 山崎邦正、山崎真実、山本モナ 観覧席進行 川端健嗣、本田朋子、生野陽子（いずれもフジテレビアナウンサー） |
| 人志松本のすべらない話 ザ・ゴールデン | おにぎり（ニューロマンス）     | リアルジャイアント芸人      | おにぎり       | 初参戦   | 「合コン」（小籔） | 観覧ゲスト安倍なつみ、石坂浩二、市川由衣、いとうまい子、上原多香子、遠藤舞（アイドリング!!!）、皆藤愛子、 加藤沙耶香（アイドリング!!!）、北川弘美、キダ・タロー、郷ひろみ、酒井瞳（アイドリング!!!）、榊原郁恵、 桜井裕美、里田まい、SEAMO、スガシカオ、杉本彩、スザンヌ、鈴木杏樹、 DAIGO、大地真央(開会宣言)、多岐川華子、田丸麻紀、つるの剛士、つんく♂、ドン小西、 内藤剛志、中尾彬・池波志乃夫妻、夏川純、新沼謙治、西山茉希、野久保直樹、野村忠宏、 八田亜矢子、長谷部瞳、はるな愛、雛形あきこ、FUNKY MONKEY BABYS、HOME MADE 家族、槇原敬之(開会の歌)、 松尾貴史、マリエ、武蔵、ムッシュかまやつ、室井佑月、矢口真里、八代亜紀、 山崎邦正、山崎真実、山本モナ 観覧席進行 川端健嗣、本田朋子、生野陽子（いずれもフジテレビアナウンサー） |
| 人志松本のすべらない話 ザ・ゴールデン | 近藤春菜（ハリセンボン）       | 若手女芸人界のつっこみ隊長  | 近藤           | 初参戦   | 「合コン」（小籔） | 観覧ゲスト安倍なつみ、石坂浩二、市川由衣、いとうまい子、上原多香子、遠藤舞（アイドリング!!!）、皆藤愛子、 加藤沙耶香（アイドリング!!!）、北川弘美、キダ・タロー、郷ひろみ、酒井瞳（アイドリング!!!）、榊原郁恵、 桜井裕美、里田まい、SEAMO、スガシカオ、杉本彩、スザンヌ、鈴木杏樹、 DAIGO、大地真央(開会宣言)、多岐川華子、田丸麻紀、つるの剛士、つんく♂、ドン小西、 内藤剛志、中尾彬・池波志乃夫妻、夏川純、新沼謙治、西山茉希、野久保直樹、野村忠宏、 八田亜矢子、長谷部瞳、はるな愛、雛形あきこ、FUNKY MONKEY BABYS、HOME MADE 家族、槇原敬之(開会の歌)、 松尾貴史、マリエ、武蔵、ムッシュかまやつ、室井佑月、矢口真里、八代亜紀、 山崎邦正、山崎真実、山本モナ 観覧席進行 川端健嗣、本田朋子、生野陽子（いずれもフジテレビアナウンサー） |
| 人志松本のすべらない話 ザ・ゴールデン | 世界のナベアツ（ジャリズム）   | オモローヒゲ芸人            | ナベアツ       | 初参戦   | 「合コン」（小籔） | 観覧ゲスト安倍なつみ、石坂浩二、市川由衣、いとうまい子、上原多香子、遠藤舞（アイドリング!!!）、皆藤愛子、 加藤沙耶香（アイドリング!!!）、北川弘美、キダ・タロー、郷ひろみ、酒井瞳（アイドリング!!!）、榊原郁恵、 桜井裕美、里田まい、SEAMO、スガシカオ、杉本彩、スザンヌ、鈴木杏樹、 DAIGO、大地真央(開会宣言)、多岐川華子、田丸麻紀、つるの剛士、つんく♂、ドン小西、 内藤剛志、中尾彬・池波志乃夫妻、夏川純、新沼謙治、西山茉希、野久保直樹、野村忠宏、 八田亜矢子、長谷部瞳、はるな愛、雛形あきこ、FUNKY MONKEY BABYS、HOME MADE 家族、槇原敬之(開会の歌)、 松尾貴史、マリエ、武蔵、ムッシュかまやつ、室井佑月、矢口真里、八代亜紀、 山崎邦正、山崎真実、山本モナ 観覧席進行 川端健嗣、本田朋子、生野陽子（いずれもフジテレビアナウンサー） |
| 人志松本のすべらない話 ザ・ゴールデン | 中田敦彦（オリエンタルラジオ） | お笑い武勇伝                | 中田           | 初参戦   | 「合コン」（小籔） | 観覧ゲスト安倍なつみ、石坂浩二、市川由衣、いとうまい子、上原多香子、遠藤舞（アイドリング!!!）、皆藤愛子、 加藤沙耶香（アイドリング!!!）、北川弘美、キダ・タロー、郷ひろみ、酒井瞳（アイドリング!!!）、榊原郁恵、 桜井裕美、里田まい、SEAMO、スガシカオ、杉本彩、スザンヌ、鈴木杏樹、 DAIGO、大地真央(開会宣言)、多岐川華子、田丸麻紀、つるの剛士、つんく♂、ドン小西、 内藤剛志、中尾彬・池波志乃夫妻、夏川純、新沼謙治、西山茉希、野久保直樹、野村忠宏、 八田亜矢子、長谷部瞳、はるな愛、雛形あきこ、FUNKY MONKEY BABYS、HOME MADE 家族、槇原敬之(開会の歌)、 松尾貴史、マリエ、武蔵、ムッシュかまやつ、室井佑月、矢口真里、八代亜紀、 山崎邦正、山崎真実、山本モナ 観覧席進行 川端健嗣、本田朋子、生野陽子（いずれもフジテレビアナウンサー） |

| 番組タイトル                          | プレーヤー               | キャッチフレーズ               | サイコロの表記 | 出演回数 | MVS                  | その他の出演者 |
| ------------------------------------- | ------------------------ | ------------------------------ | -------------- | -------- | -------------------- | --- |
| 人志松本のすべらない話 ザ・ゴールデン | 松本人志（ダウンタウン） | キング オブ すべらない         | 松本           | 15回目   | 「欽ちゃん」（勝俣） | 観覧ゲスト青山テルマ、秋吉久美子、綾戸智恵、石坂浩二、乾絵美、井上康生、遠藤舞（アイドリング!!!）、 小畑由香里、皆藤愛子、加藤沙耶香（アイドリング!!!）、木下優樹菜、キマグレン、酒井瞳（アイドリング!!!）、杉崎美香、 杉本彩、スザンヌ、鈴木杏樹、鈴木紗理奈、DAIGO、谷本歩実、椿姫彩菜、 内藤剛志、西岡徳馬、鼠先輩、野村忠宏、袴田吉彦、Perfume、林遣都、 はるな愛、福田沙紀、福田萌、前園真聖、槇原敬之、三浦大輔（横浜ベイスターズ）、三浦理恵子、 三科真澄、misono、峰幸代、村田修一（横浜ベイスターズ）、山田優、RIKI、渡辺徹、 渡部豪太 |
| 人志松本のすべらない話 ザ・ゴールデン | 千原ジュニア（千原兄弟） | 話芸のスペシャリスト           | 千原           | 15回目   | 「欽ちゃん」（勝俣） | 観覧ゲスト青山テルマ、秋吉久美子、綾戸智恵、石坂浩二、乾絵美、井上康生、遠藤舞（アイドリング!!!）、 小畑由香里、皆藤愛子、加藤沙耶香（アイドリング!!!）、木下優樹菜、キマグレン、酒井瞳（アイドリング!!!）、杉崎美香、 杉本彩、スザンヌ、鈴木杏樹、鈴木紗理奈、DAIGO、谷本歩実、椿姫彩菜、 内藤剛志、西岡徳馬、鼠先輩、野村忠宏、袴田吉彦、Perfume、林遣都、 はるな愛、福田沙紀、福田萌、前園真聖、槇原敬之、三浦大輔（横浜ベイスターズ）、三浦理恵子、 三科真澄、misono、峰幸代、村田修一（横浜ベイスターズ）、山田優、RIKI、渡辺徹、 渡部豪太 |
| 人志松本のすべらない話 ザ・ゴールデン | 宮川大輔                 | 擬音マジシャン                 | 宮川           | 15回目   | 「欽ちゃん」（勝俣） | 観覧ゲスト青山テルマ、秋吉久美子、綾戸智恵、石坂浩二、乾絵美、井上康生、遠藤舞（アイドリング!!!）、 小畑由香里、皆藤愛子、加藤沙耶香（アイドリング!!!）、木下優樹菜、キマグレン、酒井瞳（アイドリング!!!）、杉崎美香、 杉本彩、スザンヌ、鈴木杏樹、鈴木紗理奈、DAIGO、谷本歩実、椿姫彩菜、 内藤剛志、西岡徳馬、鼠先輩、野村忠宏、袴田吉彦、Perfume、林遣都、 はるな愛、福田沙紀、福田萌、前園真聖、槇原敬之、三浦大輔（横浜ベイスターズ）、三浦理恵子、 三科真澄、misono、峰幸代、村田修一（横浜ベイスターズ）、山田優、RIKI、渡辺徹、 渡部豪太 |
| 人志松本のすべらない話 ザ・ゴールデン | ほっしゃん。             | お笑いファンタジスタ           | ほっしゃん。   | 11回目   | 「欽ちゃん」（勝俣） | 観覧ゲスト青山テルマ、秋吉久美子、綾戸智恵、石坂浩二、乾絵美、井上康生、遠藤舞（アイドリング!!!）、 小畑由香里、皆藤愛子、加藤沙耶香（アイドリング!!!）、木下優樹菜、キマグレン、酒井瞳（アイドリング!!!）、杉崎美香、 杉本彩、スザンヌ、鈴木杏樹、鈴木紗理奈、DAIGO、谷本歩実、椿姫彩菜、 内藤剛志、西岡徳馬、鼠先輩、野村忠宏、袴田吉彦、Perfume、林遣都、 はるな愛、福田沙紀、福田萌、前園真聖、槇原敬之、三浦大輔（横浜ベイスターズ）、三浦理恵子、 三科真澄、misono、峰幸代、村田修一（横浜ベイスターズ）、山田優、RIKI、渡辺徹、 渡部豪太 |
| 人志松本のすべらない話 ザ・ゴールデン | 河本準一（次長課長）     | 家族話の達人                   | 河本           | 11回目   | 「欽ちゃん」（勝俣） | 観覧ゲスト青山テルマ、秋吉久美子、綾戸智恵、石坂浩二、乾絵美、井上康生、遠藤舞（アイドリング!!!）、 小畑由香里、皆藤愛子、加藤沙耶香（アイドリング!!!）、木下優樹菜、キマグレン、酒井瞳（アイドリング!!!）、杉崎美香、 杉本彩、スザンヌ、鈴木杏樹、鈴木紗理奈、DAIGO、谷本歩実、椿姫彩菜、 内藤剛志、西岡徳馬、鼠先輩、野村忠宏、袴田吉彦、Perfume、林遣都、 はるな愛、福田沙紀、福田萌、前園真聖、槇原敬之、三浦大輔（横浜ベイスターズ）、三浦理恵子、 三科真澄、misono、峰幸代、村田修一（横浜ベイスターズ）、山田優、RIKI、渡辺徹、 渡部豪太 |
| 人志松本のすべらない話 ザ・ゴールデン | ケンドーコバヤシ         | バリトンボイスの異端児         | コバヤシ       | 9回目    | 「欽ちゃん」（勝俣） | 観覧ゲスト青山テルマ、秋吉久美子、綾戸智恵、石坂浩二、乾絵美、井上康生、遠藤舞（アイドリング!!!）、 小畑由香里、皆藤愛子、加藤沙耶香（アイドリング!!!）、木下優樹菜、キマグレン、酒井瞳（アイドリング!!!）、杉崎美香、 杉本彩、スザンヌ、鈴木杏樹、鈴木紗理奈、DAIGO、谷本歩実、椿姫彩菜、 内藤剛志、西岡徳馬、鼠先輩、野村忠宏、袴田吉彦、Perfume、林遣都、 はるな愛、福田沙紀、福田萌、前園真聖、槇原敬之、三浦大輔（横浜ベイスターズ）、三浦理恵子、 三科真澄、misono、峰幸代、村田修一（横浜ベイスターズ）、山田優、RIKI、渡辺徹、 渡部豪太 |
| 人志松本のすべらない話 ザ・ゴールデン | 小籔千豊                 | 吉本新喜劇 最年少座長・前回MVS | 小籔           | 4回目    | 「欽ちゃん」（勝俣） | 観覧ゲスト青山テルマ、秋吉久美子、綾戸智恵、石坂浩二、乾絵美、井上康生、遠藤舞（アイドリング!!!）、 小畑由香里、皆藤愛子、加藤沙耶香（アイドリング!!!）、木下優樹菜、キマグレン、酒井瞳（アイドリング!!!）、杉崎美香、 杉本彩、スザンヌ、鈴木杏樹、鈴木紗理奈、DAIGO、谷本歩実、椿姫彩菜、 内藤剛志、西岡徳馬、鼠先輩、野村忠宏、袴田吉彦、Perfume、林遣都、 はるな愛、福田沙紀、福田萌、前園真聖、槇原敬之、三浦大輔（横浜ベイスターズ）、三浦理恵子、 三科真澄、misono、峰幸代、村田修一（横浜ベイスターズ）、山田優、RIKI、渡辺徹、 渡部豪太 |
| 人志松本のすべらない話 ザ・ゴールデン | 兵動大樹（矢野・兵動）   | 浪速のエビス顔芸人             | 兵動           | 4回目    | 「欽ちゃん」（勝俣） | 観覧ゲスト青山テルマ、秋吉久美子、綾戸智恵、石坂浩二、乾絵美、井上康生、遠藤舞（アイドリング!!!）、 小畑由香里、皆藤愛子、加藤沙耶香（アイドリング!!!）、木下優樹菜、キマグレン、酒井瞳（アイドリング!!!）、杉崎美香、 杉本彩、スザンヌ、鈴木杏樹、鈴木紗理奈、DAIGO、谷本歩実、椿姫彩菜、 内藤剛志、西岡徳馬、鼠先輩、野村忠宏、袴田吉彦、Perfume、林遣都、 はるな愛、福田沙紀、福田萌、前園真聖、槇原敬之、三浦大輔（横浜ベイスターズ）、三浦理恵子、 三科真澄、misono、峰幸代、村田修一（横浜ベイスターズ）、山田優、RIKI、渡辺徹、 渡部豪太 |
| 人志松本のすべらない話 ザ・ゴールデン | 木村祐一                 | ミスター考えられへん           | 木村           | 3回目    | 「欽ちゃん」（勝俣） | 観覧ゲスト青山テルマ、秋吉久美子、綾戸智恵、石坂浩二、乾絵美、井上康生、遠藤舞（アイドリング!!!）、 小畑由香里、皆藤愛子、加藤沙耶香（アイドリング!!!）、木下優樹菜、キマグレン、酒井瞳（アイドリング!!!）、杉崎美香、 杉本彩、スザンヌ、鈴木杏樹、鈴木紗理奈、DAIGO、谷本歩実、椿姫彩菜、 内藤剛志、西岡徳馬、鼠先輩、野村忠宏、袴田吉彦、Perfume、林遣都、 はるな愛、福田沙紀、福田萌、前園真聖、槇原敬之、三浦大輔（横浜ベイスターズ）、三浦理恵子、 三科真澄、misono、峰幸代、村田修一（横浜ベイスターズ）、山田優、RIKI、渡辺徹、 渡部豪太 |
| 人志松本のすべらない話 ザ・ゴールデン | 木下隆行（TKO）          | 遅れてきたビッグウェーブ       | 木下           | 2回目    | 「欽ちゃん」（勝俣） | 観覧ゲスト青山テルマ、秋吉久美子、綾戸智恵、石坂浩二、乾絵美、井上康生、遠藤舞（アイドリング!!!）、 小畑由香里、皆藤愛子、加藤沙耶香（アイドリング!!!）、木下優樹菜、キマグレン、酒井瞳（アイドリング!!!）、杉崎美香、 杉本彩、スザンヌ、鈴木杏樹、鈴木紗理奈、DAIGO、谷本歩実、椿姫彩菜、 内藤剛志、西岡徳馬、鼠先輩、野村忠宏、袴田吉彦、Perfume、林遣都、 はるな愛、福田沙紀、福田萌、前園真聖、槇原敬之、三浦大輔（横浜ベイスターズ）、三浦理恵子、 三科真澄、misono、峰幸代、村田修一（横浜ベイスターズ）、山田優、RIKI、渡辺徹、 渡部豪太 |
| 人志松本のすべらない話 ザ・ゴールデン | 有吉弘行                 | 地獄から生還した毒舌芸人       | 有吉           | 初参戦   | 「欽ちゃん」（勝俣） | 観覧ゲスト青山テルマ、秋吉久美子、綾戸智恵、石坂浩二、乾絵美、井上康生、遠藤舞（アイドリング!!!）、 小畑由香里、皆藤愛子、加藤沙耶香（アイドリング!!!）、木下優樹菜、キマグレン、酒井瞳（アイドリング!!!）、杉崎美香、 杉本彩、スザンヌ、鈴木杏樹、鈴木紗理奈、DAIGO、谷本歩実、椿姫彩菜、 内藤剛志、西岡徳馬、鼠先輩、野村忠宏、袴田吉彦、Perfume、林遣都、 はるな愛、福田沙紀、福田萌、前園真聖、槇原敬之、三浦大輔（横浜ベイスターズ）、三浦理恵子、 三科真澄、misono、峰幸代、村田修一（横浜ベイスターズ）、山田優、RIKI、渡辺徹、 渡部豪太 |
| 人志松本のすべらない話 ザ・ゴールデン | 勝俣州和                 | ロケ番組の帝王                 | 勝俣           | 初参戦   | 「欽ちゃん」（勝俣） | 観覧ゲスト青山テルマ、秋吉久美子、綾戸智恵、石坂浩二、乾絵美、井上康生、遠藤舞（アイドリング!!!）、 小畑由香里、皆藤愛子、加藤沙耶香（アイドリング!!!）、木下優樹菜、キマグレン、酒井瞳（アイドリング!!!）、杉崎美香、 杉本彩、スザンヌ、鈴木杏樹、鈴木紗理奈、DAIGO、谷本歩実、椿姫彩菜、 内藤剛志、西岡徳馬、鼠先輩、野村忠宏、袴田吉彦、Perfume、林遣都、 はるな愛、福田沙紀、福田萌、前園真聖、槇原敬之、三浦大輔（横浜ベイスターズ）、三浦理恵子、 三科真澄、misono、峰幸代、村田修一（横浜ベイスターズ）、山田優、RIKI、渡辺徹、 渡部豪太 |
| 人志松本のすべらない話 ザ・ゴールデン | 木村卓寛（天津）         | エロ詩吟の師範代               | 天津木村       | 初参戦   | 「欽ちゃん」（勝俣） | 観覧ゲスト青山テルマ、秋吉久美子、綾戸智恵、石坂浩二、乾絵美、井上康生、遠藤舞（アイドリング!!!）、 小畑由香里、皆藤愛子、加藤沙耶香（アイドリング!!!）、木下優樹菜、キマグレン、酒井瞳（アイドリング!!!）、杉崎美香、 杉本彩、スザンヌ、鈴木杏樹、鈴木紗理奈、DAIGO、谷本歩実、椿姫彩菜、 内藤剛志、西岡徳馬、鼠先輩、野村忠宏、袴田吉彦、Perfume、林遣都、 はるな愛、福田沙紀、福田萌、前園真聖、槇原敬之、三浦大輔（横浜ベイスターズ）、三浦理恵子、 三科真澄、misono、峰幸代、村田修一（横浜ベイスターズ）、山田優、RIKI、渡辺徹、 渡部豪太 |
| 人志松本のすべらない話 ザ・ゴールデン | 品川祐（品川庄司）       | ひな壇芸人の鏡                 | 品川           | 初参戦   | 「欽ちゃん」（勝俣） | 観覧ゲスト青山テルマ、秋吉久美子、綾戸智恵、石坂浩二、乾絵美、井上康生、遠藤舞（アイドリング!!!）、 小畑由香里、皆藤愛子、加藤沙耶香（アイドリング!!!）、木下優樹菜、キマグレン、酒井瞳（アイドリング!!!）、杉崎美香、 杉本彩、スザンヌ、鈴木杏樹、鈴木紗理奈、DAIGO、谷本歩実、椿姫彩菜、 内藤剛志、西岡徳馬、鼠先輩、野村忠宏、袴田吉彦、Perfume、林遣都、 はるな愛、福田沙紀、福田萌、前園真聖、槇原敬之、三浦大輔（横浜ベイスターズ）、三浦理恵子、 三科真澄、misono、峰幸代、村田修一（横浜ベイスターズ）、山田優、RIKI、渡辺徹、 渡部豪太 |
| 人志松本のすべらない話 ザ・ゴールデン | 月亭八光                 | 月亭八方の長男にして弟子       | 八光           | 初参戦   | 「欽ちゃん」（勝俣） | 観覧ゲスト青山テルマ、秋吉久美子、綾戸智恵、石坂浩二、乾絵美、井上康生、遠藤舞（アイドリング!!!）、 小畑由香里、皆藤愛子、加藤沙耶香（アイドリング!!!）、木下優樹菜、キマグレン、酒井瞳（アイドリング!!!）、杉崎美香、 杉本彩、スザンヌ、鈴木杏樹、鈴木紗理奈、DAIGO、谷本歩実、椿姫彩菜、 内藤剛志、西岡徳馬、鼠先輩、野村忠宏、袴田吉彦、Perfume、林遣都、 はるな愛、福田沙紀、福田萌、前園真聖、槇原敬之、三浦大輔（横浜ベイスターズ）、三浦理恵子、 三科真澄、misono、峰幸代、村田修一（横浜ベイスターズ）、山田優、RIKI、渡辺徹、 渡部豪太 |
| 人志松本のすべらない話 ザ・ゴールデン | 塙宣之（ナイツ）         | 史上最年少 漫才協会理事        | 塙             | 初参戦   | 「欽ちゃん」（勝俣） | 観覧ゲスト青山テルマ、秋吉久美子、綾戸智恵、石坂浩二、乾絵美、井上康生、遠藤舞（アイドリング!!!）、 小畑由香里、皆藤愛子、加藤沙耶香（アイドリング!!!）、木下優樹菜、キマグレン、酒井瞳（アイドリング!!!）、杉崎美香、 杉本彩、スザンヌ、鈴木杏樹、鈴木紗理奈、DAIGO、谷本歩実、椿姫彩菜、 内藤剛志、西岡徳馬、鼠先輩、野村忠宏、袴田吉彦、Perfume、林遣都、 はるな愛、福田沙紀、福田萌、前園真聖、槇原敬之、三浦大輔（横浜ベイスターズ）、三浦理恵子、 三科真澄、misono、峰幸代、村田修一（横浜ベイスターズ）、山田優、RIKI、渡辺徹、 渡部豪太 |
| 人志松本のすべらない話 ザ・ゴールデン | ビビる大木               | アドリブと吹き替えの芸達者     | 大木           | 初参戦   | 「欽ちゃん」（勝俣） | 観覧ゲスト青山テルマ、秋吉久美子、綾戸智恵、石坂浩二、乾絵美、井上康生、遠藤舞（アイドリング!!!）、 小畑由香里、皆藤愛子、加藤沙耶香（アイドリング!!!）、木下優樹菜、キマグレン、酒井瞳（アイドリング!!!）、杉崎美香、 杉本彩、スザンヌ、鈴木杏樹、鈴木紗理奈、DAIGO、谷本歩実、椿姫彩菜、 内藤剛志、西岡徳馬、鼠先輩、野村忠宏、袴田吉彦、Perfume、林遣都、 はるな愛、福田沙紀、福田萌、前園真聖、槇原敬之、三浦大輔（横浜ベイスターズ）、三浦理恵子、 三科真澄、misono、峰幸代、村田修一（横浜ベイスターズ）、山田優、RIKI、渡辺徹、 渡部豪太 |

| 番組タイトル                          | プレーヤー                     | キャッチフレーズ                   | サイコロの表記 | 出演回数 | MVS                        | その他の出演者 |
| ------------------------------------- | ------------------------------ | ---------------------------------- | -------------- | -------- | -------------------------- | --- |
| 人志松本のすべらない話 ザ・ゴールデン | 松本人志（ダウンタウン）       | キング オブ すべらない             | 松本           | 16回目   | 「ガス代」（ほっしゃん。） | 観覧ゲスト相田翔子、市川由衣、岩崎宏美、上原美優、宇梶剛士、梅田直樹・益若つばさ夫妻、 VERBAL、江守徹、片山晋呉、金平桂一郎、亀渕友香、CHEMISTRY、 さとう里香、里田まい、杉浦太陽、杉本彩、鈴木杏樹、高樹千佳子、 高木美保、滝沢沙織、蝶野正洋、友利新、内藤大助、永井大、 中尾彬・池波志乃夫妻、中田有紀、長野美郷、ニコラス・ペタス、西村和彦、浜田ブリトニー、 濱田マリ、藤岡弘、、三浦皇成、May J.、茂木健一郎、本仮屋ユイカ、 八代亜紀、山本“KID”徳郁、山本聖子、山本美憂、吉田兄弟、六角精児 |
| 人志松本のすべらない話 ザ・ゴールデン | 千原ジュニア（千原兄弟）       | 話芸のスペシャリスト               | 千原           | 16回目   | 「ガス代」（ほっしゃん。） | 観覧ゲスト相田翔子、市川由衣、岩崎宏美、上原美優、宇梶剛士、梅田直樹・益若つばさ夫妻、 VERBAL、江守徹、片山晋呉、金平桂一郎、亀渕友香、CHEMISTRY、 さとう里香、里田まい、杉浦太陽、杉本彩、鈴木杏樹、高樹千佳子、 高木美保、滝沢沙織、蝶野正洋、友利新、内藤大助、永井大、 中尾彬・池波志乃夫妻、中田有紀、長野美郷、ニコラス・ペタス、西村和彦、浜田ブリトニー、 濱田マリ、藤岡弘、、三浦皇成、May J.、茂木健一郎、本仮屋ユイカ、 八代亜紀、山本“KID”徳郁、山本聖子、山本美憂、吉田兄弟、六角精児 |
| 人志松本のすべらない話 ザ・ゴールデン | 宮川大輔                       | 擬音マジシャン                     | 宮川           | 16回目   | 「ガス代」（ほっしゃん。） | 観覧ゲスト相田翔子、市川由衣、岩崎宏美、上原美優、宇梶剛士、梅田直樹・益若つばさ夫妻、 VERBAL、江守徹、片山晋呉、金平桂一郎、亀渕友香、CHEMISTRY、 さとう里香、里田まい、杉浦太陽、杉本彩、鈴木杏樹、高樹千佳子、 高木美保、滝沢沙織、蝶野正洋、友利新、内藤大助、永井大、 中尾彬・池波志乃夫妻、中田有紀、長野美郷、ニコラス・ペタス、西村和彦、浜田ブリトニー、 濱田マリ、藤岡弘、、三浦皇成、May J.、茂木健一郎、本仮屋ユイカ、 八代亜紀、山本“KID”徳郁、山本聖子、山本美憂、吉田兄弟、六角精児 |
| 人志松本のすべらない話 ザ・ゴールデン | ほっしゃん。                   | お笑いファンタジスタ               | ほっしゃん。   | 12回目   | 「ガス代」（ほっしゃん。） | 観覧ゲスト相田翔子、市川由衣、岩崎宏美、上原美優、宇梶剛士、梅田直樹・益若つばさ夫妻、 VERBAL、江守徹、片山晋呉、金平桂一郎、亀渕友香、CHEMISTRY、 さとう里香、里田まい、杉浦太陽、杉本彩、鈴木杏樹、高樹千佳子、 高木美保、滝沢沙織、蝶野正洋、友利新、内藤大助、永井大、 中尾彬・池波志乃夫妻、中田有紀、長野美郷、ニコラス・ペタス、西村和彦、浜田ブリトニー、 濱田マリ、藤岡弘、、三浦皇成、May J.、茂木健一郎、本仮屋ユイカ、 八代亜紀、山本“KID”徳郁、山本聖子、山本美憂、吉田兄弟、六角精児 |
| 人志松本のすべらない話 ザ・ゴールデン | 河本準一（次長課長）           | 家族話の達人                       | 河本           | 12回目   | 「ガス代」（ほっしゃん。） | 観覧ゲスト相田翔子、市川由衣、岩崎宏美、上原美優、宇梶剛士、梅田直樹・益若つばさ夫妻、 VERBAL、江守徹、片山晋呉、金平桂一郎、亀渕友香、CHEMISTRY、 さとう里香、里田まい、杉浦太陽、杉本彩、鈴木杏樹、高樹千佳子、 高木美保、滝沢沙織、蝶野正洋、友利新、内藤大助、永井大、 中尾彬・池波志乃夫妻、中田有紀、長野美郷、ニコラス・ペタス、西村和彦、浜田ブリトニー、 濱田マリ、藤岡弘、、三浦皇成、May J.、茂木健一郎、本仮屋ユイカ、 八代亜紀、山本“KID”徳郁、山本聖子、山本美憂、吉田兄弟、六角精児 |
| 人志松本のすべらない話 ザ・ゴールデン | ケンドーコバヤシ               | バリトンボイスの異端児             | コバヤシ       | 10回目   | 「ガス代」（ほっしゃん。） | 観覧ゲスト相田翔子、市川由衣、岩崎宏美、上原美優、宇梶剛士、梅田直樹・益若つばさ夫妻、 VERBAL、江守徹、片山晋呉、金平桂一郎、亀渕友香、CHEMISTRY、 さとう里香、里田まい、杉浦太陽、杉本彩、鈴木杏樹、高樹千佳子、 高木美保、滝沢沙織、蝶野正洋、友利新、内藤大助、永井大、 中尾彬・池波志乃夫妻、中田有紀、長野美郷、ニコラス・ペタス、西村和彦、浜田ブリトニー、 濱田マリ、藤岡弘、、三浦皇成、May J.、茂木健一郎、本仮屋ユイカ、 八代亜紀、山本“KID”徳郁、山本聖子、山本美憂、吉田兄弟、六角精児 |
| 人志松本のすべらない話 ザ・ゴールデン | 後藤輝基（フットボールアワー） | 若きべしゃりのテクニシャン         | 後藤           | 3回目    | 「ガス代」（ほっしゃん。） | 観覧ゲスト相田翔子、市川由衣、岩崎宏美、上原美優、宇梶剛士、梅田直樹・益若つばさ夫妻、 VERBAL、江守徹、片山晋呉、金平桂一郎、亀渕友香、CHEMISTRY、 さとう里香、里田まい、杉浦太陽、杉本彩、鈴木杏樹、高樹千佳子、 高木美保、滝沢沙織、蝶野正洋、友利新、内藤大助、永井大、 中尾彬・池波志乃夫妻、中田有紀、長野美郷、ニコラス・ペタス、西村和彦、浜田ブリトニー、 濱田マリ、藤岡弘、、三浦皇成、May J.、茂木健一郎、本仮屋ユイカ、 八代亜紀、山本“KID”徳郁、山本聖子、山本美憂、吉田兄弟、六角精児 |
| 人志松本のすべらない話 ザ・ゴールデン | 有吉弘行                       | 地獄から生還した毒舌芸人           | 有吉           | 2回目    | 「ガス代」（ほっしゃん。） | 観覧ゲスト相田翔子、市川由衣、岩崎宏美、上原美優、宇梶剛士、梅田直樹・益若つばさ夫妻、 VERBAL、江守徹、片山晋呉、金平桂一郎、亀渕友香、CHEMISTRY、 さとう里香、里田まい、杉浦太陽、杉本彩、鈴木杏樹、高樹千佳子、 高木美保、滝沢沙織、蝶野正洋、友利新、内藤大助、永井大、 中尾彬・池波志乃夫妻、中田有紀、長野美郷、ニコラス・ペタス、西村和彦、浜田ブリトニー、 濱田マリ、藤岡弘、、三浦皇成、May J.、茂木健一郎、本仮屋ユイカ、 八代亜紀、山本“KID”徳郁、山本聖子、山本美憂、吉田兄弟、六角精児 |
| 人志松本のすべらない話 ザ・ゴールデン | 勝俣州和                       | 大声話芸の達人・前回MVS            | 勝俣           | 2回目    | 「ガス代」（ほっしゃん。） | 観覧ゲスト相田翔子、市川由衣、岩崎宏美、上原美優、宇梶剛士、梅田直樹・益若つばさ夫妻、 VERBAL、江守徹、片山晋呉、金平桂一郎、亀渕友香、CHEMISTRY、 さとう里香、里田まい、杉浦太陽、杉本彩、鈴木杏樹、高樹千佳子、 高木美保、滝沢沙織、蝶野正洋、友利新、内藤大助、永井大、 中尾彬・池波志乃夫妻、中田有紀、長野美郷、ニコラス・ペタス、西村和彦、浜田ブリトニー、 濱田マリ、藤岡弘、、三浦皇成、May J.、茂木健一郎、本仮屋ユイカ、 八代亜紀、山本“KID”徳郁、山本聖子、山本美憂、吉田兄弟、六角精児 |
| 人志松本のすべらない話 ザ・ゴールデン | 中山功太                       | R-1ぐらんぷり2009覇者              | 中山           | 初参戦   | 「ガス代」（ほっしゃん。） | 観覧ゲスト相田翔子、市川由衣、岩崎宏美、上原美優、宇梶剛士、梅田直樹・益若つばさ夫妻、 VERBAL、江守徹、片山晋呉、金平桂一郎、亀渕友香、CHEMISTRY、 さとう里香、里田まい、杉浦太陽、杉本彩、鈴木杏樹、高樹千佳子、 高木美保、滝沢沙織、蝶野正洋、友利新、内藤大助、永井大、 中尾彬・池波志乃夫妻、中田有紀、長野美郷、ニコラス・ペタス、西村和彦、浜田ブリトニー、 濱田マリ、藤岡弘、、三浦皇成、May J.、茂木健一郎、本仮屋ユイカ、 八代亜紀、山本“KID”徳郁、山本聖子、山本美憂、吉田兄弟、六角精児 |
| 人志松本のすべらない話 ザ・ゴールデン | なるみ                         | 関西の大御所を手玉にとる女         | なるみ         | 初参戦   | 「ガス代」（ほっしゃん。） | 観覧ゲスト相田翔子、市川由衣、岩崎宏美、上原美優、宇梶剛士、梅田直樹・益若つばさ夫妻、 VERBAL、江守徹、片山晋呉、金平桂一郎、亀渕友香、CHEMISTRY、 さとう里香、里田まい、杉浦太陽、杉本彩、鈴木杏樹、高樹千佳子、 高木美保、滝沢沙織、蝶野正洋、友利新、内藤大助、永井大、 中尾彬・池波志乃夫妻、中田有紀、長野美郷、ニコラス・ペタス、西村和彦、浜田ブリトニー、 濱田マリ、藤岡弘、、三浦皇成、May J.、茂木健一郎、本仮屋ユイカ、 八代亜紀、山本“KID”徳郁、山本聖子、山本美憂、吉田兄弟、六角精児 |
| 人志松本のすべらない話 ザ・ゴールデン | 原西孝幸（FUJIWARA）           | 稀代のギャグマシーン               | 原西           | 初参戦   | 「ガス代」（ほっしゃん。） | 観覧ゲスト相田翔子、市川由衣、岩崎宏美、上原美優、宇梶剛士、梅田直樹・益若つばさ夫妻、 VERBAL、江守徹、片山晋呉、金平桂一郎、亀渕友香、CHEMISTRY、 さとう里香、里田まい、杉浦太陽、杉本彩、鈴木杏樹、高樹千佳子、 高木美保、滝沢沙織、蝶野正洋、友利新、内藤大助、永井大、 中尾彬・池波志乃夫妻、中田有紀、長野美郷、ニコラス・ペタス、西村和彦、浜田ブリトニー、 濱田マリ、藤岡弘、、三浦皇成、May J.、茂木健一郎、本仮屋ユイカ、 八代亜紀、山本“KID”徳郁、山本聖子、山本美憂、吉田兄弟、六角精児 |
| 人志松本のすべらない話 ザ・ゴールデン | 前田政二                       | ダウンタウンと同じ釜の飯を食った男 | 政二           | 初参戦   | 「ガス代」（ほっしゃん。） | 観覧ゲスト相田翔子、市川由衣、岩崎宏美、上原美優、宇梶剛士、梅田直樹・益若つばさ夫妻、 VERBAL、江守徹、片山晋呉、金平桂一郎、亀渕友香、CHEMISTRY、 さとう里香、里田まい、杉浦太陽、杉本彩、鈴木杏樹、高樹千佳子、 高木美保、滝沢沙織、蝶野正洋、友利新、内藤大助、永井大、 中尾彬・池波志乃夫妻、中田有紀、長野美郷、ニコラス・ペタス、西村和彦、浜田ブリトニー、 濱田マリ、藤岡弘、、三浦皇成、May J.、茂木健一郎、本仮屋ユイカ、 八代亜紀、山本“KID”徳郁、山本聖子、山本美憂、吉田兄弟、六角精児 |
| 人志松本のすべらない話 ザ・ゴールデン | 益子卓郎（U字工事）            | 栃木弁漫才の創始者                 | 益子           | 初参戦   | 「ガス代」（ほっしゃん。） | 観覧ゲスト相田翔子、市川由衣、岩崎宏美、上原美優、宇梶剛士、梅田直樹・益若つばさ夫妻、 VERBAL、江守徹、片山晋呉、金平桂一郎、亀渕友香、CHEMISTRY、 さとう里香、里田まい、杉浦太陽、杉本彩、鈴木杏樹、高樹千佳子、 高木美保、滝沢沙織、蝶野正洋、友利新、内藤大助、永井大、 中尾彬・池波志乃夫妻、中田有紀、長野美郷、ニコラス・ペタス、西村和彦、浜田ブリトニー、 濱田マリ、藤岡弘、、三浦皇成、May J.、茂木健一郎、本仮屋ユイカ、 八代亜紀、山本“KID”徳郁、山本聖子、山本美憂、吉田兄弟、六角精児 |
| 人志松本のすべらない話 ザ・ゴールデン | 松村邦洋                       | 生還したミスターバウバウ           | 松村           | 初参戦   | 「ガス代」（ほっしゃん。） | 観覧ゲスト相田翔子、市川由衣、岩崎宏美、上原美優、宇梶剛士、梅田直樹・益若つばさ夫妻、 VERBAL、江守徹、片山晋呉、金平桂一郎、亀渕友香、CHEMISTRY、 さとう里香、里田まい、杉浦太陽、杉本彩、鈴木杏樹、高樹千佳子、 高木美保、滝沢沙織、蝶野正洋、友利新、内藤大助、永井大、 中尾彬・池波志乃夫妻、中田有紀、長野美郷、ニコラス・ペタス、西村和彦、浜田ブリトニー、 濱田マリ、藤岡弘、、三浦皇成、May J.、茂木健一郎、本仮屋ユイカ、 八代亜紀、山本“KID”徳郁、山本聖子、山本美憂、吉田兄弟、六角精児 |
| 人志松本のすべらない話 ザ・ゴールデン | 若林正恭（オードリー）         | ズレ漫才の司令塔                   | 若林           | 初参戦   | 「ガス代」（ほっしゃん。） | 観覧ゲスト相田翔子、市川由衣、岩崎宏美、上原美優、宇梶剛士、梅田直樹・益若つばさ夫妻、 VERBAL、江守徹、片山晋呉、金平桂一郎、亀渕友香、CHEMISTRY、 さとう里香、里田まい、杉浦太陽、杉本彩、鈴木杏樹、高樹千佳子、 高木美保、滝沢沙織、蝶野正洋、友利新、内藤大助、永井大、 中尾彬・池波志乃夫妻、中田有紀、長野美郷、ニコラス・ペタス、西村和彦、浜田ブリトニー、 濱田マリ、藤岡弘、、三浦皇成、May J.、茂木健一郎、本仮屋ユイカ、 八代亜紀、山本“KID”徳郁、山本聖子、山本美憂、吉田兄弟、六角精児 |
| 人志松本のすべらない話 ザ・ゴールデン | 渡部建（アンジャッシュ）       | コント仕掛けの達人                 | 渡部           | 初参戦   | 「ガス代」（ほっしゃん。） | 観覧ゲスト相田翔子、市川由衣、岩崎宏美、上原美優、宇梶剛士、梅田直樹・益若つばさ夫妻、 VERBAL、江守徹、片山晋呉、金平桂一郎、亀渕友香、CHEMISTRY、 さとう里香、里田まい、杉浦太陽、杉本彩、鈴木杏樹、高樹千佳子、 高木美保、滝沢沙織、蝶野正洋、友利新、内藤大助、永井大、 中尾彬・池波志乃夫妻、中田有紀、長野美郷、ニコラス・ペタス、西村和彦、浜田ブリトニー、 濱田マリ、藤岡弘、、三浦皇成、May J.、茂木健一郎、本仮屋ユイカ、 八代亜紀、山本“KID”徳郁、山本聖子、山本美憂、吉田兄弟、六角精児 |

| 番組タイトル                                                                      | プレーヤー                     | キャッチフレーズ              | サイコロの表記 | 出演回数 | MVS                | その他の出演者 |
| --------------------------------------------------------------------------------- | ------------------------------ | ----------------------------- | -------------- | -------- | ------------------ | --- |
| 人志松本のすべらない話 〜5周年記念 夢のオールスター戦 歴代MVP全員集合スペシャル〜 | 松本人志（ダウンタウン）       | キング オブ すべらない        | 松本           | 17回目   | 「一等兵」（兵動） | 観覧ゲスト秋野暢子、秋吉久美子、浦田聖子、浦浜アリサ、大和田獏、皆藤愛子、 風間トオル、姜暢雄、京本政樹、小島瑠璃子、郷ひろみ、五味隆典、 杉本彩、杉山愛、鈴木杏樹、須藤理彩、Spontania、高田万由子、 高橋みゆき、高橋メアリージュン、田中賢介、谷村奈南、田臥勇太、辻希美、 内藤剛志、中尾彬・池波志乃夫妻、中田有紀、西岡徳馬、羽田美智子、板東英二、 別所哲也、ほしのあき、堀内孝雄、前園真聖、松浦亜弥、武蔵、 森理世、山崎武司、若林豪 |
| 人志松本のすべらない話 〜5周年記念 夢のオールスター戦 歴代MVP全員集合スペシャル〜 | 千原ジュニア（千原兄弟）       | 話芸のスペシャリスト          | 千原           | 17回目   | 「一等兵」（兵動） | 観覧ゲスト秋野暢子、秋吉久美子、浦田聖子、浦浜アリサ、大和田獏、皆藤愛子、 風間トオル、姜暢雄、京本政樹、小島瑠璃子、郷ひろみ、五味隆典、 杉本彩、杉山愛、鈴木杏樹、須藤理彩、Spontania、高田万由子、 高橋みゆき、高橋メアリージュン、田中賢介、谷村奈南、田臥勇太、辻希美、 内藤剛志、中尾彬・池波志乃夫妻、中田有紀、西岡徳馬、羽田美智子、板東英二、 別所哲也、ほしのあき、堀内孝雄、前園真聖、松浦亜弥、武蔵、 森理世、山崎武司、若林豪 |
| 人志松本のすべらない話 〜5周年記念 夢のオールスター戦 歴代MVP全員集合スペシャル〜 | 宮川大輔                       | 擬音マジシャン                | 宮川           | 17回目   | 「一等兵」（兵動） | 観覧ゲスト秋野暢子、秋吉久美子、浦田聖子、浦浜アリサ、大和田獏、皆藤愛子、 風間トオル、姜暢雄、京本政樹、小島瑠璃子、郷ひろみ、五味隆典、 杉本彩、杉山愛、鈴木杏樹、須藤理彩、Spontania、高田万由子、 高橋みゆき、高橋メアリージュン、田中賢介、谷村奈南、田臥勇太、辻希美、 内藤剛志、中尾彬・池波志乃夫妻、中田有紀、西岡徳馬、羽田美智子、板東英二、 別所哲也、ほしのあき、堀内孝雄、前園真聖、松浦亜弥、武蔵、 森理世、山崎武司、若林豪 |
| 人志松本のすべらない話 〜5周年記念 夢のオールスター戦 歴代MVP全員集合スペシャル〜 | ほっしゃん。                   | お笑いファンタジスタ・前回MVS | ほっしゃん。   | 13回目   | 「一等兵」（兵動） | 観覧ゲスト秋野暢子、秋吉久美子、浦田聖子、浦浜アリサ、大和田獏、皆藤愛子、 風間トオル、姜暢雄、京本政樹、小島瑠璃子、郷ひろみ、五味隆典、 杉本彩、杉山愛、鈴木杏樹、須藤理彩、Spontania、高田万由子、 高橋みゆき、高橋メアリージュン、田中賢介、谷村奈南、田臥勇太、辻希美、 内藤剛志、中尾彬・池波志乃夫妻、中田有紀、西岡徳馬、羽田美智子、板東英二、 別所哲也、ほしのあき、堀内孝雄、前園真聖、松浦亜弥、武蔵、 森理世、山崎武司、若林豪 |
| 人志松本のすべらない話 〜5周年記念 夢のオールスター戦 歴代MVP全員集合スペシャル〜 | 河本準一（次長課長）           | 家族話の達人                  | 河本           | 13回目   | 「一等兵」（兵動） | 観覧ゲスト秋野暢子、秋吉久美子、浦田聖子、浦浜アリサ、大和田獏、皆藤愛子、 風間トオル、姜暢雄、京本政樹、小島瑠璃子、郷ひろみ、五味隆典、 杉本彩、杉山愛、鈴木杏樹、須藤理彩、Spontania、高田万由子、 高橋みゆき、高橋メアリージュン、田中賢介、谷村奈南、田臥勇太、辻希美、 内藤剛志、中尾彬・池波志乃夫妻、中田有紀、西岡徳馬、羽田美智子、板東英二、 別所哲也、ほしのあき、堀内孝雄、前園真聖、松浦亜弥、武蔵、 森理世、山崎武司、若林豪 |
| 人志松本のすべらない話 〜5周年記念 夢のオールスター戦 歴代MVP全員集合スペシャル〜 | ケンドーコバヤシ               | バリトンボイスの異端児        | コバヤシ       | 11回目   | 「一等兵」（兵動） | 観覧ゲスト秋野暢子、秋吉久美子、浦田聖子、浦浜アリサ、大和田獏、皆藤愛子、 風間トオル、姜暢雄、京本政樹、小島瑠璃子、郷ひろみ、五味隆典、 杉本彩、杉山愛、鈴木杏樹、須藤理彩、Spontania、高田万由子、 高橋みゆき、高橋メアリージュン、田中賢介、谷村奈南、田臥勇太、辻希美、 内藤剛志、中尾彬・池波志乃夫妻、中田有紀、西岡徳馬、羽田美智子、板東英二、 別所哲也、ほしのあき、堀内孝雄、前園真聖、松浦亜弥、武蔵、 森理世、山崎武司、若林豪 |
| 人志松本のすべらない話 〜5周年記念 夢のオールスター戦 歴代MVP全員集合スペシャル〜 | 兵動大樹（矢野・兵動）         | 浪速のエビス顔芸人            | 兵動           | 5回目    | 「一等兵」（兵動） | 観覧ゲスト秋野暢子、秋吉久美子、浦田聖子、浦浜アリサ、大和田獏、皆藤愛子、 風間トオル、姜暢雄、京本政樹、小島瑠璃子、郷ひろみ、五味隆典、 杉本彩、杉山愛、鈴木杏樹、須藤理彩、Spontania、高田万由子、 高橋みゆき、高橋メアリージュン、田中賢介、谷村奈南、田臥勇太、辻希美、 内藤剛志、中尾彬・池波志乃夫妻、中田有紀、西岡徳馬、羽田美智子、板東英二、 別所哲也、ほしのあき、堀内孝雄、前園真聖、松浦亜弥、武蔵、 森理世、山崎武司、若林豪 |
| 人志松本のすべらない話 〜5周年記念 夢のオールスター戦 歴代MVP全員集合スペシャル〜 | 小籔千豊                       | 吉本新喜劇 最年少座長         | 小籔           | 5回目    | 「一等兵」（兵動） | 観覧ゲスト秋野暢子、秋吉久美子、浦田聖子、浦浜アリサ、大和田獏、皆藤愛子、 風間トオル、姜暢雄、京本政樹、小島瑠璃子、郷ひろみ、五味隆典、 杉本彩、杉山愛、鈴木杏樹、須藤理彩、Spontania、高田万由子、 高橋みゆき、高橋メアリージュン、田中賢介、谷村奈南、田臥勇太、辻希美、 内藤剛志、中尾彬・池波志乃夫妻、中田有紀、西岡徳馬、羽田美智子、板東英二、 別所哲也、ほしのあき、堀内孝雄、前園真聖、松浦亜弥、武蔵、 森理世、山崎武司、若林豪 |
| 人志松本のすべらない話 〜5周年記念 夢のオールスター戦 歴代MVP全員集合スペシャル〜 | 木村祐一                       | ミスター考えられへん          | 木村           | 4回目    | 「一等兵」（兵動） | 観覧ゲスト秋野暢子、秋吉久美子、浦田聖子、浦浜アリサ、大和田獏、皆藤愛子、 風間トオル、姜暢雄、京本政樹、小島瑠璃子、郷ひろみ、五味隆典、 杉本彩、杉山愛、鈴木杏樹、須藤理彩、Spontania、高田万由子、 高橋みゆき、高橋メアリージュン、田中賢介、谷村奈南、田臥勇太、辻希美、 内藤剛志、中尾彬・池波志乃夫妻、中田有紀、西岡徳馬、羽田美智子、板東英二、 別所哲也、ほしのあき、堀内孝雄、前園真聖、松浦亜弥、武蔵、 森理世、山崎武司、若林豪 |
| 人志松本のすべらない話 〜5周年記念 夢のオールスター戦 歴代MVP全員集合スペシャル〜 | 後藤輝基（フットボールアワー） | 若きツッコミ王子              | 後藤           | 4回目    | 「一等兵」（兵動） | 観覧ゲスト秋野暢子、秋吉久美子、浦田聖子、浦浜アリサ、大和田獏、皆藤愛子、 風間トオル、姜暢雄、京本政樹、小島瑠璃子、郷ひろみ、五味隆典、 杉本彩、杉山愛、鈴木杏樹、須藤理彩、Spontania、高田万由子、 高橋みゆき、高橋メアリージュン、田中賢介、谷村奈南、田臥勇太、辻希美、 内藤剛志、中尾彬・池波志乃夫妻、中田有紀、西岡徳馬、羽田美智子、板東英二、 別所哲也、ほしのあき、堀内孝雄、前園真聖、松浦亜弥、武蔵、 森理世、山崎武司、若林豪 |
| 人志松本のすべらない話 〜5周年記念 夢のオールスター戦 歴代MVP全員集合スペシャル〜 | 黒田有（メッセンジャー）       | アンチセレブ芸人              | 黒田           | 3回目    | 「一等兵」（兵動） | 観覧ゲスト秋野暢子、秋吉久美子、浦田聖子、浦浜アリサ、大和田獏、皆藤愛子、 風間トオル、姜暢雄、京本政樹、小島瑠璃子、郷ひろみ、五味隆典、 杉本彩、杉山愛、鈴木杏樹、須藤理彩、Spontania、高田万由子、 高橋みゆき、高橋メアリージュン、田中賢介、谷村奈南、田臥勇太、辻希美、 内藤剛志、中尾彬・池波志乃夫妻、中田有紀、西岡徳馬、羽田美智子、板東英二、 別所哲也、ほしのあき、堀内孝雄、前園真聖、松浦亜弥、武蔵、 森理世、山崎武司、若林豪 |
| 人志松本のすべらない話 〜5周年記念 夢のオールスター戦 歴代MVP全員集合スペシャル〜 | 勝俣州和                       | 大声話芸の達人                | 勝俣           | 3回目    | 「一等兵」（兵動） | 観覧ゲスト秋野暢子、秋吉久美子、浦田聖子、浦浜アリサ、大和田獏、皆藤愛子、 風間トオル、姜暢雄、京本政樹、小島瑠璃子、郷ひろみ、五味隆典、 杉本彩、杉山愛、鈴木杏樹、須藤理彩、Spontania、高田万由子、 高橋みゆき、高橋メアリージュン、田中賢介、谷村奈南、田臥勇太、辻希美、 内藤剛志、中尾彬・池波志乃夫妻、中田有紀、西岡徳馬、羽田美智子、板東英二、 別所哲也、ほしのあき、堀内孝雄、前園真聖、松浦亜弥、武蔵、 森理世、山崎武司、若林豪 |
| 人志松本のすべらない話 〜5周年記念 夢のオールスター戦 歴代MVP全員集合スペシャル〜 | 田村裕（麒麟）                 | 元ホームレス中学生            | 田村           | 2回目    | 「一等兵」（兵動） | 観覧ゲスト秋野暢子、秋吉久美子、浦田聖子、浦浜アリサ、大和田獏、皆藤愛子、 風間トオル、姜暢雄、京本政樹、小島瑠璃子、郷ひろみ、五味隆典、 杉本彩、杉山愛、鈴木杏樹、須藤理彩、Spontania、高田万由子、 高橋みゆき、高橋メアリージュン、田中賢介、谷村奈南、田臥勇太、辻希美、 内藤剛志、中尾彬・池波志乃夫妻、中田有紀、西岡徳馬、羽田美智子、板東英二、 別所哲也、ほしのあき、堀内孝雄、前園真聖、松浦亜弥、武蔵、 森理世、山崎武司、若林豪 |
| 人志松本のすべらない話 〜5周年記念 夢のオールスター戦 歴代MVP全員集合スペシャル〜 | 三又又三                       | 伝説を語られてきた男          | 三又           | 初参戦   | 「一等兵」（兵動） | 観覧ゲスト秋野暢子、秋吉久美子、浦田聖子、浦浜アリサ、大和田獏、皆藤愛子、 風間トオル、姜暢雄、京本政樹、小島瑠璃子、郷ひろみ、五味隆典、 杉本彩、杉山愛、鈴木杏樹、須藤理彩、Spontania、高田万由子、 高橋みゆき、高橋メアリージュン、田中賢介、谷村奈南、田臥勇太、辻希美、 内藤剛志、中尾彬・池波志乃夫妻、中田有紀、西岡徳馬、羽田美智子、板東英二、 別所哲也、ほしのあき、堀内孝雄、前園真聖、松浦亜弥、武蔵、 森理世、山崎武司、若林豪 |
| 人志松本のすべらない話 〜5周年記念 夢のオールスター戦 歴代MVP全員集合スペシャル〜 | 大溝清人（バッドボーイズ）     | ローテンションローボイス      | 大溝           | 初参戦   | 「一等兵」（兵動） | 観覧ゲスト秋野暢子、秋吉久美子、浦田聖子、浦浜アリサ、大和田獏、皆藤愛子、 風間トオル、姜暢雄、京本政樹、小島瑠璃子、郷ひろみ、五味隆典、 杉本彩、杉山愛、鈴木杏樹、須藤理彩、Spontania、高田万由子、 高橋みゆき、高橋メアリージュン、田中賢介、谷村奈南、田臥勇太、辻希美、 内藤剛志、中尾彬・池波志乃夫妻、中田有紀、西岡徳馬、羽田美智子、板東英二、 別所哲也、ほしのあき、堀内孝雄、前園真聖、松浦亜弥、武蔵、 森理世、山崎武司、若林豪 |

| 番組タイトル                                                               | プレーヤー                       | キャッチフレーズ                    | サイコロの表記 | 出演回数 | MVS                                | その他の出演者 |
| -------------------------------------------------------------------------- | -------------------------------- | ----------------------------------- | -------------- | -------- | ---------------------------------- | --- |
| 人志松本のすべらない話 お前ら、やれんのか!! 史上最多!初参戦9人!!スペシャル | 松本人志（ダウンタウン）         | キング オブ すべらない              | 松本           | 18回目   | 「痛いの痛いの飛んで行け」（宮川） | 観覧ゲスト赤井英和、浅香光代、浅利陽介、芦名星、五十嵐圭、五十嵐隼士、池田信太郎、 石坂浩二、加藤晴彦、菊池桃子、木口亜矢、具志堅用高、西城秀樹、佐ノ山龍二、 潮田玲子、篠山輝信、JOY、陣内孝則、杉本彩、鈴木杏樹、辰巳琢郎、 次原かな、手塚理美、富田靖子、冨永愛、トリンドル玲奈、内藤大助、中村雅俊、 名高達男、名取裕子、はいだしょうこ、ピーター、前田愛、真琴つばさ、松本伊代、 萬田久子、みうらじゅん、南果歩、武藤敬司、森口瑤子、山田親太朗、優木まおみ、 ローラ・チャン |
| 人志松本のすべらない話 お前ら、やれんのか!! 史上最多!初参戦9人!!スペシャル | 千原ジュニア（千原兄弟）         | 話芸のスペシャリスト                | 千原           | 18回目   | 「痛いの痛いの飛んで行け」（宮川） | 観覧ゲスト赤井英和、浅香光代、浅利陽介、芦名星、五十嵐圭、五十嵐隼士、池田信太郎、 石坂浩二、加藤晴彦、菊池桃子、木口亜矢、具志堅用高、西城秀樹、佐ノ山龍二、 潮田玲子、篠山輝信、JOY、陣内孝則、杉本彩、鈴木杏樹、辰巳琢郎、 次原かな、手塚理美、富田靖子、冨永愛、トリンドル玲奈、内藤大助、中村雅俊、 名高達男、名取裕子、はいだしょうこ、ピーター、前田愛、真琴つばさ、松本伊代、 萬田久子、みうらじゅん、南果歩、武藤敬司、森口瑤子、山田親太朗、優木まおみ、 ローラ・チャン |
| 人志松本のすべらない話 お前ら、やれんのか!! 史上最多!初参戦9人!!スペシャル | 宮川大輔                         | 擬音マジシャン                      | 宮川           | 18回目   | 「痛いの痛いの飛んで行け」（宮川） | 観覧ゲスト赤井英和、浅香光代、浅利陽介、芦名星、五十嵐圭、五十嵐隼士、池田信太郎、 石坂浩二、加藤晴彦、菊池桃子、木口亜矢、具志堅用高、西城秀樹、佐ノ山龍二、 潮田玲子、篠山輝信、JOY、陣内孝則、杉本彩、鈴木杏樹、辰巳琢郎、 次原かな、手塚理美、富田靖子、冨永愛、トリンドル玲奈、内藤大助、中村雅俊、 名高達男、名取裕子、はいだしょうこ、ピーター、前田愛、真琴つばさ、松本伊代、 萬田久子、みうらじゅん、南果歩、武藤敬司、森口瑤子、山田親太朗、優木まおみ、 ローラ・チャン |
| 人志松本のすべらない話 お前ら、やれんのか!! 史上最多!初参戦9人!!スペシャル | ほっしゃん。                     | お笑いファンタジスタ                | ほっしゃん。   | 14回目   | 「痛いの痛いの飛んで行け」（宮川） | 観覧ゲスト赤井英和、浅香光代、浅利陽介、芦名星、五十嵐圭、五十嵐隼士、池田信太郎、 石坂浩二、加藤晴彦、菊池桃子、木口亜矢、具志堅用高、西城秀樹、佐ノ山龍二、 潮田玲子、篠山輝信、JOY、陣内孝則、杉本彩、鈴木杏樹、辰巳琢郎、 次原かな、手塚理美、富田靖子、冨永愛、トリンドル玲奈、内藤大助、中村雅俊、 名高達男、名取裕子、はいだしょうこ、ピーター、前田愛、真琴つばさ、松本伊代、 萬田久子、みうらじゅん、南果歩、武藤敬司、森口瑤子、山田親太朗、優木まおみ、 ローラ・チャン |
| 人志松本のすべらない話 お前ら、やれんのか!! 史上最多!初参戦9人!!スペシャル | 河本準一（次長課長）             | 家族話の達人                        | 河本           | 14回目   | 「痛いの痛いの飛んで行け」（宮川） | 観覧ゲスト赤井英和、浅香光代、浅利陽介、芦名星、五十嵐圭、五十嵐隼士、池田信太郎、 石坂浩二、加藤晴彦、菊池桃子、木口亜矢、具志堅用高、西城秀樹、佐ノ山龍二、 潮田玲子、篠山輝信、JOY、陣内孝則、杉本彩、鈴木杏樹、辰巳琢郎、 次原かな、手塚理美、富田靖子、冨永愛、トリンドル玲奈、内藤大助、中村雅俊、 名高達男、名取裕子、はいだしょうこ、ピーター、前田愛、真琴つばさ、松本伊代、 萬田久子、みうらじゅん、南果歩、武藤敬司、森口瑤子、山田親太朗、優木まおみ、 ローラ・チャン |
| 人志松本のすべらない話 お前ら、やれんのか!! 史上最多!初参戦9人!!スペシャル | ケンドーコバヤシ                 | バリトンボイスの異端児              | コバヤシ       | 12回目   | 「痛いの痛いの飛んで行け」（宮川） | 観覧ゲスト赤井英和、浅香光代、浅利陽介、芦名星、五十嵐圭、五十嵐隼士、池田信太郎、 石坂浩二、加藤晴彦、菊池桃子、木口亜矢、具志堅用高、西城秀樹、佐ノ山龍二、 潮田玲子、篠山輝信、JOY、陣内孝則、杉本彩、鈴木杏樹、辰巳琢郎、 次原かな、手塚理美、富田靖子、冨永愛、トリンドル玲奈、内藤大助、中村雅俊、 名高達男、名取裕子、はいだしょうこ、ピーター、前田愛、真琴つばさ、松本伊代、 萬田久子、みうらじゅん、南果歩、武藤敬司、森口瑤子、山田親太朗、優木まおみ、 ローラ・チャン |
| 人志松本のすべらない話 お前ら、やれんのか!! 史上最多!初参戦9人!!スペシャル | 兵動大樹（矢野・兵動）           | 浪速のエビス顔芸人・前回MVS         | 兵動           | 6回目    | 「痛いの痛いの飛んで行け」（宮川） | 観覧ゲスト赤井英和、浅香光代、浅利陽介、芦名星、五十嵐圭、五十嵐隼士、池田信太郎、 石坂浩二、加藤晴彦、菊池桃子、木口亜矢、具志堅用高、西城秀樹、佐ノ山龍二、 潮田玲子、篠山輝信、JOY、陣内孝則、杉本彩、鈴木杏樹、辰巳琢郎、 次原かな、手塚理美、富田靖子、冨永愛、トリンドル玲奈、内藤大助、中村雅俊、 名高達男、名取裕子、はいだしょうこ、ピーター、前田愛、真琴つばさ、松本伊代、 萬田久子、みうらじゅん、南果歩、武藤敬司、森口瑤子、山田親太朗、優木まおみ、 ローラ・チャン |
| 人志松本のすべらない話 お前ら、やれんのか!! 史上最多!初参戦9人!!スペシャル | 小籔千豊                         | 吉本新喜劇 最年少座長               | 小籔           | 6回目    | 「痛いの痛いの飛んで行け」（宮川） | 観覧ゲスト赤井英和、浅香光代、浅利陽介、芦名星、五十嵐圭、五十嵐隼士、池田信太郎、 石坂浩二、加藤晴彦、菊池桃子、木口亜矢、具志堅用高、西城秀樹、佐ノ山龍二、 潮田玲子、篠山輝信、JOY、陣内孝則、杉本彩、鈴木杏樹、辰巳琢郎、 次原かな、手塚理美、富田靖子、冨永愛、トリンドル玲奈、内藤大助、中村雅俊、 名高達男、名取裕子、はいだしょうこ、ピーター、前田愛、真琴つばさ、松本伊代、 萬田久子、みうらじゅん、南果歩、武藤敬司、森口瑤子、山田親太朗、優木まおみ、 ローラ・チャン |
| 人志松本のすべらない話 お前ら、やれんのか!! 史上最多!初参戦9人!!スペシャル | 海原はるか（海原はるか・かなた） | 漫才歴40周年                        | はるか         | 初参戦   | 「痛いの痛いの飛んで行け」（宮川） | 観覧ゲスト赤井英和、浅香光代、浅利陽介、芦名星、五十嵐圭、五十嵐隼士、池田信太郎、 石坂浩二、加藤晴彦、菊池桃子、木口亜矢、具志堅用高、西城秀樹、佐ノ山龍二、 潮田玲子、篠山輝信、JOY、陣内孝則、杉本彩、鈴木杏樹、辰巳琢郎、 次原かな、手塚理美、富田靖子、冨永愛、トリンドル玲奈、内藤大助、中村雅俊、 名高達男、名取裕子、はいだしょうこ、ピーター、前田愛、真琴つばさ、松本伊代、 萬田久子、みうらじゅん、南果歩、武藤敬司、森口瑤子、山田親太朗、優木まおみ、 ローラ・チャン |
| 人志松本のすべらない話 お前ら、やれんのか!! 史上最多!初参戦9人!!スペシャル | いとうあさこ                     | アラフォープリンセス                | いとう         | 初参戦   | 「痛いの痛いの飛んで行け」（宮川） | 観覧ゲスト赤井英和、浅香光代、浅利陽介、芦名星、五十嵐圭、五十嵐隼士、池田信太郎、 石坂浩二、加藤晴彦、菊池桃子、木口亜矢、具志堅用高、西城秀樹、佐ノ山龍二、 潮田玲子、篠山輝信、JOY、陣内孝則、杉本彩、鈴木杏樹、辰巳琢郎、 次原かな、手塚理美、富田靖子、冨永愛、トリンドル玲奈、内藤大助、中村雅俊、 名高達男、名取裕子、はいだしょうこ、ピーター、前田愛、真琴つばさ、松本伊代、 萬田久子、みうらじゅん、南果歩、武藤敬司、森口瑤子、山田親太朗、優木まおみ、 ローラ・チャン |
| 人志松本のすべらない話 お前ら、やれんのか!! 史上最多!初参戦9人!!スペシャル | 大村朋宏（トータルテンボス）     | 「S-1バトル」2度の月間チャンピオン  | 大村           | 初参戦   | 「痛いの痛いの飛んで行け」（宮川） | 観覧ゲスト赤井英和、浅香光代、浅利陽介、芦名星、五十嵐圭、五十嵐隼士、池田信太郎、 石坂浩二、加藤晴彦、菊池桃子、木口亜矢、具志堅用高、西城秀樹、佐ノ山龍二、 潮田玲子、篠山輝信、JOY、陣内孝則、杉本彩、鈴木杏樹、辰巳琢郎、 次原かな、手塚理美、富田靖子、冨永愛、トリンドル玲奈、内藤大助、中村雅俊、 名高達男、名取裕子、はいだしょうこ、ピーター、前田愛、真琴つばさ、松本伊代、 萬田久子、みうらじゅん、南果歩、武藤敬司、森口瑤子、山田親太朗、優木まおみ、 ローラ・チャン |
| 人志松本のすべらない話 お前ら、やれんのか!! 史上最多!初参戦9人!!スペシャル | あべこうじ                       | R-1ぐらんぷり2010優勝               | あべ           | 初参戦   | 「痛いの痛いの飛んで行け」（宮川） | 観覧ゲスト赤井英和、浅香光代、浅利陽介、芦名星、五十嵐圭、五十嵐隼士、池田信太郎、 石坂浩二、加藤晴彦、菊池桃子、木口亜矢、具志堅用高、西城秀樹、佐ノ山龍二、 潮田玲子、篠山輝信、JOY、陣内孝則、杉本彩、鈴木杏樹、辰巳琢郎、 次原かな、手塚理美、富田靖子、冨永愛、トリンドル玲奈、内藤大助、中村雅俊、 名高達男、名取裕子、はいだしょうこ、ピーター、前田愛、真琴つばさ、松本伊代、 萬田久子、みうらじゅん、南果歩、武藤敬司、森口瑤子、山田親太朗、優木まおみ、 ローラ・チャン |
| 人志松本のすべらない話 お前ら、やれんのか!! 史上最多!初参戦9人!!スペシャル | 椿鬼奴                           | ハスキーボイスの女王                | 鬼奴           | 初参戦   | 「痛いの痛いの飛んで行け」（宮川） | 観覧ゲスト赤井英和、浅香光代、浅利陽介、芦名星、五十嵐圭、五十嵐隼士、池田信太郎、 石坂浩二、加藤晴彦、菊池桃子、木口亜矢、具志堅用高、西城秀樹、佐ノ山龍二、 潮田玲子、篠山輝信、JOY、陣内孝則、杉本彩、鈴木杏樹、辰巳琢郎、 次原かな、手塚理美、富田靖子、冨永愛、トリンドル玲奈、内藤大助、中村雅俊、 名高達男、名取裕子、はいだしょうこ、ピーター、前田愛、真琴つばさ、松本伊代、 萬田久子、みうらじゅん、南果歩、武藤敬司、森口瑤子、山田親太朗、優木まおみ、 ローラ・チャン |
| 人志松本のすべらない話 お前ら、やれんのか!! 史上最多!初参戦9人!!スペシャル | 佐藤哲夫（パンクブーブー）       | M-1グランプリ2009王者               | 佐藤           | 初参戦   | 「痛いの痛いの飛んで行け」（宮川） | 観覧ゲスト赤井英和、浅香光代、浅利陽介、芦名星、五十嵐圭、五十嵐隼士、池田信太郎、 石坂浩二、加藤晴彦、菊池桃子、木口亜矢、具志堅用高、西城秀樹、佐ノ山龍二、 潮田玲子、篠山輝信、JOY、陣内孝則、杉本彩、鈴木杏樹、辰巳琢郎、 次原かな、手塚理美、富田靖子、冨永愛、トリンドル玲奈、内藤大助、中村雅俊、 名高達男、名取裕子、はいだしょうこ、ピーター、前田愛、真琴つばさ、松本伊代、 萬田久子、みうらじゅん、南果歩、武藤敬司、森口瑤子、山田親太朗、優木まおみ、 ローラ・チャン |
| 人志松本のすべらない話 お前ら、やれんのか!! 史上最多!初参戦9人!!スペシャル | ねづっち（Wコロン）              | 謎かけマスター                      | ねづっち       | 初参戦   | 「痛いの痛いの飛んで行け」（宮川） | 観覧ゲスト赤井英和、浅香光代、浅利陽介、芦名星、五十嵐圭、五十嵐隼士、池田信太郎、 石坂浩二、加藤晴彦、菊池桃子、木口亜矢、具志堅用高、西城秀樹、佐ノ山龍二、 潮田玲子、篠山輝信、JOY、陣内孝則、杉本彩、鈴木杏樹、辰巳琢郎、 次原かな、手塚理美、富田靖子、冨永愛、トリンドル玲奈、内藤大助、中村雅俊、 名高達男、名取裕子、はいだしょうこ、ピーター、前田愛、真琴つばさ、松本伊代、 萬田久子、みうらじゅん、南果歩、武藤敬司、森口瑤子、山田親太朗、優木まおみ、 ローラ・チャン |
| 人志松本のすべらない話 お前ら、やれんのか!! 史上最多!初参戦9人!!スペシャル | 橋本直（銀シャリ）               | 「第40回NHK上方漫才コンテスト」優勝 | 橋本           | 初参戦   | 「痛いの痛いの飛んで行け」（宮川） | 観覧ゲスト赤井英和、浅香光代、浅利陽介、芦名星、五十嵐圭、五十嵐隼士、池田信太郎、 石坂浩二、加藤晴彦、菊池桃子、木口亜矢、具志堅用高、西城秀樹、佐ノ山龍二、 潮田玲子、篠山輝信、JOY、陣内孝則、杉本彩、鈴木杏樹、辰巳琢郎、 次原かな、手塚理美、富田靖子、冨永愛、トリンドル玲奈、内藤大助、中村雅俊、 名高達男、名取裕子、はいだしょうこ、ピーター、前田愛、真琴つばさ、松本伊代、 萬田久子、みうらじゅん、南果歩、武藤敬司、森口瑤子、山田親太朗、優木まおみ、 ローラ・チャン |
| 人志松本のすべらない話 お前ら、やれんのか!! 史上最多!初参戦9人!!スペシャル | 金田哲（はんにゃ）               | 若手一番星                          | 金田           | 初参戦   | 「痛いの痛いの飛んで行け」（宮川） | 観覧ゲスト赤井英和、浅香光代、浅利陽介、芦名星、五十嵐圭、五十嵐隼士、池田信太郎、 石坂浩二、加藤晴彦、菊池桃子、木口亜矢、具志堅用高、西城秀樹、佐ノ山龍二、 潮田玲子、篠山輝信、JOY、陣内孝則、杉本彩、鈴木杏樹、辰巳琢郎、 次原かな、手塚理美、富田靖子、冨永愛、トリンドル玲奈、内藤大助、中村雅俊、 名高達男、名取裕子、はいだしょうこ、ピーター、前田愛、真琴つばさ、松本伊代、 萬田久子、みうらじゅん、南果歩、武藤敬司、森口瑤子、山田親太朗、優木まおみ、 ローラ・チャン |

| 番組タイトル                                           | プレーヤー                   | キャッチフレーズ                         | サイコロの表記 | 出演回数 | MVS                    | その他の出演者 |
| ------------------------------------------------------ | ---------------------------- | ---------------------------------------- | -------------- | -------- | ---------------------- | --- |
| 人志松本のすべらない話 Merry Christmas! 聖夜スペシャル | 松本人志（ダウンタウン）     | キング オブ すべらない                   | 松本           | 19回目   | 「スズメバチ」（タカ） | 観覧ゲストあき竹城、秋本啓之、麻生祐未、石坂浩二、石田衣良、IKKO、伊藤由奈、 今江敏晃、大政絢、片岡鶴太郎、かたせ梨乃、叶恭子、叶美香、上川隆也、 川越達也、具志堅用高、楠田枝里子、久保帯人、K、佐藤かよ、姿月あさと、 品田英雄、篠原信一、柴田理恵、JOY、水前寺清子、杉本彩、鈴木亜美、 鈴木杏樹、鈴木雅之、Sophia、田中美里、為末大、津田寛治、内藤剛志、 中村獅童、野口五郎、板東英二、真琴つばさ、ミッツ・マングローブ、安田祥子、山咲千里、 山下真司、由紀さおり、ユージ、吉川ひなの |
| 人志松本のすべらない話 Merry Christmas! 聖夜スペシャル | 千原ジュニア（千原兄弟）     | 話芸のスペシャリスト                     | 千原           | 19回目   | 「スズメバチ」（タカ） | 観覧ゲストあき竹城、秋本啓之、麻生祐未、石坂浩二、石田衣良、IKKO、伊藤由奈、 今江敏晃、大政絢、片岡鶴太郎、かたせ梨乃、叶恭子、叶美香、上川隆也、 川越達也、具志堅用高、楠田枝里子、久保帯人、K、佐藤かよ、姿月あさと、 品田英雄、篠原信一、柴田理恵、JOY、水前寺清子、杉本彩、鈴木亜美、 鈴木杏樹、鈴木雅之、Sophia、田中美里、為末大、津田寛治、内藤剛志、 中村獅童、野口五郎、板東英二、真琴つばさ、ミッツ・マングローブ、安田祥子、山咲千里、 山下真司、由紀さおり、ユージ、吉川ひなの |
| 人志松本のすべらない話 Merry Christmas! 聖夜スペシャル | 宮川大輔                     | 擬音マジシャン・前回MVS                  | 宮川           | 19回目   | 「スズメバチ」（タカ） | 観覧ゲストあき竹城、秋本啓之、麻生祐未、石坂浩二、石田衣良、IKKO、伊藤由奈、 今江敏晃、大政絢、片岡鶴太郎、かたせ梨乃、叶恭子、叶美香、上川隆也、 川越達也、具志堅用高、楠田枝里子、久保帯人、K、佐藤かよ、姿月あさと、 品田英雄、篠原信一、柴田理恵、JOY、水前寺清子、杉本彩、鈴木亜美、 鈴木杏樹、鈴木雅之、Sophia、田中美里、為末大、津田寛治、内藤剛志、 中村獅童、野口五郎、板東英二、真琴つばさ、ミッツ・マングローブ、安田祥子、山咲千里、 山下真司、由紀さおり、ユージ、吉川ひなの |
| 人志松本のすべらない話 Merry Christmas! 聖夜スペシャル | ほっしゃん。                 | お笑いファンタジスタ                     | ほっしゃん。   | 15回目   | 「スズメバチ」（タカ） | 観覧ゲストあき竹城、秋本啓之、麻生祐未、石坂浩二、石田衣良、IKKO、伊藤由奈、 今江敏晃、大政絢、片岡鶴太郎、かたせ梨乃、叶恭子、叶美香、上川隆也、 川越達也、具志堅用高、楠田枝里子、久保帯人、K、佐藤かよ、姿月あさと、 品田英雄、篠原信一、柴田理恵、JOY、水前寺清子、杉本彩、鈴木亜美、 鈴木杏樹、鈴木雅之、Sophia、田中美里、為末大、津田寛治、内藤剛志、 中村獅童、野口五郎、板東英二、真琴つばさ、ミッツ・マングローブ、安田祥子、山咲千里、 山下真司、由紀さおり、ユージ、吉川ひなの |
| 人志松本のすべらない話 Merry Christmas! 聖夜スペシャル | 河本準一（次長課長）         | 家族話の達人                             | 河本           | 15回目   | 「スズメバチ」（タカ） | 観覧ゲストあき竹城、秋本啓之、麻生祐未、石坂浩二、石田衣良、IKKO、伊藤由奈、 今江敏晃、大政絢、片岡鶴太郎、かたせ梨乃、叶恭子、叶美香、上川隆也、 川越達也、具志堅用高、楠田枝里子、久保帯人、K、佐藤かよ、姿月あさと、 品田英雄、篠原信一、柴田理恵、JOY、水前寺清子、杉本彩、鈴木亜美、 鈴木杏樹、鈴木雅之、Sophia、田中美里、為末大、津田寛治、内藤剛志、 中村獅童、野口五郎、板東英二、真琴つばさ、ミッツ・マングローブ、安田祥子、山咲千里、 山下真司、由紀さおり、ユージ、吉川ひなの |
| 人志松本のすべらない話 Merry Christmas! 聖夜スペシャル | ケンドーコバヤシ             | バリトンボイスの異端児                   | コバヤシ       | 13回目   | 「スズメバチ」（タカ） | 観覧ゲストあき竹城、秋本啓之、麻生祐未、石坂浩二、石田衣良、IKKO、伊藤由奈、 今江敏晃、大政絢、片岡鶴太郎、かたせ梨乃、叶恭子、叶美香、上川隆也、 川越達也、具志堅用高、楠田枝里子、久保帯人、K、佐藤かよ、姿月あさと、 品田英雄、篠原信一、柴田理恵、JOY、水前寺清子、杉本彩、鈴木亜美、 鈴木杏樹、鈴木雅之、Sophia、田中美里、為末大、津田寛治、内藤剛志、 中村獅童、野口五郎、板東英二、真琴つばさ、ミッツ・マングローブ、安田祥子、山咲千里、 山下真司、由紀さおり、ユージ、吉川ひなの |
| 人志松本のすべらない話 Merry Christmas! 聖夜スペシャル | 兵動大樹（矢野・兵動）       | 浪速のエビス顔芸人                       | 兵動           | 7回目    | 「スズメバチ」（タカ） | 観覧ゲストあき竹城、秋本啓之、麻生祐未、石坂浩二、石田衣良、IKKO、伊藤由奈、 今江敏晃、大政絢、片岡鶴太郎、かたせ梨乃、叶恭子、叶美香、上川隆也、 川越達也、具志堅用高、楠田枝里子、久保帯人、K、佐藤かよ、姿月あさと、 品田英雄、篠原信一、柴田理恵、JOY、水前寺清子、杉本彩、鈴木亜美、 鈴木杏樹、鈴木雅之、Sophia、田中美里、為末大、津田寛治、内藤剛志、 中村獅童、野口五郎、板東英二、真琴つばさ、ミッツ・マングローブ、安田祥子、山咲千里、 山下真司、由紀さおり、ユージ、吉川ひなの |
| 人志松本のすべらない話 Merry Christmas! 聖夜スペシャル | 小籔千豊                     | 吉本新喜劇 最年少座長                    | 小籔           | 7回目    | 「スズメバチ」（タカ） | 観覧ゲストあき竹城、秋本啓之、麻生祐未、石坂浩二、石田衣良、IKKO、伊藤由奈、 今江敏晃、大政絢、片岡鶴太郎、かたせ梨乃、叶恭子、叶美香、上川隆也、 川越達也、具志堅用高、楠田枝里子、久保帯人、K、佐藤かよ、姿月あさと、 品田英雄、篠原信一、柴田理恵、JOY、水前寺清子、杉本彩、鈴木亜美、 鈴木杏樹、鈴木雅之、Sophia、田中美里、為末大、津田寛治、内藤剛志、 中村獅童、野口五郎、板東英二、真琴つばさ、ミッツ・マングローブ、安田祥子、山咲千里、 山下真司、由紀さおり、ユージ、吉川ひなの |
| 人志松本のすべらない話 Merry Christmas! 聖夜スペシャル | 木村祐一                     | ミスター考えられへん                     | 木村           | 5回目    | 「スズメバチ」（タカ） | 観覧ゲストあき竹城、秋本啓之、麻生祐未、石坂浩二、石田衣良、IKKO、伊藤由奈、 今江敏晃、大政絢、片岡鶴太郎、かたせ梨乃、叶恭子、叶美香、上川隆也、 川越達也、具志堅用高、楠田枝里子、久保帯人、K、佐藤かよ、姿月あさと、 品田英雄、篠原信一、柴田理恵、JOY、水前寺清子、杉本彩、鈴木亜美、 鈴木杏樹、鈴木雅之、Sophia、田中美里、為末大、津田寛治、内藤剛志、 中村獅童、野口五郎、板東英二、真琴つばさ、ミッツ・マングローブ、安田祥子、山咲千里、 山下真司、由紀さおり、ユージ、吉川ひなの |
| 人志松本のすべらない話 Merry Christmas! 聖夜スペシャル | 設楽統（バナナマン）         | アジアのコント師                         | 設楽           | 2回目    | 「スズメバチ」（タカ） | 観覧ゲストあき竹城、秋本啓之、麻生祐未、石坂浩二、石田衣良、IKKO、伊藤由奈、 今江敏晃、大政絢、片岡鶴太郎、かたせ梨乃、叶恭子、叶美香、上川隆也、 川越達也、具志堅用高、楠田枝里子、久保帯人、K、佐藤かよ、姿月あさと、 品田英雄、篠原信一、柴田理恵、JOY、水前寺清子、杉本彩、鈴木亜美、 鈴木杏樹、鈴木雅之、Sophia、田中美里、為末大、津田寛治、内藤剛志、 中村獅童、野口五郎、板東英二、真琴つばさ、ミッツ・マングローブ、安田祥子、山咲千里、 山下真司、由紀さおり、ユージ、吉川ひなの |
| 人志松本のすべらない話 Merry Christmas! 聖夜スペシャル | 塚地武雅（ドランクドラゴン） | 多彩な表情のテクニシャン                 | 塚地           | 2回目    | 「スズメバチ」（タカ） | 観覧ゲストあき竹城、秋本啓之、麻生祐未、石坂浩二、石田衣良、IKKO、伊藤由奈、 今江敏晃、大政絢、片岡鶴太郎、かたせ梨乃、叶恭子、叶美香、上川隆也、 川越達也、具志堅用高、楠田枝里子、久保帯人、K、佐藤かよ、姿月あさと、 品田英雄、篠原信一、柴田理恵、JOY、水前寺清子、杉本彩、鈴木亜美、 鈴木杏樹、鈴木雅之、Sophia、田中美里、為末大、津田寛治、内藤剛志、 中村獅童、野口五郎、板東英二、真琴つばさ、ミッツ・マングローブ、安田祥子、山咲千里、 山下真司、由紀さおり、ユージ、吉川ひなの |
| 人志松本のすべらない話 Merry Christmas! 聖夜スペシャル | 若林正恭（オードリー）       | 引っ込み思案のお笑い軍師                 | 若林           | 2回目    | 「スズメバチ」（タカ） | 観覧ゲストあき竹城、秋本啓之、麻生祐未、石坂浩二、石田衣良、IKKO、伊藤由奈、 今江敏晃、大政絢、片岡鶴太郎、かたせ梨乃、叶恭子、叶美香、上川隆也、 川越達也、具志堅用高、楠田枝里子、久保帯人、K、佐藤かよ、姿月あさと、 品田英雄、篠原信一、柴田理恵、JOY、水前寺清子、杉本彩、鈴木亜美、 鈴木杏樹、鈴木雅之、Sophia、田中美里、為末大、津田寛治、内藤剛志、 中村獅童、野口五郎、板東英二、真琴つばさ、ミッツ・マングローブ、安田祥子、山咲千里、 山下真司、由紀さおり、ユージ、吉川ひなの |
| 人志松本のすべらない話 Merry Christmas! 聖夜スペシャル | 桂雀々                       | 伝説の天才 桂枝雀の門下生                | 雀々           | 初参戦   | 「スズメバチ」（タカ） | 観覧ゲストあき竹城、秋本啓之、麻生祐未、石坂浩二、石田衣良、IKKO、伊藤由奈、 今江敏晃、大政絢、片岡鶴太郎、かたせ梨乃、叶恭子、叶美香、上川隆也、 川越達也、具志堅用高、楠田枝里子、久保帯人、K、佐藤かよ、姿月あさと、 品田英雄、篠原信一、柴田理恵、JOY、水前寺清子、杉本彩、鈴木亜美、 鈴木杏樹、鈴木雅之、Sophia、田中美里、為末大、津田寛治、内藤剛志、 中村獅童、野口五郎、板東英二、真琴つばさ、ミッツ・マングローブ、安田祥子、山咲千里、 山下真司、由紀さおり、ユージ、吉川ひなの |
| 人志松本のすべらない話 Merry Christmas! 聖夜スペシャル | ガダルカナル・タカ           | たけし軍団の大番頭                       | タカ           | 初参戦   | 「スズメバチ」（タカ） | 観覧ゲストあき竹城、秋本啓之、麻生祐未、石坂浩二、石田衣良、IKKO、伊藤由奈、 今江敏晃、大政絢、片岡鶴太郎、かたせ梨乃、叶恭子、叶美香、上川隆也、 川越達也、具志堅用高、楠田枝里子、久保帯人、K、佐藤かよ、姿月あさと、 品田英雄、篠原信一、柴田理恵、JOY、水前寺清子、杉本彩、鈴木亜美、 鈴木杏樹、鈴木雅之、Sophia、田中美里、為末大、津田寛治、内藤剛志、 中村獅童、野口五郎、板東英二、真琴つばさ、ミッツ・マングローブ、安田祥子、山咲千里、 山下真司、由紀さおり、ユージ、吉川ひなの |
| 人志松本のすべらない話 Merry Christmas! 聖夜スペシャル | コラアゲンはいごうまん       | ノンフィクションスタンダップコメディアン | コラアゲン     | 初参戦   | 「スズメバチ」（タカ） | 観覧ゲストあき竹城、秋本啓之、麻生祐未、石坂浩二、石田衣良、IKKO、伊藤由奈、 今江敏晃、大政絢、片岡鶴太郎、かたせ梨乃、叶恭子、叶美香、上川隆也、 川越達也、具志堅用高、楠田枝里子、久保帯人、K、佐藤かよ、姿月あさと、 品田英雄、篠原信一、柴田理恵、JOY、水前寺清子、杉本彩、鈴木亜美、 鈴木杏樹、鈴木雅之、Sophia、田中美里、為末大、津田寛治、内藤剛志、 中村獅童、野口五郎、板東英二、真琴つばさ、ミッツ・マングローブ、安田祥子、山咲千里、 山下真司、由紀さおり、ユージ、吉川ひなの |
| 人志松本のすべらない話 Merry Christmas! 聖夜スペシャル | コカドケンタロウ（ロッチ）   | ゆるふわトークマスター                   | コカド         | 初参戦   | 「スズメバチ」（タカ） | 観覧ゲストあき竹城、秋本啓之、麻生祐未、石坂浩二、石田衣良、IKKO、伊藤由奈、 今江敏晃、大政絢、片岡鶴太郎、かたせ梨乃、叶恭子、叶美香、上川隆也、 川越達也、具志堅用高、楠田枝里子、久保帯人、K、佐藤かよ、姿月あさと、 品田英雄、篠原信一、柴田理恵、JOY、水前寺清子、杉本彩、鈴木亜美、 鈴木杏樹、鈴木雅之、Sophia、田中美里、為末大、津田寛治、内藤剛志、 中村獅童、野口五郎、板東英二、真琴つばさ、ミッツ・マングローブ、安田祥子、山咲千里、 山下真司、由紀さおり、ユージ、吉川ひなの |
| 人志松本のすべらない話 Merry Christmas! 聖夜スペシャル | バカリズム                   | こもり系ピン芸人                         | バカリズム     | 初参戦   | 「スズメバチ」（タカ） | 観覧ゲストあき竹城、秋本啓之、麻生祐未、石坂浩二、石田衣良、IKKO、伊藤由奈、 今江敏晃、大政絢、片岡鶴太郎、かたせ梨乃、叶恭子、叶美香、上川隆也、 川越達也、具志堅用高、楠田枝里子、久保帯人、K、佐藤かよ、姿月あさと、 品田英雄、篠原信一、柴田理恵、JOY、水前寺清子、杉本彩、鈴木亜美、 鈴木杏樹、鈴木雅之、Sophia、田中美里、為末大、津田寛治、内藤剛志、 中村獅童、野口五郎、板東英二、真琴つばさ、ミッツ・マングローブ、安田祥子、山咲千里、 山下真司、由紀さおり、ユージ、吉川ひなの |

| 番組タイトル                          | プレーヤー                     | キャッチフレーズ                 | サイコロの表記 | 出演回数 | MVS                     | その他の出演者 |
| ------------------------------------- | ------------------------------ | -------------------------------- | -------------- | -------- | ----------------------- | --- |
| 人志松本のすべらない話 第20回記念大会 | 松本人志（ダウンタウン）       | キング オブ すべらない           | 松本           | 20回目   | 「寿司屋にて…」（千原） | 観覧ゲスト石坂浩二、泉谷しげる、伊吹吾郎、大島麻衣、大友康平、岡本玲、 忍成修吾、加藤紀子、金子哲雄、木の実ナナ、君沢ユウキ、具志堅用高、 クリス松村、黒川智花、黒田治、ゴスペラーズ、後藤真希、小林麻耶、 杉本彩、杉山ハリー、鈴木杏樹、髙田延彦、高梨臨、天龍源一郎、 所英男、冨浦智嗣、内藤大助、内藤剛志、仲川遥香、中村雅俊、 平嶋夏海、東国原英夫、笛木優子、Bro.KONE、茂木健一郎、元木大介、 森口瑤子、森田まさのり、三浦理恵子、ローラ、若林豪、渡辺麻友 |
| 人志松本のすべらない話 第20回記念大会 | 千原ジュニア（千原兄弟）       | 話芸のスペシャリスト             | 千原           | 20回目   | 「寿司屋にて…」（千原） | 観覧ゲスト石坂浩二、泉谷しげる、伊吹吾郎、大島麻衣、大友康平、岡本玲、 忍成修吾、加藤紀子、金子哲雄、木の実ナナ、君沢ユウキ、具志堅用高、 クリス松村、黒川智花、黒田治、ゴスペラーズ、後藤真希、小林麻耶、 杉本彩、杉山ハリー、鈴木杏樹、髙田延彦、高梨臨、天龍源一郎、 所英男、冨浦智嗣、内藤大助、内藤剛志、仲川遥香、中村雅俊、 平嶋夏海、東国原英夫、笛木優子、Bro.KONE、茂木健一郎、元木大介、 森口瑤子、森田まさのり、三浦理恵子、ローラ、若林豪、渡辺麻友 |
| 人志松本のすべらない話 第20回記念大会 | 宮川大輔                       | 擬音マジシャン                   | 宮川           | 20回目   | 「寿司屋にて…」（千原） | 観覧ゲスト石坂浩二、泉谷しげる、伊吹吾郎、大島麻衣、大友康平、岡本玲、 忍成修吾、加藤紀子、金子哲雄、木の実ナナ、君沢ユウキ、具志堅用高、 クリス松村、黒川智花、黒田治、ゴスペラーズ、後藤真希、小林麻耶、 杉本彩、杉山ハリー、鈴木杏樹、髙田延彦、高梨臨、天龍源一郎、 所英男、冨浦智嗣、内藤大助、内藤剛志、仲川遥香、中村雅俊、 平嶋夏海、東国原英夫、笛木優子、Bro.KONE、茂木健一郎、元木大介、 森口瑤子、森田まさのり、三浦理恵子、ローラ、若林豪、渡辺麻友 |
| 人志松本のすべらない話 第20回記念大会 | ほっしゃん。                   | お笑いファンタジスタ             | ほっしゃん。   | 16回目   | 「寿司屋にて…」（千原） | 観覧ゲスト石坂浩二、泉谷しげる、伊吹吾郎、大島麻衣、大友康平、岡本玲、 忍成修吾、加藤紀子、金子哲雄、木の実ナナ、君沢ユウキ、具志堅用高、 クリス松村、黒川智花、黒田治、ゴスペラーズ、後藤真希、小林麻耶、 杉本彩、杉山ハリー、鈴木杏樹、髙田延彦、高梨臨、天龍源一郎、 所英男、冨浦智嗣、内藤大助、内藤剛志、仲川遥香、中村雅俊、 平嶋夏海、東国原英夫、笛木優子、Bro.KONE、茂木健一郎、元木大介、 森口瑤子、森田まさのり、三浦理恵子、ローラ、若林豪、渡辺麻友 |
| 人志松本のすべらない話 第20回記念大会 | 河本準一（次長課長）           | 「すべらない話」を語るリアリスト | 河本           | 16回目   | 「寿司屋にて…」（千原） | 観覧ゲスト石坂浩二、泉谷しげる、伊吹吾郎、大島麻衣、大友康平、岡本玲、 忍成修吾、加藤紀子、金子哲雄、木の実ナナ、君沢ユウキ、具志堅用高、 クリス松村、黒川智花、黒田治、ゴスペラーズ、後藤真希、小林麻耶、 杉本彩、杉山ハリー、鈴木杏樹、髙田延彦、高梨臨、天龍源一郎、 所英男、冨浦智嗣、内藤大助、内藤剛志、仲川遥香、中村雅俊、 平嶋夏海、東国原英夫、笛木優子、Bro.KONE、茂木健一郎、元木大介、 森口瑤子、森田まさのり、三浦理恵子、ローラ、若林豪、渡辺麻友 |
| 人志松本のすべらない話 第20回記念大会 | ケンドーコバヤシ               | バリトンボイスの異端児           | コバヤシ       | 14回目   | 「寿司屋にて…」（千原） | 観覧ゲスト石坂浩二、泉谷しげる、伊吹吾郎、大島麻衣、大友康平、岡本玲、 忍成修吾、加藤紀子、金子哲雄、木の実ナナ、君沢ユウキ、具志堅用高、 クリス松村、黒川智花、黒田治、ゴスペラーズ、後藤真希、小林麻耶、 杉本彩、杉山ハリー、鈴木杏樹、髙田延彦、高梨臨、天龍源一郎、 所英男、冨浦智嗣、内藤大助、内藤剛志、仲川遥香、中村雅俊、 平嶋夏海、東国原英夫、笛木優子、Bro.KONE、茂木健一郎、元木大介、 森口瑤子、森田まさのり、三浦理恵子、ローラ、若林豪、渡辺麻友 |
| 人志松本のすべらない話 第20回記念大会 | 兵動大樹（矢野・兵動）         | 浪速のエビス顔芸人               | 兵動           | 8回目    | 「寿司屋にて…」（千原） | 観覧ゲスト石坂浩二、泉谷しげる、伊吹吾郎、大島麻衣、大友康平、岡本玲、 忍成修吾、加藤紀子、金子哲雄、木の実ナナ、君沢ユウキ、具志堅用高、 クリス松村、黒川智花、黒田治、ゴスペラーズ、後藤真希、小林麻耶、 杉本彩、杉山ハリー、鈴木杏樹、髙田延彦、高梨臨、天龍源一郎、 所英男、冨浦智嗣、内藤大助、内藤剛志、仲川遥香、中村雅俊、 平嶋夏海、東国原英夫、笛木優子、Bro.KONE、茂木健一郎、元木大介、 森口瑤子、森田まさのり、三浦理恵子、ローラ、若林豪、渡辺麻友 |
| 人志松本のすべらない話 第20回記念大会 | 小籔千豊                       | 吉本新喜劇 最年少座長            | 小籔           | 8回目    | 「寿司屋にて…」（千原） | 観覧ゲスト石坂浩二、泉谷しげる、伊吹吾郎、大島麻衣、大友康平、岡本玲、 忍成修吾、加藤紀子、金子哲雄、木の実ナナ、君沢ユウキ、具志堅用高、 クリス松村、黒川智花、黒田治、ゴスペラーズ、後藤真希、小林麻耶、 杉本彩、杉山ハリー、鈴木杏樹、髙田延彦、高梨臨、天龍源一郎、 所英男、冨浦智嗣、内藤大助、内藤剛志、仲川遥香、中村雅俊、 平嶋夏海、東国原英夫、笛木優子、Bro.KONE、茂木健一郎、元木大介、 森口瑤子、森田まさのり、三浦理恵子、ローラ、若林豪、渡辺麻友 |
| 人志松本のすべらない話 第20回記念大会 | 木村祐一                       | ミスター考えられへん             | 木村           | 6回目    | 「寿司屋にて…」（千原） | 観覧ゲスト石坂浩二、泉谷しげる、伊吹吾郎、大島麻衣、大友康平、岡本玲、 忍成修吾、加藤紀子、金子哲雄、木の実ナナ、君沢ユウキ、具志堅用高、 クリス松村、黒川智花、黒田治、ゴスペラーズ、後藤真希、小林麻耶、 杉本彩、杉山ハリー、鈴木杏樹、髙田延彦、高梨臨、天龍源一郎、 所英男、冨浦智嗣、内藤大助、内藤剛志、仲川遥香、中村雅俊、 平嶋夏海、東国原英夫、笛木優子、Bro.KONE、茂木健一郎、元木大介、 森口瑤子、森田まさのり、三浦理恵子、ローラ、若林豪、渡辺麻友 |
| 人志松本のすべらない話 第20回記念大会 | 後藤輝基（フットボールアワー） | べしゃりのテクニシャン           | 後藤           | 5回目    | 「寿司屋にて…」（千原） | 観覧ゲスト石坂浩二、泉谷しげる、伊吹吾郎、大島麻衣、大友康平、岡本玲、 忍成修吾、加藤紀子、金子哲雄、木の実ナナ、君沢ユウキ、具志堅用高、 クリス松村、黒川智花、黒田治、ゴスペラーズ、後藤真希、小林麻耶、 杉本彩、杉山ハリー、鈴木杏樹、髙田延彦、高梨臨、天龍源一郎、 所英男、冨浦智嗣、内藤大助、内藤剛志、仲川遥香、中村雅俊、 平嶋夏海、東国原英夫、笛木優子、Bro.KONE、茂木健一郎、元木大介、 森口瑤子、森田まさのり、三浦理恵子、ローラ、若林豪、渡辺麻友 |
| 人志松本のすべらない話 第20回記念大会 | 勝俣州和                       | 大声話芸の達人                   | 勝俣           | 4回目    | 「寿司屋にて…」（千原） | 観覧ゲスト石坂浩二、泉谷しげる、伊吹吾郎、大島麻衣、大友康平、岡本玲、 忍成修吾、加藤紀子、金子哲雄、木の実ナナ、君沢ユウキ、具志堅用高、 クリス松村、黒川智花、黒田治、ゴスペラーズ、後藤真希、小林麻耶、 杉本彩、杉山ハリー、鈴木杏樹、髙田延彦、高梨臨、天龍源一郎、 所英男、冨浦智嗣、内藤大助、内藤剛志、仲川遥香、中村雅俊、 平嶋夏海、東国原英夫、笛木優子、Bro.KONE、茂木健一郎、元木大介、 森口瑤子、森田まさのり、三浦理恵子、ローラ、若林豪、渡辺麻友 |
| 人志松本のすべらない話 第20回記念大会 | ガダルカナル・タカ             | たけし軍団の大番頭・前回MVS      | タカ           | 2回目    | 「寿司屋にて…」（千原） | 観覧ゲスト石坂浩二、泉谷しげる、伊吹吾郎、大島麻衣、大友康平、岡本玲、 忍成修吾、加藤紀子、金子哲雄、木の実ナナ、君沢ユウキ、具志堅用高、 クリス松村、黒川智花、黒田治、ゴスペラーズ、後藤真希、小林麻耶、 杉本彩、杉山ハリー、鈴木杏樹、髙田延彦、高梨臨、天龍源一郎、 所英男、冨浦智嗣、内藤大助、内藤剛志、仲川遥香、中村雅俊、 平嶋夏海、東国原英夫、笛木優子、Bro.KONE、茂木健一郎、元木大介、 森口瑤子、森田まさのり、三浦理恵子、ローラ、若林豪、渡辺麻友 |
| 人志松本のすべらない話 第20回記念大会 | 綾部祐二（ピース）             | 若手屈指のすべらない話の使い手   | 綾部           | 2回目    | 「寿司屋にて…」（千原） | 観覧ゲスト石坂浩二、泉谷しげる、伊吹吾郎、大島麻衣、大友康平、岡本玲、 忍成修吾、加藤紀子、金子哲雄、木の実ナナ、君沢ユウキ、具志堅用高、 クリス松村、黒川智花、黒田治、ゴスペラーズ、後藤真希、小林麻耶、 杉本彩、杉山ハリー、鈴木杏樹、髙田延彦、高梨臨、天龍源一郎、 所英男、冨浦智嗣、内藤大助、内藤剛志、仲川遥香、中村雅俊、 平嶋夏海、東国原英夫、笛木優子、Bro.KONE、茂木健一郎、元木大介、 森口瑤子、森田まさのり、三浦理恵子、ローラ、若林豪、渡辺麻友 |
| 人志松本のすべらない話 第20回記念大会 | 三遊亭円楽                     | 「笑点」からの刺客               | 円楽           | 初参戦   | 「寿司屋にて…」（千原） | 観覧ゲスト石坂浩二、泉谷しげる、伊吹吾郎、大島麻衣、大友康平、岡本玲、 忍成修吾、加藤紀子、金子哲雄、木の実ナナ、君沢ユウキ、具志堅用高、 クリス松村、黒川智花、黒田治、ゴスペラーズ、後藤真希、小林麻耶、 杉本彩、杉山ハリー、鈴木杏樹、髙田延彦、高梨臨、天龍源一郎、 所英男、冨浦智嗣、内藤大助、内藤剛志、仲川遥香、中村雅俊、 平嶋夏海、東国原英夫、笛木優子、Bro.KONE、茂木健一郎、元木大介、 森口瑤子、森田まさのり、三浦理恵子、ローラ、若林豪、渡辺麻友 |
| 人志松本のすべらない話 第20回記念大会 | 真栄田賢（スリムクラブ）       | スローな笑いで夢をつかんだ海人   | 真栄田         | 初参戦   | 「寿司屋にて…」（千原） | 観覧ゲスト石坂浩二、泉谷しげる、伊吹吾郎、大島麻衣、大友康平、岡本玲、 忍成修吾、加藤紀子、金子哲雄、木の実ナナ、君沢ユウキ、具志堅用高、 クリス松村、黒川智花、黒田治、ゴスペラーズ、後藤真希、小林麻耶、 杉本彩、杉山ハリー、鈴木杏樹、髙田延彦、高梨臨、天龍源一郎、 所英男、冨浦智嗣、内藤大助、内藤剛志、仲川遥香、中村雅俊、 平嶋夏海、東国原英夫、笛木優子、Bro.KONE、茂木健一郎、元木大介、 森口瑤子、森田まさのり、三浦理恵子、ローラ、若林豪、渡辺麻友 |
| 人志松本のすべらない話 第20回記念大会 | 川原豪介（BLUE RIVER）         | 九州博多のドリームボーイ         | 川原           | 初参戦   | 「寿司屋にて…」（千原） | 観覧ゲスト石坂浩二、泉谷しげる、伊吹吾郎、大島麻衣、大友康平、岡本玲、 忍成修吾、加藤紀子、金子哲雄、木の実ナナ、君沢ユウキ、具志堅用高、 クリス松村、黒川智花、黒田治、ゴスペラーズ、後藤真希、小林麻耶、 杉本彩、杉山ハリー、鈴木杏樹、髙田延彦、高梨臨、天龍源一郎、 所英男、冨浦智嗣、内藤大助、内藤剛志、仲川遥香、中村雅俊、 平嶋夏海、東国原英夫、笛木優子、Bro.KONE、茂木健一郎、元木大介、 森口瑤子、森田まさのり、三浦理恵子、ローラ、若林豪、渡辺麻友 |

| 番組タイトル                                                      | プレーヤー               | キャッチフレーズ                  | サイコロの表記 | 出演回数 | MVS                      | その他の出演者 |
| ----------------------------------------------------------------- | ------------------------ | --------------------------------- | -------------- | -------- | ------------------------ | --- |
| 人志松本のすべらない話 クリスマススペシャル 〜第10代MVSは誰だ!?〜 | 松本人志（ダウンタウン） | キング オブ すべらない            | 松本           | 21回目   | 「スノーボード」（小籔） | 観覧ゲスト秋山成勲、東ちづる、あやまんJAPAN、石坂浩二、石野真子、稲垣潤一、 依布サラサ、宇津井健、SDN48、神山まりあ、片岡安祐美、葛山信吾、 岸本加代子、木村了、草野仁、剛力彩芽、小林可夢偉、小柳友、 柴田理恵、白石美帆、パンツェッタ・ジローラモ、SUPER☆GiRLS、杉本彩、鈴木杏樹、 平愛梨、高橋恵子、つるの剛士、でんぱ組.inc、内藤剛志、西岡利晃、 西村賢太、はしのえみ、VERVAL、水木一郎、ミッツ・マングローブ、RIP SLYME |
| 人志松本のすべらない話 クリスマススペシャル 〜第10代MVSは誰だ!?〜 | 千原ジュニア（千原兄弟） | 話芸のスペシャリスト・前回MVS     | 千原           | 21回目   | 「スノーボード」（小籔） | 観覧ゲスト秋山成勲、東ちづる、あやまんJAPAN、石坂浩二、石野真子、稲垣潤一、 依布サラサ、宇津井健、SDN48、神山まりあ、片岡安祐美、葛山信吾、 岸本加代子、木村了、草野仁、剛力彩芽、小林可夢偉、小柳友、 柴田理恵、白石美帆、パンツェッタ・ジローラモ、SUPER☆GiRLS、杉本彩、鈴木杏樹、 平愛梨、高橋恵子、つるの剛士、でんぱ組.inc、内藤剛志、西岡利晃、 西村賢太、はしのえみ、VERVAL、水木一郎、ミッツ・マングローブ、RIP SLYME |
| 人志松本のすべらない話 クリスマススペシャル 〜第10代MVSは誰だ!?〜 | 宮川大輔                 | 擬音マジシャン                    | 宮川           | 21回目   | 「スノーボード」（小籔） | 観覧ゲスト秋山成勲、東ちづる、あやまんJAPAN、石坂浩二、石野真子、稲垣潤一、 依布サラサ、宇津井健、SDN48、神山まりあ、片岡安祐美、葛山信吾、 岸本加代子、木村了、草野仁、剛力彩芽、小林可夢偉、小柳友、 柴田理恵、白石美帆、パンツェッタ・ジローラモ、SUPER☆GiRLS、杉本彩、鈴木杏樹、 平愛梨、高橋恵子、つるの剛士、でんぱ組.inc、内藤剛志、西岡利晃、 西村賢太、はしのえみ、VERVAL、水木一郎、ミッツ・マングローブ、RIP SLYME |
| 人志松本のすべらない話 クリスマススペシャル 〜第10代MVSは誰だ!?〜 | ほっしゃん。             | お笑いファンタジスタ              | ほっしゃん。   | 17回目   | 「スノーボード」（小籔） | 観覧ゲスト秋山成勲、東ちづる、あやまんJAPAN、石坂浩二、石野真子、稲垣潤一、 依布サラサ、宇津井健、SDN48、神山まりあ、片岡安祐美、葛山信吾、 岸本加代子、木村了、草野仁、剛力彩芽、小林可夢偉、小柳友、 柴田理恵、白石美帆、パンツェッタ・ジローラモ、SUPER☆GiRLS、杉本彩、鈴木杏樹、 平愛梨、高橋恵子、つるの剛士、でんぱ組.inc、内藤剛志、西岡利晃、 西村賢太、はしのえみ、VERVAL、水木一郎、ミッツ・マングローブ、RIP SLYME |
| 人志松本のすべらない話 クリスマススペシャル 〜第10代MVSは誰だ!?〜 | 河本準一（次長課長）     | 「すべらない話」を語るリアリスト  | 河本           | 17回目   | 「スノーボード」（小籔） | 観覧ゲスト秋山成勲、東ちづる、あやまんJAPAN、石坂浩二、石野真子、稲垣潤一、 依布サラサ、宇津井健、SDN48、神山まりあ、片岡安祐美、葛山信吾、 岸本加代子、木村了、草野仁、剛力彩芽、小林可夢偉、小柳友、 柴田理恵、白石美帆、パンツェッタ・ジローラモ、SUPER☆GiRLS、杉本彩、鈴木杏樹、 平愛梨、高橋恵子、つるの剛士、でんぱ組.inc、内藤剛志、西岡利晃、 西村賢太、はしのえみ、VERVAL、水木一郎、ミッツ・マングローブ、RIP SLYME |
| 人志松本のすべらない話 クリスマススペシャル 〜第10代MVSは誰だ!?〜 | ケンドーコバヤシ         | お笑いテロリスト                  | コバヤシ       | 15回目   | 「スノーボード」（小籔） | 観覧ゲスト秋山成勲、東ちづる、あやまんJAPAN、石坂浩二、石野真子、稲垣潤一、 依布サラサ、宇津井健、SDN48、神山まりあ、片岡安祐美、葛山信吾、 岸本加代子、木村了、草野仁、剛力彩芽、小林可夢偉、小柳友、 柴田理恵、白石美帆、パンツェッタ・ジローラモ、SUPER☆GiRLS、杉本彩、鈴木杏樹、 平愛梨、高橋恵子、つるの剛士、でんぱ組.inc、内藤剛志、西岡利晃、 西村賢太、はしのえみ、VERVAL、水木一郎、ミッツ・マングローブ、RIP SLYME |
| 人志松本のすべらない話 クリスマススペシャル 〜第10代MVSは誰だ!?〜 | 兵動大樹（矢野・兵動）   | 浪速のエビス顔芸人                | 兵動           | 9回目    | 「スノーボード」（小籔） | 観覧ゲスト秋山成勲、東ちづる、あやまんJAPAN、石坂浩二、石野真子、稲垣潤一、 依布サラサ、宇津井健、SDN48、神山まりあ、片岡安祐美、葛山信吾、 岸本加代子、木村了、草野仁、剛力彩芽、小林可夢偉、小柳友、 柴田理恵、白石美帆、パンツェッタ・ジローラモ、SUPER☆GiRLS、杉本彩、鈴木杏樹、 平愛梨、高橋恵子、つるの剛士、でんぱ組.inc、内藤剛志、西岡利晃、 西村賢太、はしのえみ、VERVAL、水木一郎、ミッツ・マングローブ、RIP SLYME |
| 人志松本のすべらない話 クリスマススペシャル 〜第10代MVSは誰だ!?〜 | 小籔千豊                 | 吉本新喜劇 最年少座長             | 小籔           | 9回目    | 「スノーボード」（小籔） | 観覧ゲスト秋山成勲、東ちづる、あやまんJAPAN、石坂浩二、石野真子、稲垣潤一、 依布サラサ、宇津井健、SDN48、神山まりあ、片岡安祐美、葛山信吾、 岸本加代子、木村了、草野仁、剛力彩芽、小林可夢偉、小柳友、 柴田理恵、白石美帆、パンツェッタ・ジローラモ、SUPER☆GiRLS、杉本彩、鈴木杏樹、 平愛梨、高橋恵子、つるの剛士、でんぱ組.inc、内藤剛志、西岡利晃、 西村賢太、はしのえみ、VERVAL、水木一郎、ミッツ・マングローブ、RIP SLYME |
| 人志松本のすべらない話 クリスマススペシャル 〜第10代MVSは誰だ!?〜 | 木村祐一                 | ミスター考えられへん              | 木村           | 7回目    | 「スノーボード」（小籔） | 観覧ゲスト秋山成勲、東ちづる、あやまんJAPAN、石坂浩二、石野真子、稲垣潤一、 依布サラサ、宇津井健、SDN48、神山まりあ、片岡安祐美、葛山信吾、 岸本加代子、木村了、草野仁、剛力彩芽、小林可夢偉、小柳友、 柴田理恵、白石美帆、パンツェッタ・ジローラモ、SUPER☆GiRLS、杉本彩、鈴木杏樹、 平愛梨、高橋恵子、つるの剛士、でんぱ組.inc、内藤剛志、西岡利晃、 西村賢太、はしのえみ、VERVAL、水木一郎、ミッツ・マングローブ、RIP SLYME |
| 人志松本のすべらない話 クリスマススペシャル 〜第10代MVSは誰だ!?〜 | 設楽統（バナナマン）     | アジアのコント師                  | 設楽           | 3回目    | 「スノーボード」（小籔） | 観覧ゲスト秋山成勲、東ちづる、あやまんJAPAN、石坂浩二、石野真子、稲垣潤一、 依布サラサ、宇津井健、SDN48、神山まりあ、片岡安祐美、葛山信吾、 岸本加代子、木村了、草野仁、剛力彩芽、小林可夢偉、小柳友、 柴田理恵、白石美帆、パンツェッタ・ジローラモ、SUPER☆GiRLS、杉本彩、鈴木杏樹、 平愛梨、高橋恵子、つるの剛士、でんぱ組.inc、内藤剛志、西岡利晃、 西村賢太、はしのえみ、VERVAL、水木一郎、ミッツ・マングローブ、RIP SLYME |
| 人志松本のすべらない話 クリスマススペシャル 〜第10代MVSは誰だ!?〜 | バカリズム               | こもり系ピン芸人                  | バカリズム     | 2回目    | 「スノーボード」（小籔） | 観覧ゲスト秋山成勲、東ちづる、あやまんJAPAN、石坂浩二、石野真子、稲垣潤一、 依布サラサ、宇津井健、SDN48、神山まりあ、片岡安祐美、葛山信吾、 岸本加代子、木村了、草野仁、剛力彩芽、小林可夢偉、小柳友、 柴田理恵、白石美帆、パンツェッタ・ジローラモ、SUPER☆GiRLS、杉本彩、鈴木杏樹、 平愛梨、高橋恵子、つるの剛士、でんぱ組.inc、内藤剛志、西岡利晃、 西村賢太、はしのえみ、VERVAL、水木一郎、ミッツ・マングローブ、RIP SLYME |
| 人志松本のすべらない話 クリスマススペシャル 〜第10代MVSは誰だ!?〜 | 秋山竜次（ロバート）     | キャラクター博物館                | 秋山           | 2回目    | 「スノーボード」（小籔） | 観覧ゲスト秋山成勲、東ちづる、あやまんJAPAN、石坂浩二、石野真子、稲垣潤一、 依布サラサ、宇津井健、SDN48、神山まりあ、片岡安祐美、葛山信吾、 岸本加代子、木村了、草野仁、剛力彩芽、小林可夢偉、小柳友、 柴田理恵、白石美帆、パンツェッタ・ジローラモ、SUPER☆GiRLS、杉本彩、鈴木杏樹、 平愛梨、高橋恵子、つるの剛士、でんぱ組.inc、内藤剛志、西岡利晃、 西村賢太、はしのえみ、VERVAL、水木一郎、ミッツ・マングローブ、RIP SLYME |
| 人志松本のすべらない話 クリスマススペシャル 〜第10代MVSは誰だ!?〜 | 東貴博（Take2）          | 生粋の下町プリンス                | 東             | 初参戦   | 「スノーボード」（小籔） | 観覧ゲスト秋山成勲、東ちづる、あやまんJAPAN、石坂浩二、石野真子、稲垣潤一、 依布サラサ、宇津井健、SDN48、神山まりあ、片岡安祐美、葛山信吾、 岸本加代子、木村了、草野仁、剛力彩芽、小林可夢偉、小柳友、 柴田理恵、白石美帆、パンツェッタ・ジローラモ、SUPER☆GiRLS、杉本彩、鈴木杏樹、 平愛梨、高橋恵子、つるの剛士、でんぱ組.inc、内藤剛志、西岡利晃、 西村賢太、はしのえみ、VERVAL、水木一郎、ミッツ・マングローブ、RIP SLYME |
| 人志松本のすべらない話 クリスマススペシャル 〜第10代MVSは誰だ!?〜 | 西尾季隆（X-GUN）        | 伝説のキャブラー!アジアの超特急!! | 西尾           | 初参戦   | 「スノーボード」（小籔） | 観覧ゲスト秋山成勲、東ちづる、あやまんJAPAN、石坂浩二、石野真子、稲垣潤一、 依布サラサ、宇津井健、SDN48、神山まりあ、片岡安祐美、葛山信吾、 岸本加代子、木村了、草野仁、剛力彩芽、小林可夢偉、小柳友、 柴田理恵、白石美帆、パンツェッタ・ジローラモ、SUPER☆GiRLS、杉本彩、鈴木杏樹、 平愛梨、高橋恵子、つるの剛士、でんぱ組.inc、内藤剛志、西岡利晃、 西村賢太、はしのえみ、VERVAL、水木一郎、ミッツ・マングローブ、RIP SLYME |
| 人志松本のすべらない話 クリスマススペシャル 〜第10代MVSは誰だ!?〜 | 又吉直樹（ピース）       | 人間失格的文学派                  | 又吉           | 初参戦   | 「スノーボード」（小籔） | 観覧ゲスト秋山成勲、東ちづる、あやまんJAPAN、石坂浩二、石野真子、稲垣潤一、 依布サラサ、宇津井健、SDN48、神山まりあ、片岡安祐美、葛山信吾、 岸本加代子、木村了、草野仁、剛力彩芽、小林可夢偉、小柳友、 柴田理恵、白石美帆、パンツェッタ・ジローラモ、SUPER☆GiRLS、杉本彩、鈴木杏樹、 平愛梨、高橋恵子、つるの剛士、でんぱ組.inc、内藤剛志、西岡利晃、 西村賢太、はしのえみ、VERVAL、水木一郎、ミッツ・マングローブ、RIP SLYME |
| 人志松本のすべらない話 クリスマススペシャル 〜第10代MVSは誰だ!?〜 | 田中卓志（アンガールズ） | ミスタージャンガジャンガ          | 田中           | 初参戦   | 「スノーボード」（小籔） | 観覧ゲスト秋山成勲、東ちづる、あやまんJAPAN、石坂浩二、石野真子、稲垣潤一、 依布サラサ、宇津井健、SDN48、神山まりあ、片岡安祐美、葛山信吾、 岸本加代子、木村了、草野仁、剛力彩芽、小林可夢偉、小柳友、 柴田理恵、白石美帆、パンツェッタ・ジローラモ、SUPER☆GiRLS、杉本彩、鈴木杏樹、 平愛梨、高橋恵子、つるの剛士、でんぱ組.inc、内藤剛志、西岡利晃、 西村賢太、はしのえみ、VERVAL、水木一郎、ミッツ・マングローブ、RIP SLYME |

| 番組タイトル           | プレーヤー                   | キャッチフレーズ               | サイコロの表記 | 出演回数 | MVS                          | その他の出演者 |
| ---------------------- | ---------------------------- | ------------------------------ | -------------- | -------- | ---------------------------- | --- |
| 人志松本のすべらない話 | 松本人志（ダウンタウン）     | キング オブ すべらない         | 松本           | 22回目   | 「ドランクドラゴン」（塚地） | 観覧ゲスト岡田浩暉、小椋久美子、加賀美セイラ、かたせ梨乃、叶恭子、叶美香、 旭天鵬勝、具志堅用高、児島一哉、坂口良子、坂口杏里、三中元克、 重盛さと美、スギちゃん、杉本彩、鈴木杏樹、鈴木奈々、DaiGo、 大地真央、高橋陽一、長州力、嗣永桃子、天龍源一郎、冨永愛、 豊田エリー、内藤剛志、9nine、永井大、夏川りみ、野口健、 白竜、藤波辰爾、槇原敬之、松山メアリ、むらっち、ムロツヨシ、 山村紅葉、ローラ、渡辺真知子 |
| 人志松本のすべらない話 | 千原ジュニア（千原兄弟）     | 話芸のスペシャリスト           | 千原           | 22回目   | 「ドランクドラゴン」（塚地） | 観覧ゲスト岡田浩暉、小椋久美子、加賀美セイラ、かたせ梨乃、叶恭子、叶美香、 旭天鵬勝、具志堅用高、児島一哉、坂口良子、坂口杏里、三中元克、 重盛さと美、スギちゃん、杉本彩、鈴木杏樹、鈴木奈々、DaiGo、 大地真央、高橋陽一、長州力、嗣永桃子、天龍源一郎、冨永愛、 豊田エリー、内藤剛志、9nine、永井大、夏川りみ、野口健、 白竜、藤波辰爾、槇原敬之、松山メアリ、むらっち、ムロツヨシ、 山村紅葉、ローラ、渡辺真知子 |
| 人志松本のすべらない話 | 宮川大輔                     | 擬音マジシャン                 | 宮川           | 22回目   | 「ドランクドラゴン」（塚地） | 観覧ゲスト岡田浩暉、小椋久美子、加賀美セイラ、かたせ梨乃、叶恭子、叶美香、 旭天鵬勝、具志堅用高、児島一哉、坂口良子、坂口杏里、三中元克、 重盛さと美、スギちゃん、杉本彩、鈴木杏樹、鈴木奈々、DaiGo、 大地真央、高橋陽一、長州力、嗣永桃子、天龍源一郎、冨永愛、 豊田エリー、内藤剛志、9nine、永井大、夏川りみ、野口健、 白竜、藤波辰爾、槇原敬之、松山メアリ、むらっち、ムロツヨシ、 山村紅葉、ローラ、渡辺真知子 |
| 人志松本のすべらない話 | ほっしゃん。                 | お笑いファンタジスタ           | ほっしゃん。   | 18回目   | 「ドランクドラゴン」（塚地） | 観覧ゲスト岡田浩暉、小椋久美子、加賀美セイラ、かたせ梨乃、叶恭子、叶美香、 旭天鵬勝、具志堅用高、児島一哉、坂口良子、坂口杏里、三中元克、 重盛さと美、スギちゃん、杉本彩、鈴木杏樹、鈴木奈々、DaiGo、 大地真央、高橋陽一、長州力、嗣永桃子、天龍源一郎、冨永愛、 豊田エリー、内藤剛志、9nine、永井大、夏川りみ、野口健、 白竜、藤波辰爾、槇原敬之、松山メアリ、むらっち、ムロツヨシ、 山村紅葉、ローラ、渡辺真知子 |
| 人志松本のすべらない話 | ケンドーコバヤシ             | バリトンボイスの異端児         | コバヤシ       | 16回目   | 「ドランクドラゴン」（塚地） | 観覧ゲスト岡田浩暉、小椋久美子、加賀美セイラ、かたせ梨乃、叶恭子、叶美香、 旭天鵬勝、具志堅用高、児島一哉、坂口良子、坂口杏里、三中元克、 重盛さと美、スギちゃん、杉本彩、鈴木杏樹、鈴木奈々、DaiGo、 大地真央、高橋陽一、長州力、嗣永桃子、天龍源一郎、冨永愛、 豊田エリー、内藤剛志、9nine、永井大、夏川りみ、野口健、 白竜、藤波辰爾、槇原敬之、松山メアリ、むらっち、ムロツヨシ、 山村紅葉、ローラ、渡辺真知子 |
| 人志松本のすべらない話 | 兵動大樹（矢野・兵動）       | 浪速のエビス顔芸人             | 兵動           | 10回目   | 「ドランクドラゴン」（塚地） | 観覧ゲスト岡田浩暉、小椋久美子、加賀美セイラ、かたせ梨乃、叶恭子、叶美香、 旭天鵬勝、具志堅用高、児島一哉、坂口良子、坂口杏里、三中元克、 重盛さと美、スギちゃん、杉本彩、鈴木杏樹、鈴木奈々、DaiGo、 大地真央、高橋陽一、長州力、嗣永桃子、天龍源一郎、冨永愛、 豊田エリー、内藤剛志、9nine、永井大、夏川りみ、野口健、 白竜、藤波辰爾、槇原敬之、松山メアリ、むらっち、ムロツヨシ、 山村紅葉、ローラ、渡辺真知子 |
| 人志松本のすべらない話 | 小籔千豊                     | 吉本新喜劇 最年少座長・前回MVS | 小籔           | 10回目   | 「ドランクドラゴン」（塚地） | 観覧ゲスト岡田浩暉、小椋久美子、加賀美セイラ、かたせ梨乃、叶恭子、叶美香、 旭天鵬勝、具志堅用高、児島一哉、坂口良子、坂口杏里、三中元克、 重盛さと美、スギちゃん、杉本彩、鈴木杏樹、鈴木奈々、DaiGo、 大地真央、高橋陽一、長州力、嗣永桃子、天龍源一郎、冨永愛、 豊田エリー、内藤剛志、9nine、永井大、夏川りみ、野口健、 白竜、藤波辰爾、槇原敬之、松山メアリ、むらっち、ムロツヨシ、 山村紅葉、ローラ、渡辺真知子 |
| 人志松本のすべらない話 | 設楽統（バナナマン）         | 秘めたるドS魂                  | 設楽           | 4回目    | 「ドランクドラゴン」（塚地） | 観覧ゲスト岡田浩暉、小椋久美子、加賀美セイラ、かたせ梨乃、叶恭子、叶美香、 旭天鵬勝、具志堅用高、児島一哉、坂口良子、坂口杏里、三中元克、 重盛さと美、スギちゃん、杉本彩、鈴木杏樹、鈴木奈々、DaiGo、 大地真央、高橋陽一、長州力、嗣永桃子、天龍源一郎、冨永愛、 豊田エリー、内藤剛志、9nine、永井大、夏川りみ、野口健、 白竜、藤波辰爾、槇原敬之、松山メアリ、むらっち、ムロツヨシ、 山村紅葉、ローラ、渡辺真知子 |
| 人志松本のすべらない話 | 塚地武雅（ドランクドラゴン） | 多彩な表情のテクニシャン       | 塚地           | 3回目    | 「ドランクドラゴン」（塚地） | 観覧ゲスト岡田浩暉、小椋久美子、加賀美セイラ、かたせ梨乃、叶恭子、叶美香、 旭天鵬勝、具志堅用高、児島一哉、坂口良子、坂口杏里、三中元克、 重盛さと美、スギちゃん、杉本彩、鈴木杏樹、鈴木奈々、DaiGo、 大地真央、高橋陽一、長州力、嗣永桃子、天龍源一郎、冨永愛、 豊田エリー、内藤剛志、9nine、永井大、夏川りみ、野口健、 白竜、藤波辰爾、槇原敬之、松山メアリ、むらっち、ムロツヨシ、 山村紅葉、ローラ、渡辺真知子 |
| 人志松本のすべらない話 | ビビる大木                   | 下から目線の観察者             | 大木           | 2回目    | 「ドランクドラゴン」（塚地） | 観覧ゲスト岡田浩暉、小椋久美子、加賀美セイラ、かたせ梨乃、叶恭子、叶美香、 旭天鵬勝、具志堅用高、児島一哉、坂口良子、坂口杏里、三中元克、 重盛さと美、スギちゃん、杉本彩、鈴木杏樹、鈴木奈々、DaiGo、 大地真央、高橋陽一、長州力、嗣永桃子、天龍源一郎、冨永愛、 豊田エリー、内藤剛志、9nine、永井大、夏川りみ、野口健、 白竜、藤波辰爾、槇原敬之、松山メアリ、むらっち、ムロツヨシ、 山村紅葉、ローラ、渡辺真知子 |
| 人志松本のすべらない話 | 恵俊彰（ホンジャマカ）       | スーパーMC赤坂お昼の顔         | 恵             | 初参戦   | 「ドランクドラゴン」（塚地） | 観覧ゲスト岡田浩暉、小椋久美子、加賀美セイラ、かたせ梨乃、叶恭子、叶美香、 旭天鵬勝、具志堅用高、児島一哉、坂口良子、坂口杏里、三中元克、 重盛さと美、スギちゃん、杉本彩、鈴木杏樹、鈴木奈々、DaiGo、 大地真央、高橋陽一、長州力、嗣永桃子、天龍源一郎、冨永愛、 豊田エリー、内藤剛志、9nine、永井大、夏川りみ、野口健、 白竜、藤波辰爾、槇原敬之、松山メアリ、むらっち、ムロツヨシ、 山村紅葉、ローラ、渡辺真知子 |
| 人志松本のすべらない話 | 猫ひろし                     | お笑いカンボジア代表           | 猫             | 初参戦   | 「ドランクドラゴン」（塚地） | 観覧ゲスト岡田浩暉、小椋久美子、加賀美セイラ、かたせ梨乃、叶恭子、叶美香、 旭天鵬勝、具志堅用高、児島一哉、坂口良子、坂口杏里、三中元克、 重盛さと美、スギちゃん、杉本彩、鈴木杏樹、鈴木奈々、DaiGo、 大地真央、高橋陽一、長州力、嗣永桃子、天龍源一郎、冨永愛、 豊田エリー、内藤剛志、9nine、永井大、夏川りみ、野口健、 白竜、藤波辰爾、槇原敬之、松山メアリ、むらっち、ムロツヨシ、 山村紅葉、ローラ、渡辺真知子 |
| 人志松本のすべらない話 | 後藤淳平（ジャルジャル）     | オリジナル異次元の視点         | 後藤           | 初参戦   | 「ドランクドラゴン」（塚地） | 観覧ゲスト岡田浩暉、小椋久美子、加賀美セイラ、かたせ梨乃、叶恭子、叶美香、 旭天鵬勝、具志堅用高、児島一哉、坂口良子、坂口杏里、三中元克、 重盛さと美、スギちゃん、杉本彩、鈴木杏樹、鈴木奈々、DaiGo、 大地真央、高橋陽一、長州力、嗣永桃子、天龍源一郎、冨永愛、 豊田エリー、内藤剛志、9nine、永井大、夏川りみ、野口健、 白竜、藤波辰爾、槇原敬之、松山メアリ、むらっち、ムロツヨシ、 山村紅葉、ローラ、渡辺真知子 |
| 人志松本のすべらない話 | 渡辺直美                     | 鉄の心臓                       | 渡辺           | 初参戦   | 「ドランクドラゴン」（塚地） | 観覧ゲスト岡田浩暉、小椋久美子、加賀美セイラ、かたせ梨乃、叶恭子、叶美香、 旭天鵬勝、具志堅用高、児島一哉、坂口良子、坂口杏里、三中元克、 重盛さと美、スギちゃん、杉本彩、鈴木杏樹、鈴木奈々、DaiGo、 大地真央、高橋陽一、長州力、嗣永桃子、天龍源一郎、冨永愛、 豊田エリー、内藤剛志、9nine、永井大、夏川りみ、野口健、 白竜、藤波辰爾、槇原敬之、松山メアリ、むらっち、ムロツヨシ、 山村紅葉、ローラ、渡辺真知子 |
| 人志松本のすべらない話 | 北見寛明（ベイビーギャング） | ハンサムトークの使い手         | 北見           | 初参戦   | 「ドランクドラゴン」（塚地） | 観覧ゲスト岡田浩暉、小椋久美子、加賀美セイラ、かたせ梨乃、叶恭子、叶美香、 旭天鵬勝、具志堅用高、児島一哉、坂口良子、坂口杏里、三中元克、 重盛さと美、スギちゃん、杉本彩、鈴木杏樹、鈴木奈々、DaiGo、 大地真央、高橋陽一、長州力、嗣永桃子、天龍源一郎、冨永愛、 豊田エリー、内藤剛志、9nine、永井大、夏川りみ、野口健、 白竜、藤波辰爾、槇原敬之、松山メアリ、むらっち、ムロツヨシ、 山村紅葉、ローラ、渡辺真知子 |

| 番組タイトル                            | プレーヤー                   | キャッチフレーズ                  | サイコロの表記 | 出演回数 | MVS                          | その他の出演者 |
| --------------------------------------- | ---------------------------- | --------------------------------- | -------------- | -------- | ---------------------------- | --- |
| 人志松本のすべらない話 2012歳末大感謝祭 | 松本人志（ダウンタウン）     | キング オブ すべらない            | 松本           | 23回目   | 「しばくぞおじさん」（陣内） | 観覧ゲストアイドリング!!!(遠藤舞・橘ゆりか・大川藍)、秋吉久美子、いしだ壱成、風間トオル、具志堅用高、児嶋一哉、 小林可夢偉、佐々木健介、湘南乃風(RED RICE・SHOCK EYE)、杉本彩、鈴木杏樹、SUPER☆GiRLS(八坂沙織・志村理佳・稼農楓)、 すみれ、芹那、平愛梨、多岐川華子、千葉雄大、DJ KOO、 内藤剛志、菜々緒、成嶋早穂、西山茉希、彦摩呂、藤田紀子、 北斗昌、前田健太、マギー、升毅、的場浩司、萬田久子、 道端アンジェリカ、宮﨑香蓮、ゆでたまご/嶋田隆司、ローラ、鷲尾真知子、渡部豪太 |
| 人志松本のすべらない話 2012歳末大感謝祭 | 千原ジュニア（千原兄弟）     | 話芸のスペシャリスト              | 千原           | 23回目   | 「しばくぞおじさん」（陣内） | 観覧ゲストアイドリング!!!(遠藤舞・橘ゆりか・大川藍)、秋吉久美子、いしだ壱成、風間トオル、具志堅用高、児嶋一哉、 小林可夢偉、佐々木健介、湘南乃風(RED RICE・SHOCK EYE)、杉本彩、鈴木杏樹、SUPER☆GiRLS(八坂沙織・志村理佳・稼農楓)、 すみれ、芹那、平愛梨、多岐川華子、千葉雄大、DJ KOO、 内藤剛志、菜々緒、成嶋早穂、西山茉希、彦摩呂、藤田紀子、 北斗昌、前田健太、マギー、升毅、的場浩司、萬田久子、 道端アンジェリカ、宮﨑香蓮、ゆでたまご/嶋田隆司、ローラ、鷲尾真知子、渡部豪太 |
| 人志松本のすべらない話 2012歳末大感謝祭 | 宮川大輔                     | 擬音マジシャン                    | 宮川           | 23回目   | 「しばくぞおじさん」（陣内） | 観覧ゲストアイドリング!!!(遠藤舞・橘ゆりか・大川藍)、秋吉久美子、いしだ壱成、風間トオル、具志堅用高、児嶋一哉、 小林可夢偉、佐々木健介、湘南乃風(RED RICE・SHOCK EYE)、杉本彩、鈴木杏樹、SUPER☆GiRLS(八坂沙織・志村理佳・稼農楓)、 すみれ、芹那、平愛梨、多岐川華子、千葉雄大、DJ KOO、 内藤剛志、菜々緒、成嶋早穂、西山茉希、彦摩呂、藤田紀子、 北斗昌、前田健太、マギー、升毅、的場浩司、萬田久子、 道端アンジェリカ、宮﨑香蓮、ゆでたまご/嶋田隆司、ローラ、鷲尾真知子、渡部豪太 |
| 人志松本のすべらない話 2012歳末大感謝祭 | ほっしゃん。                 | お笑いファンタジスタ              | ほっしゃん。   | 19回目   | 「しばくぞおじさん」（陣内） | 観覧ゲストアイドリング!!!(遠藤舞・橘ゆりか・大川藍)、秋吉久美子、いしだ壱成、風間トオル、具志堅用高、児嶋一哉、 小林可夢偉、佐々木健介、湘南乃風(RED RICE・SHOCK EYE)、杉本彩、鈴木杏樹、SUPER☆GiRLS(八坂沙織・志村理佳・稼農楓)、 すみれ、芹那、平愛梨、多岐川華子、千葉雄大、DJ KOO、 内藤剛志、菜々緒、成嶋早穂、西山茉希、彦摩呂、藤田紀子、 北斗昌、前田健太、マギー、升毅、的場浩司、萬田久子、 道端アンジェリカ、宮﨑香蓮、ゆでたまご/嶋田隆司、ローラ、鷲尾真知子、渡部豪太 |
| 人志松本のすべらない話 2012歳末大感謝祭 | 河本準一（次長課長）         | 「すべらない話」を語るリアリスト  | 河本           | 18回目   | 「しばくぞおじさん」（陣内） | 観覧ゲストアイドリング!!!(遠藤舞・橘ゆりか・大川藍)、秋吉久美子、いしだ壱成、風間トオル、具志堅用高、児嶋一哉、 小林可夢偉、佐々木健介、湘南乃風(RED RICE・SHOCK EYE)、杉本彩、鈴木杏樹、SUPER☆GiRLS(八坂沙織・志村理佳・稼農楓)、 すみれ、芹那、平愛梨、多岐川華子、千葉雄大、DJ KOO、 内藤剛志、菜々緒、成嶋早穂、西山茉希、彦摩呂、藤田紀子、 北斗昌、前田健太、マギー、升毅、的場浩司、萬田久子、 道端アンジェリカ、宮﨑香蓮、ゆでたまご/嶋田隆司、ローラ、鷲尾真知子、渡部豪太 |
| 人志松本のすべらない話 2012歳末大感謝祭 | ケンドーコバヤシ             | お笑いテロリスト                  | コバヤシ       | 17回目   | 「しばくぞおじさん」（陣内） | 観覧ゲストアイドリング!!!(遠藤舞・橘ゆりか・大川藍)、秋吉久美子、いしだ壱成、風間トオル、具志堅用高、児嶋一哉、 小林可夢偉、佐々木健介、湘南乃風(RED RICE・SHOCK EYE)、杉本彩、鈴木杏樹、SUPER☆GiRLS(八坂沙織・志村理佳・稼農楓)、 すみれ、芹那、平愛梨、多岐川華子、千葉雄大、DJ KOO、 内藤剛志、菜々緒、成嶋早穂、西山茉希、彦摩呂、藤田紀子、 北斗昌、前田健太、マギー、升毅、的場浩司、萬田久子、 道端アンジェリカ、宮﨑香蓮、ゆでたまご/嶋田隆司、ローラ、鷲尾真知子、渡部豪太 |
| 人志松本のすべらない話 2012歳末大感謝祭 | 兵動大樹（矢野・兵動）       | 浪速のエビス顔芸人                | 兵動           | 11回目   | 「しばくぞおじさん」（陣内） | 観覧ゲストアイドリング!!!(遠藤舞・橘ゆりか・大川藍)、秋吉久美子、いしだ壱成、風間トオル、具志堅用高、児嶋一哉、 小林可夢偉、佐々木健介、湘南乃風(RED RICE・SHOCK EYE)、杉本彩、鈴木杏樹、SUPER☆GiRLS(八坂沙織・志村理佳・稼農楓)、 すみれ、芹那、平愛梨、多岐川華子、千葉雄大、DJ KOO、 内藤剛志、菜々緒、成嶋早穂、西山茉希、彦摩呂、藤田紀子、 北斗昌、前田健太、マギー、升毅、的場浩司、萬田久子、 道端アンジェリカ、宮﨑香蓮、ゆでたまご/嶋田隆司、ローラ、鷲尾真知子、渡部豪太 |
| 人志松本のすべらない話 2012歳末大感謝祭 | 小籔千豊                     | 吉本新喜劇 最年少座長             | 小籔           | 11回目   | 「しばくぞおじさん」（陣内） | 観覧ゲストアイドリング!!!(遠藤舞・橘ゆりか・大川藍)、秋吉久美子、いしだ壱成、風間トオル、具志堅用高、児嶋一哉、 小林可夢偉、佐々木健介、湘南乃風(RED RICE・SHOCK EYE)、杉本彩、鈴木杏樹、SUPER☆GiRLS(八坂沙織・志村理佳・稼農楓)、 すみれ、芹那、平愛梨、多岐川華子、千葉雄大、DJ KOO、 内藤剛志、菜々緒、成嶋早穂、西山茉希、彦摩呂、藤田紀子、 北斗昌、前田健太、マギー、升毅、的場浩司、萬田久子、 道端アンジェリカ、宮﨑香蓮、ゆでたまご/嶋田隆司、ローラ、鷲尾真知子、渡部豪太 |
| 人志松本のすべらない話 2012歳末大感謝祭 | 塚地武雅（ドランクドラゴン） | 多彩な表情のテクニシャン・前回MVS | 塚地           | 4回目    | 「しばくぞおじさん」（陣内） | 観覧ゲストアイドリング!!!(遠藤舞・橘ゆりか・大川藍)、秋吉久美子、いしだ壱成、風間トオル、具志堅用高、児嶋一哉、 小林可夢偉、佐々木健介、湘南乃風(RED RICE・SHOCK EYE)、杉本彩、鈴木杏樹、SUPER☆GiRLS(八坂沙織・志村理佳・稼農楓)、 すみれ、芹那、平愛梨、多岐川華子、千葉雄大、DJ KOO、 内藤剛志、菜々緒、成嶋早穂、西山茉希、彦摩呂、藤田紀子、 北斗昌、前田健太、マギー、升毅、的場浩司、萬田久子、 道端アンジェリカ、宮﨑香蓮、ゆでたまご/嶋田隆司、ローラ、鷲尾真知子、渡部豪太 |
| 人志松本のすべらない話 2012歳末大感謝祭 | バカリズム                   | こもり系ピン芸人                  | バカリズム     | 3回目    | 「しばくぞおじさん」（陣内） | 観覧ゲストアイドリング!!!(遠藤舞・橘ゆりか・大川藍)、秋吉久美子、いしだ壱成、風間トオル、具志堅用高、児嶋一哉、 小林可夢偉、佐々木健介、湘南乃風(RED RICE・SHOCK EYE)、杉本彩、鈴木杏樹、SUPER☆GiRLS(八坂沙織・志村理佳・稼農楓)、 すみれ、芹那、平愛梨、多岐川華子、千葉雄大、DJ KOO、 内藤剛志、菜々緒、成嶋早穂、西山茉希、彦摩呂、藤田紀子、 北斗昌、前田健太、マギー、升毅、的場浩司、萬田久子、 道端アンジェリカ、宮﨑香蓮、ゆでたまご/嶋田隆司、ローラ、鷲尾真知子、渡部豪太 |
| 人志松本のすべらない話 2012歳末大感謝祭 | 陣内智則                     | ハイパーお笑い映像クリエイター    | 陣内           | 2回目    | 「しばくぞおじさん」（陣内） | 観覧ゲストアイドリング!!!(遠藤舞・橘ゆりか・大川藍)、秋吉久美子、いしだ壱成、風間トオル、具志堅用高、児嶋一哉、 小林可夢偉、佐々木健介、湘南乃風(RED RICE・SHOCK EYE)、杉本彩、鈴木杏樹、SUPER☆GiRLS(八坂沙織・志村理佳・稼農楓)、 すみれ、芹那、平愛梨、多岐川華子、千葉雄大、DJ KOO、 内藤剛志、菜々緒、成嶋早穂、西山茉希、彦摩呂、藤田紀子、 北斗昌、前田健太、マギー、升毅、的場浩司、萬田久子、 道端アンジェリカ、宮﨑香蓮、ゆでたまご/嶋田隆司、ローラ、鷲尾真知子、渡部豪太 |
| 人志松本のすべらない話 2012歳末大感謝祭 | 渡部建（アンジャッシュ）     | コントのスペシャリスト            | 渡部           | 2回目    | 「しばくぞおじさん」（陣内） | 観覧ゲストアイドリング!!!(遠藤舞・橘ゆりか・大川藍)、秋吉久美子、いしだ壱成、風間トオル、具志堅用高、児嶋一哉、 小林可夢偉、佐々木健介、湘南乃風(RED RICE・SHOCK EYE)、杉本彩、鈴木杏樹、SUPER☆GiRLS(八坂沙織・志村理佳・稼農楓)、 すみれ、芹那、平愛梨、多岐川華子、千葉雄大、DJ KOO、 内藤剛志、菜々緒、成嶋早穂、西山茉希、彦摩呂、藤田紀子、 北斗昌、前田健太、マギー、升毅、的場浩司、萬田久子、 道端アンジェリカ、宮﨑香蓮、ゆでたまご/嶋田隆司、ローラ、鷲尾真知子、渡部豪太 |
| 人志松本のすべらない話 2012歳末大感謝祭 | 日村勇紀（バナナマン）       | いじられ芸人                      | 日村           | 初参戦   | 「しばくぞおじさん」（陣内） | 観覧ゲストアイドリング!!!(遠藤舞・橘ゆりか・大川藍)、秋吉久美子、いしだ壱成、風間トオル、具志堅用高、児嶋一哉、 小林可夢偉、佐々木健介、湘南乃風(RED RICE・SHOCK EYE)、杉本彩、鈴木杏樹、SUPER☆GiRLS(八坂沙織・志村理佳・稼農楓)、 すみれ、芹那、平愛梨、多岐川華子、千葉雄大、DJ KOO、 内藤剛志、菜々緒、成嶋早穂、西山茉希、彦摩呂、藤田紀子、 北斗昌、前田健太、マギー、升毅、的場浩司、萬田久子、 道端アンジェリカ、宮﨑香蓮、ゆでたまご/嶋田隆司、ローラ、鷲尾真知子、渡部豪太 |
| 人志松本のすべらない話 2012歳末大感謝祭 | 多田健二（COWCOW）           | すべらないのはあたりまえ          | 多田           | 初参戦   | 「しばくぞおじさん」（陣内） | 観覧ゲストアイドリング!!!(遠藤舞・橘ゆりか・大川藍)、秋吉久美子、いしだ壱成、風間トオル、具志堅用高、児嶋一哉、 小林可夢偉、佐々木健介、湘南乃風(RED RICE・SHOCK EYE)、杉本彩、鈴木杏樹、SUPER☆GiRLS(八坂沙織・志村理佳・稼農楓)、 すみれ、芹那、平愛梨、多岐川華子、千葉雄大、DJ KOO、 内藤剛志、菜々緒、成嶋早穂、西山茉希、彦摩呂、藤田紀子、 北斗昌、前田健太、マギー、升毅、的場浩司、萬田久子、 道端アンジェリカ、宮﨑香蓮、ゆでたまご/嶋田隆司、ローラ、鷲尾真知子、渡部豪太 |
| 人志松本のすべらない話 2012歳末大感謝祭 | 大悟（千鳥）                 | 今もっとも面白い漫才番長          | 大悟           | 初参戦   | 「しばくぞおじさん」（陣内） | 観覧ゲストアイドリング!!!(遠藤舞・橘ゆりか・大川藍)、秋吉久美子、いしだ壱成、風間トオル、具志堅用高、児嶋一哉、 小林可夢偉、佐々木健介、湘南乃風(RED RICE・SHOCK EYE)、杉本彩、鈴木杏樹、SUPER☆GiRLS(八坂沙織・志村理佳・稼農楓)、 すみれ、芹那、平愛梨、多岐川華子、千葉雄大、DJ KOO、 内藤剛志、菜々緒、成嶋早穂、西山茉希、彦摩呂、藤田紀子、 北斗昌、前田健太、マギー、升毅、的場浩司、萬田久子、 道端アンジェリカ、宮﨑香蓮、ゆでたまご/嶋田隆司、ローラ、鷲尾真知子、渡部豪太 |
| 人志松本のすべらない話 2012歳末大感謝祭 | 山内健司（かまいたち）       | 関西屈指の若手ベシャリマン        | 山内           | 初参戦   | 「しばくぞおじさん」（陣内） | 観覧ゲストアイドリング!!!(遠藤舞・橘ゆりか・大川藍)、秋吉久美子、いしだ壱成、風間トオル、具志堅用高、児嶋一哉、 小林可夢偉、佐々木健介、湘南乃風(RED RICE・SHOCK EYE)、杉本彩、鈴木杏樹、SUPER☆GiRLS(八坂沙織・志村理佳・稼農楓)、 すみれ、芹那、平愛梨、多岐川華子、千葉雄大、DJ KOO、 内藤剛志、菜々緒、成嶋早穂、西山茉希、彦摩呂、藤田紀子、 北斗昌、前田健太、マギー、升毅、的場浩司、萬田久子、 道端アンジェリカ、宮﨑香蓮、ゆでたまご/嶋田隆司、ローラ、鷲尾真知子、渡部豪太 |

| 番組タイトル                  | プレーヤー                 | キャッチフレーズ                 | サイコロの表記 | 出演回数 | MVS                        | その他の出演者 |
| ----------------------------- | -------------------------- | -------------------------------- | -------------- | -------- | -------------------------- | --- |
| 第24回 人志松本のすべらない話 | 松本人志（ダウンタウン）   | キング オブ すべらない           | 松本           | 24回目   | 「亀のクラッシュ」（千原） | 観覧ゲスト秋山成勲、井岡一翔、今井華、忍成修吾、菊地亜美、具志堅用高、 栗原類、小橋建太、斎藤工、西郷輝彦、酒井美紀、三代目 J Soul Brothers(今市隆二＆岩田剛典＆ELLY＆登坂広臣)、 宍戸錠、ジュディ・オング、鈴木亜美、鈴木杏樹、鈴木ちなみ、芹那、 ソナーポケット、高岡早紀、高橋メアリージュン、高橋ユウ、武井壮、嗣永桃子、 内藤剛志、 中村アン、林修、別所哲也、丸高愛実、宮崎亮、 May J.、森口瑤子、森山良子、保田圭、LiLiCo、ローラ、若林豪 |
| 第24回 人志松本のすべらない話 | 千原ジュニア（千原兄弟）   | 話芸のスペシャリスト             | 千原           | 24回目   | 「亀のクラッシュ」（千原） | 観覧ゲスト秋山成勲、井岡一翔、今井華、忍成修吾、菊地亜美、具志堅用高、 栗原類、小橋建太、斎藤工、西郷輝彦、酒井美紀、三代目 J Soul Brothers(今市隆二＆岩田剛典＆ELLY＆登坂広臣)、 宍戸錠、ジュディ・オング、鈴木亜美、鈴木杏樹、鈴木ちなみ、芹那、 ソナーポケット、高岡早紀、高橋メアリージュン、高橋ユウ、武井壮、嗣永桃子、 内藤剛志、 中村アン、林修、別所哲也、丸高愛実、宮崎亮、 May J.、森口瑤子、森山良子、保田圭、LiLiCo、ローラ、若林豪 |
| 第24回 人志松本のすべらない話 | 宮川大輔                   | 擬音マジシャン                   | 宮川           | 24回目   | 「亀のクラッシュ」（千原） | 観覧ゲスト秋山成勲、井岡一翔、今井華、忍成修吾、菊地亜美、具志堅用高、 栗原類、小橋建太、斎藤工、西郷輝彦、酒井美紀、三代目 J Soul Brothers(今市隆二＆岩田剛典＆ELLY＆登坂広臣)、 宍戸錠、ジュディ・オング、鈴木亜美、鈴木杏樹、鈴木ちなみ、芹那、 ソナーポケット、高岡早紀、高橋メアリージュン、高橋ユウ、武井壮、嗣永桃子、 内藤剛志、 中村アン、林修、別所哲也、丸高愛実、宮崎亮、 May J.、森口瑤子、森山良子、保田圭、LiLiCo、ローラ、若林豪 |
| 第24回 人志松本のすべらない話 | ほっしゃん。               | お笑いファンタジスタ             | ほっしゃん。   | 20回目   | 「亀のクラッシュ」（千原） | 観覧ゲスト秋山成勲、井岡一翔、今井華、忍成修吾、菊地亜美、具志堅用高、 栗原類、小橋建太、斎藤工、西郷輝彦、酒井美紀、三代目 J Soul Brothers(今市隆二＆岩田剛典＆ELLY＆登坂広臣)、 宍戸錠、ジュディ・オング、鈴木亜美、鈴木杏樹、鈴木ちなみ、芹那、 ソナーポケット、高岡早紀、高橋メアリージュン、高橋ユウ、武井壮、嗣永桃子、 内藤剛志、 中村アン、林修、別所哲也、丸高愛実、宮崎亮、 May J.、森口瑤子、森山良子、保田圭、LiLiCo、ローラ、若林豪 |
| 第24回 人志松本のすべらない話 | 河本準一（次長課長）       | 「すべらない話」を語るリアリスト | 河本           | 19回目   | 「亀のクラッシュ」（千原） | 観覧ゲスト秋山成勲、井岡一翔、今井華、忍成修吾、菊地亜美、具志堅用高、 栗原類、小橋建太、斎藤工、西郷輝彦、酒井美紀、三代目 J Soul Brothers(今市隆二＆岩田剛典＆ELLY＆登坂広臣)、 宍戸錠、ジュディ・オング、鈴木亜美、鈴木杏樹、鈴木ちなみ、芹那、 ソナーポケット、高岡早紀、高橋メアリージュン、高橋ユウ、武井壮、嗣永桃子、 内藤剛志、 中村アン、林修、別所哲也、丸高愛実、宮崎亮、 May J.、森口瑤子、森山良子、保田圭、LiLiCo、ローラ、若林豪 |
| 第24回 人志松本のすべらない話 | ケンドーコバヤシ           | お笑いテロリスト                 | コバヤシ       | 18回目   | 「亀のクラッシュ」（千原） | 観覧ゲスト秋山成勲、井岡一翔、今井華、忍成修吾、菊地亜美、具志堅用高、 栗原類、小橋建太、斎藤工、西郷輝彦、酒井美紀、三代目 J Soul Brothers(今市隆二＆岩田剛典＆ELLY＆登坂広臣)、 宍戸錠、ジュディ・オング、鈴木亜美、鈴木杏樹、鈴木ちなみ、芹那、 ソナーポケット、高岡早紀、高橋メアリージュン、高橋ユウ、武井壮、嗣永桃子、 内藤剛志、 中村アン、林修、別所哲也、丸高愛実、宮崎亮、 May J.、森口瑤子、森山良子、保田圭、LiLiCo、ローラ、若林豪 |
| 第24回 人志松本のすべらない話 | 兵動大樹（矢野・兵動）     | 浪速のエビス顔芸人               | 兵動           | 12回目   | 「亀のクラッシュ」（千原） | 観覧ゲスト秋山成勲、井岡一翔、今井華、忍成修吾、菊地亜美、具志堅用高、 栗原類、小橋建太、斎藤工、西郷輝彦、酒井美紀、三代目 J Soul Brothers(今市隆二＆岩田剛典＆ELLY＆登坂広臣)、 宍戸錠、ジュディ・オング、鈴木亜美、鈴木杏樹、鈴木ちなみ、芹那、 ソナーポケット、高岡早紀、高橋メアリージュン、高橋ユウ、武井壮、嗣永桃子、 内藤剛志、 中村アン、林修、別所哲也、丸高愛実、宮崎亮、 May J.、森口瑤子、森山良子、保田圭、LiLiCo、ローラ、若林豪 |
| 第24回 人志松本のすべらない話 | 小籔千豊                   | 吉本新喜劇 最年少座長            | 小籔           | 12回目   | 「亀のクラッシュ」（千原） | 観覧ゲスト秋山成勲、井岡一翔、今井華、忍成修吾、菊地亜美、具志堅用高、 栗原類、小橋建太、斎藤工、西郷輝彦、酒井美紀、三代目 J Soul Brothers(今市隆二＆岩田剛典＆ELLY＆登坂広臣)、 宍戸錠、ジュディ・オング、鈴木亜美、鈴木杏樹、鈴木ちなみ、芹那、 ソナーポケット、高岡早紀、高橋メアリージュン、高橋ユウ、武井壮、嗣永桃子、 内藤剛志、 中村アン、林修、別所哲也、丸高愛実、宮崎亮、 May J.、森口瑤子、森山良子、保田圭、LiLiCo、ローラ、若林豪 |
| 第24回 人志松本のすべらない話 | 濱口優（よゐこ）           | ライフイズお笑い                 | 濱口           | 3回目    | 「亀のクラッシュ」（千原） | 観覧ゲスト秋山成勲、井岡一翔、今井華、忍成修吾、菊地亜美、具志堅用高、 栗原類、小橋建太、斎藤工、西郷輝彦、酒井美紀、三代目 J Soul Brothers(今市隆二＆岩田剛典＆ELLY＆登坂広臣)、 宍戸錠、ジュディ・オング、鈴木亜美、鈴木杏樹、鈴木ちなみ、芹那、 ソナーポケット、高岡早紀、高橋メアリージュン、高橋ユウ、武井壮、嗣永桃子、 内藤剛志、 中村アン、林修、別所哲也、丸高愛実、宮崎亮、 May J.、森口瑤子、森山良子、保田圭、LiLiCo、ローラ、若林豪 |
| 第24回 人志松本のすべらない話 | 矢作兼（おぎやはぎ）       | 笑いのクールマン                 | 矢作           | 3回目    | 「亀のクラッシュ」（千原） | 観覧ゲスト秋山成勲、井岡一翔、今井華、忍成修吾、菊地亜美、具志堅用高、 栗原類、小橋建太、斎藤工、西郷輝彦、酒井美紀、三代目 J Soul Brothers(今市隆二＆岩田剛典＆ELLY＆登坂広臣)、 宍戸錠、ジュディ・オング、鈴木亜美、鈴木杏樹、鈴木ちなみ、芹那、 ソナーポケット、高岡早紀、高橋メアリージュン、高橋ユウ、武井壮、嗣永桃子、 内藤剛志、 中村アン、林修、別所哲也、丸高愛実、宮崎亮、 May J.、森口瑤子、森山良子、保田圭、LiLiCo、ローラ、若林豪 |
| 第24回 人志松本のすべらない話 | 宮迫博之（雨上がり決死隊） | 最強トークサディスト             | 宮迫           | 2回目    | 「亀のクラッシュ」（千原） | 観覧ゲスト秋山成勲、井岡一翔、今井華、忍成修吾、菊地亜美、具志堅用高、 栗原類、小橋建太、斎藤工、西郷輝彦、酒井美紀、三代目 J Soul Brothers(今市隆二＆岩田剛典＆ELLY＆登坂広臣)、 宍戸錠、ジュディ・オング、鈴木亜美、鈴木杏樹、鈴木ちなみ、芹那、 ソナーポケット、高岡早紀、高橋メアリージュン、高橋ユウ、武井壮、嗣永桃子、 内藤剛志、 中村アン、林修、別所哲也、丸高愛実、宮崎亮、 May J.、森口瑤子、森山良子、保田圭、LiLiCo、ローラ、若林豪 |
| 第24回 人志松本のすべらない話 | 小峠英二（バイきんぐ）     | キングオブコント2012覇者         | 小峠           | 初参戦   | 「亀のクラッシュ」（千原） | 観覧ゲスト秋山成勲、井岡一翔、今井華、忍成修吾、菊地亜美、具志堅用高、 栗原類、小橋建太、斎藤工、西郷輝彦、酒井美紀、三代目 J Soul Brothers(今市隆二＆岩田剛典＆ELLY＆登坂広臣)、 宍戸錠、ジュディ・オング、鈴木亜美、鈴木杏樹、鈴木ちなみ、芹那、 ソナーポケット、高岡早紀、高橋メアリージュン、高橋ユウ、武井壮、嗣永桃子、 内藤剛志、 中村アン、林修、別所哲也、丸高愛実、宮崎亮、 May J.、森口瑤子、森山良子、保田圭、LiLiCo、ローラ、若林豪 |
| 第24回 人志松本のすべらない話 | 浜谷健司（ハマカーン）     | THE MANZAI2012優勝               | 浜谷           | 初参戦   | 「亀のクラッシュ」（千原） | 観覧ゲスト秋山成勲、井岡一翔、今井華、忍成修吾、菊地亜美、具志堅用高、 栗原類、小橋建太、斎藤工、西郷輝彦、酒井美紀、三代目 J Soul Brothers(今市隆二＆岩田剛典＆ELLY＆登坂広臣)、 宍戸錠、ジュディ・オング、鈴木亜美、鈴木杏樹、鈴木ちなみ、芹那、 ソナーポケット、高岡早紀、高橋メアリージュン、高橋ユウ、武井壮、嗣永桃子、 内藤剛志、 中村アン、林修、別所哲也、丸高愛実、宮崎亮、 May J.、森口瑤子、森山良子、保田圭、LiLiCo、ローラ、若林豪 |
| 第24回 人志松本のすべらない話 | キンタロー。               | 笑いをフライングゲット           | キンタロー。   | 初参戦   | 「亀のクラッシュ」（千原） | 観覧ゲスト秋山成勲、井岡一翔、今井華、忍成修吾、菊地亜美、具志堅用高、 栗原類、小橋建太、斎藤工、西郷輝彦、酒井美紀、三代目 J Soul Brothers(今市隆二＆岩田剛典＆ELLY＆登坂広臣)、 宍戸錠、ジュディ・オング、鈴木亜美、鈴木杏樹、鈴木ちなみ、芹那、 ソナーポケット、高岡早紀、高橋メアリージュン、高橋ユウ、武井壮、嗣永桃子、 内藤剛志、 中村アン、林修、別所哲也、丸高愛実、宮崎亮、 May J.、森口瑤子、森山良子、保田圭、LiLiCo、ローラ、若林豪 |
| 第24回 人志松本のすべらない話 | アントニー（マテンロウ）   | 平成生まれ日本育ち               | アントニー     | 初参戦   | 「亀のクラッシュ」（千原） | 観覧ゲスト秋山成勲、井岡一翔、今井華、忍成修吾、菊地亜美、具志堅用高、 栗原類、小橋建太、斎藤工、西郷輝彦、酒井美紀、三代目 J Soul Brothers(今市隆二＆岩田剛典＆ELLY＆登坂広臣)、 宍戸錠、ジュディ・オング、鈴木亜美、鈴木杏樹、鈴木ちなみ、芹那、 ソナーポケット、高岡早紀、高橋メアリージュン、高橋ユウ、武井壮、嗣永桃子、 内藤剛志、 中村アン、林修、別所哲也、丸高愛実、宮崎亮、 May J.、森口瑤子、森山良子、保田圭、LiLiCo、ローラ、若林豪 |

| 番組タイトル                                   | プレーヤー                               | サイコロの表記 | 出演回数 | MVS                          | その他の出演者 |
| ---------------------------------------------- | ---------------------------------------- | -------------- | -------- | ---------------------------- | --- |
| 人志松本のすべらない話 10周年突入! MVS全員集合 | 松本人志（ダウンタウン）                 | 松本           | 25回目   | 「おねしょ」（ほっしゃん。） | 観覧ゲスト上原浩治、小澤亮太、尾上松也、菊地亜美（アイドリング！！！）、℃－ute、 クレイジーケンバンド、斎藤工、坂上忍、新川優愛、SUPER☆GiRLS、 杉本彩、鈴木杏樹、塚本高史、中尾明慶、前田健太（広島東洋カープ）、 MAX、水原希子、美保純、モーニング娘。’14、山本隆弘、 ローラ 観覧席進行 境鶴丸、生野陽子、内田嶺衣奈（3人ともフジテレビアナウンサー） |
| 人志松本のすべらない話 10周年突入! MVS全員集合 | 千原ジュニア（千原兄弟）                 | 千原           | 25回目   | 「おねしょ」（ほっしゃん。） | 観覧ゲスト上原浩治、小澤亮太、尾上松也、菊地亜美（アイドリング！！！）、℃－ute、 クレイジーケンバンド、斎藤工、坂上忍、新川優愛、SUPER☆GiRLS、 杉本彩、鈴木杏樹、塚本高史、中尾明慶、前田健太（広島東洋カープ）、 MAX、水原希子、美保純、モーニング娘。’14、山本隆弘、 ローラ 観覧席進行 境鶴丸、生野陽子、内田嶺衣奈（3人ともフジテレビアナウンサー） |
| 人志松本のすべらない話 10周年突入! MVS全員集合 | 宮川大輔                                 | 宮川           | 25回目   | 「おねしょ」（ほっしゃん。） | 観覧ゲスト上原浩治、小澤亮太、尾上松也、菊地亜美（アイドリング！！！）、℃－ute、 クレイジーケンバンド、斎藤工、坂上忍、新川優愛、SUPER☆GiRLS、 杉本彩、鈴木杏樹、塚本高史、中尾明慶、前田健太（広島東洋カープ）、 MAX、水原希子、美保純、モーニング娘。’14、山本隆弘、 ローラ 観覧席進行 境鶴丸、生野陽子、内田嶺衣奈（3人ともフジテレビアナウンサー） |
| 人志松本のすべらない話 10周年突入! MVS全員集合 | ほっしゃん。                             | ほっしゃん。   | 21回目   | 「おねしょ」（ほっしゃん。） | 観覧ゲスト上原浩治、小澤亮太、尾上松也、菊地亜美（アイドリング！！！）、℃－ute、 クレイジーケンバンド、斎藤工、坂上忍、新川優愛、SUPER☆GiRLS、 杉本彩、鈴木杏樹、塚本高史、中尾明慶、前田健太（広島東洋カープ）、 MAX、水原希子、美保純、モーニング娘。’14、山本隆弘、 ローラ 観覧席進行 境鶴丸、生野陽子、内田嶺衣奈（3人ともフジテレビアナウンサー） |
| 人志松本のすべらない話 10周年突入! MVS全員集合 | 河本準一（次長課長）                     | 河本           | 20回目   | 「おねしょ」（ほっしゃん。） | 観覧ゲスト上原浩治、小澤亮太、尾上松也、菊地亜美（アイドリング！！！）、℃－ute、 クレイジーケンバンド、斎藤工、坂上忍、新川優愛、SUPER☆GiRLS、 杉本彩、鈴木杏樹、塚本高史、中尾明慶、前田健太（広島東洋カープ）、 MAX、水原希子、美保純、モーニング娘。’14、山本隆弘、 ローラ 観覧席進行 境鶴丸、生野陽子、内田嶺衣奈（3人ともフジテレビアナウンサー） |
| 人志松本のすべらない話 10周年突入! MVS全員集合 | ケンドーコバヤシ                         | コバヤシ       | 19回目   | 「おねしょ」（ほっしゃん。） | 観覧ゲスト上原浩治、小澤亮太、尾上松也、菊地亜美（アイドリング！！！）、℃－ute、 クレイジーケンバンド、斎藤工、坂上忍、新川優愛、SUPER☆GiRLS、 杉本彩、鈴木杏樹、塚本高史、中尾明慶、前田健太（広島東洋カープ）、 MAX、水原希子、美保純、モーニング娘。’14、山本隆弘、 ローラ 観覧席進行 境鶴丸、生野陽子、内田嶺衣奈（3人ともフジテレビアナウンサー） |
| 人志松本のすべらない話 10周年突入! MVS全員集合 | 兵動大樹（矢野・兵動）                   | 兵動           | 13回目   | 「おねしょ」（ほっしゃん。） | 観覧ゲスト上原浩治、小澤亮太、尾上松也、菊地亜美（アイドリング！！！）、℃－ute、 クレイジーケンバンド、斎藤工、坂上忍、新川優愛、SUPER☆GiRLS、 杉本彩、鈴木杏樹、塚本高史、中尾明慶、前田健太（広島東洋カープ）、 MAX、水原希子、美保純、モーニング娘。’14、山本隆弘、 ローラ 観覧席進行 境鶴丸、生野陽子、内田嶺衣奈（3人ともフジテレビアナウンサー） |
| 人志松本のすべらない話 10周年突入! MVS全員集合 | 小籔千豊                                 | 小籔           | 13回目   | 「おねしょ」（ほっしゃん。） | 観覧ゲスト上原浩治、小澤亮太、尾上松也、菊地亜美（アイドリング！！！）、℃－ute、 クレイジーケンバンド、斎藤工、坂上忍、新川優愛、SUPER☆GiRLS、 杉本彩、鈴木杏樹、塚本高史、中尾明慶、前田健太（広島東洋カープ）、 MAX、水原希子、美保純、モーニング娘。’14、山本隆弘、 ローラ 観覧席進行 境鶴丸、生野陽子、内田嶺衣奈（3人ともフジテレビアナウンサー） |
| 人志松本のすべらない話 10周年突入! MVS全員集合 | 木村祐一                                 | 木村           | 8回目    | 「おねしょ」（ほっしゃん。） | 観覧ゲスト上原浩治、小澤亮太、尾上松也、菊地亜美（アイドリング！！！）、℃－ute、 クレイジーケンバンド、斎藤工、坂上忍、新川優愛、SUPER☆GiRLS、 杉本彩、鈴木杏樹、塚本高史、中尾明慶、前田健太（広島東洋カープ）、 MAX、水原希子、美保純、モーニング娘。’14、山本隆弘、 ローラ 観覧席進行 境鶴丸、生野陽子、内田嶺衣奈（3人ともフジテレビアナウンサー） |
| 人志松本のすべらない話 10周年突入! MVS全員集合 | 勝俣州和                                 | 勝俣           | 5回目    | 「おねしょ」（ほっしゃん。） | 観覧ゲスト上原浩治、小澤亮太、尾上松也、菊地亜美（アイドリング！！！）、℃－ute、 クレイジーケンバンド、斎藤工、坂上忍、新川優愛、SUPER☆GiRLS、 杉本彩、鈴木杏樹、塚本高史、中尾明慶、前田健太（広島東洋カープ）、 MAX、水原希子、美保純、モーニング娘。’14、山本隆弘、 ローラ 観覧席進行 境鶴丸、生野陽子、内田嶺衣奈（3人ともフジテレビアナウンサー） |
| 人志松本のすべらない話 10周年突入! MVS全員集合 | 塚地武雅（ドランクドラゴン）             | 塚地           | 5回目    | 「おねしょ」（ほっしゃん。） | 観覧ゲスト上原浩治、小澤亮太、尾上松也、菊地亜美（アイドリング！！！）、℃－ute、 クレイジーケンバンド、斎藤工、坂上忍、新川優愛、SUPER☆GiRLS、 杉本彩、鈴木杏樹、塚本高史、中尾明慶、前田健太（広島東洋カープ）、 MAX、水原希子、美保純、モーニング娘。’14、山本隆弘、 ローラ 観覧席進行 境鶴丸、生野陽子、内田嶺衣奈（3人ともフジテレビアナウンサー） |
| 人志松本のすべらない話 10周年突入! MVS全員集合 | ガダルカナル・タカ                       | タカ           | 3回目    | 「おねしょ」（ほっしゃん。） | 観覧ゲスト上原浩治、小澤亮太、尾上松也、菊地亜美（アイドリング！！！）、℃－ute、 クレイジーケンバンド、斎藤工、坂上忍、新川優愛、SUPER☆GiRLS、 杉本彩、鈴木杏樹、塚本高史、中尾明慶、前田健太（広島東洋カープ）、 MAX、水原希子、美保純、モーニング娘。’14、山本隆弘、 ローラ 観覧席進行 境鶴丸、生野陽子、内田嶺衣奈（3人ともフジテレビアナウンサー） |
| 人志松本のすべらない話 10周年突入! MVS全員集合 | 陣内智則                                 | 陣内           | 3回目    | 「おねしょ」（ほっしゃん。） | 観覧ゲスト上原浩治、小澤亮太、尾上松也、菊地亜美（アイドリング！！！）、℃－ute、 クレイジーケンバンド、斎藤工、坂上忍、新川優愛、SUPER☆GiRLS、 杉本彩、鈴木杏樹、塚本高史、中尾明慶、前田健太（広島東洋カープ）、 MAX、水原希子、美保純、モーニング娘。’14、山本隆弘、 ローラ 観覧席進行 境鶴丸、生野陽子、内田嶺衣奈（3人ともフジテレビアナウンサー） |
| 人志松本のすべらない話 10周年突入! MVS全員集合 | 村本大輔（ウーマンラッシュアワー）       | 村本           | 初参戦   | 「おねしょ」（ほっしゃん。） | 観覧ゲスト上原浩治、小澤亮太、尾上松也、菊地亜美（アイドリング！！！）、℃－ute、 クレイジーケンバンド、斎藤工、坂上忍、新川優愛、SUPER☆GiRLS、 杉本彩、鈴木杏樹、塚本高史、中尾明慶、前田健太（広島東洋カープ）、 MAX、水原希子、美保純、モーニング娘。’14、山本隆弘、 ローラ 観覧席進行 境鶴丸、生野陽子、内田嶺衣奈（3人ともフジテレビアナウンサー） |
| 人志松本のすべらない話 10周年突入! MVS全員集合 | 中川パラダイス（ウーマンラッシュアワー） | 中川           | 初参戦   | 「おねしょ」（ほっしゃん。） | 観覧ゲスト上原浩治、小澤亮太、尾上松也、菊地亜美（アイドリング！！！）、℃－ute、 クレイジーケンバンド、斎藤工、坂上忍、新川優愛、SUPER☆GiRLS、 杉本彩、鈴木杏樹、塚本高史、中尾明慶、前田健太（広島東洋カープ）、 MAX、水原希子、美保純、モーニング娘。’14、山本隆弘、 ローラ 観覧席進行 境鶴丸、生野陽子、内田嶺衣奈（3人ともフジテレビアナウンサー） |
| 人志松本のすべらない話 10周年突入! MVS全員集合 | 西澤裕介（ダイアン）                     | 西澤           | 初参戦   | 「おねしょ」（ほっしゃん。） | 観覧ゲスト上原浩治、小澤亮太、尾上松也、菊地亜美（アイドリング！！！）、℃－ute、 クレイジーケンバンド、斎藤工、坂上忍、新川優愛、SUPER☆GiRLS、 杉本彩、鈴木杏樹、塚本高史、中尾明慶、前田健太（広島東洋カープ）、 MAX、水原希子、美保純、モーニング娘。’14、山本隆弘、 ローラ 観覧席進行 境鶴丸、生野陽子、内田嶺衣奈（3人ともフジテレビアナウンサー） |

| 番組タイトル                             | プレーヤー                         | キャッチフレーズ               | サイコロの表記 | 出演回数 | MVS                                | その他の出演者                                                                                       |
| ---------------------------------------- | ---------------------------------- | ------------------------------ | -------------- | -------- | ---------------------------------- | --- |
| 人志松本のすべらない話 10周年Anniversary | 松本人志（ダウンタウン）           | キング オブ すべらない         | 松本           | 26回目   | 「木村祐一のマネージャー」（高橋） | 観覧ゲスト織田信成、尾上松也、角野卓造、 小島瑠璃子、鈴木杏樹、園子温、 大地真央、内藤剛志、山村紅葉 |
| 人志松本のすべらない話 10周年Anniversary | 千原ジュニア（千原兄弟）           | 話芸のスペシャリスト           | 千原           | 26回目   | 「木村祐一のマネージャー」（高橋） | 観覧ゲスト織田信成、尾上松也、角野卓造、 小島瑠璃子、鈴木杏樹、園子温、 大地真央、内藤剛志、山村紅葉 |
| 人志松本のすべらない話 10周年Anniversary | 宮川大輔                           | 擬音マジシャン                 | 宮川           | 26回目   | 「木村祐一のマネージャー」（高橋） | 観覧ゲスト織田信成、尾上松也、角野卓造、 小島瑠璃子、鈴木杏樹、園子温、 大地真央、内藤剛志、山村紅葉 |
| 人志松本のすべらない話 10周年Anniversary | 陣内智則                           | ハイパーお笑い映像クリエイター | 陣内           | 4回目    | 「木村祐一のマネージャー」（高橋） | 観覧ゲスト織田信成、尾上松也、角野卓造、 小島瑠璃子、鈴木杏樹、園子温、 大地真央、内藤剛志、山村紅葉 |
| 人志松本のすべらない話 10周年Anniversary | バカリズム                         | こもり系ピン芸人               | バカリズム     | 4回目    | 「木村祐一のマネージャー」（高橋） | 観覧ゲスト織田信成、尾上松也、角野卓造、 小島瑠璃子、鈴木杏樹、園子温、 大地真央、内藤剛志、山村紅葉 |
| 人志松本のすべらない話 10周年Anniversary | 高橋茂雄（サバンナ）               | 場の空気を読んだ太鼓持ち芸人   | 高橋           | 2回目    | 「木村祐一のマネージャー」（高橋） | 観覧ゲスト織田信成、尾上松也、角野卓造、 小島瑠璃子、鈴木杏樹、園子温、 大地真央、内藤剛志、山村紅葉 |
| 人志松本のすべらない話 10周年Anniversary | 村本大輔（ウーマンラッシュアワー） | 炎上上等芸人                   | 村本           | 2回目    | 「木村祐一のマネージャー」（高橋） | 観覧ゲスト織田信成、尾上松也、角野卓造、 小島瑠璃子、鈴木杏樹、園子温、 大地真央、内藤剛志、山村紅葉 |
| 人志松本のすべらない話 10周年Anniversary | ヒロミ                             | やんちゃ芸人の先駆者           | ヒロミ         | 初参戦   | 「木村祐一のマネージャー」（高橋） | 観覧ゲスト織田信成、尾上松也、角野卓造、 小島瑠璃子、鈴木杏樹、園子温、 大地真央、内藤剛志、山村紅葉 |
| 人志松本のすべらない話 10周年Anniversary | 井上裕介（NON STYLE）              | ミスターポジティブシンキング   | 井上           | 初参戦   | 「木村祐一のマネージャー」（高橋） | 観覧ゲスト織田信成、尾上松也、角野卓造、 小島瑠璃子、鈴木杏樹、園子温、 大地真央、内藤剛志、山村紅葉 |
| 人志松本のすべらない話 10周年Anniversary | カンニング竹山                     | 情熱のキレ芸                   | 竹山           | 初参戦   | 「木村祐一のマネージャー」（高橋） | 観覧ゲスト織田信成、尾上松也、角野卓造、 小島瑠璃子、鈴木杏樹、園子温、 大地真央、内藤剛志、山村紅葉 |
| 人志松本のすべらない話 10周年Anniversary | 博多大吉（博多華丸・大吉）         | 芸人界の情報分析官             | 大吉           | 初参戦   | 「木村祐一のマネージャー」（高橋） | 観覧ゲスト織田信成、尾上松也、角野卓造、 小島瑠璃子、鈴木杏樹、園子温、 大地真央、内藤剛志、山村紅葉 |

| 番組タイトル                                       | プレーヤー                         | キャッチフレーズ                 | サイコロの表記 | 出演回数 | MVS                                |
| -------------------------------------------------- | ---------------------------------- | -------------------------------- | -------------- | -------- | ---------------------------------- |
| 人志松本のすべらない話 The 10th Year -Final Stage- | 松本人志（ダウンタウン）           | キング オブ すべらない           | 松本           | 27回目   | 「テレビ局の警備員」（バカリズム） |
| 人志松本のすべらない話 The 10th Year -Final Stage- | 千原ジュニア（千原兄弟）           | 話芸のスペシャリスト             | 千原           | 27回目   | 「テレビ局の警備員」（バカリズム） |
| 人志松本のすべらない話 The 10th Year -Final Stage- | 宮川大輔                           | 擬音マジシャン                   | 宮川           | 27回目   | 「テレビ局の警備員」（バカリズム） |
| 人志松本のすべらない話 The 10th Year -Final Stage- | 星田英利                           | お笑いファンタジスタ             | 星田           | 22回目   | 「テレビ局の警備員」（バカリズム） |
| 人志松本のすべらない話 The 10th Year -Final Stage- | 河本準一（次長課長）               | 「すべらない話」を語るリアリスト | 河本           | 21回目   | 「テレビ局の警備員」（バカリズム） |
| 人志松本のすべらない話 The 10th Year -Final Stage- | ケンドーコバヤシ                   | お笑いテロリスト                 | コバヤシ       | 20回目   | 「テレビ局の警備員」（バカリズム） |
| 人志松本のすべらない話 The 10th Year -Final Stage- | 兵動大樹（矢野・兵動）             | 浪速のエビス顔芸人               | 兵動           | 14回目   | 「テレビ局の警備員」（バカリズム） |
| 人志松本のすべらない話 The 10th Year -Final Stage- | 小籔千豊                           | 吉本新喜劇 最年少座長            | 小籔           | 14回目   | 「テレビ局の警備員」（バカリズム） |
| 人志松本のすべらない話 The 10th Year -Final Stage- | バカリズム                         | こもり系ピン芸人                 | バカリズム     | 5回目    | 「テレビ局の警備員」（バカリズム） |
| 人志松本のすべらない話 The 10th Year -Final Stage- | 村本大輔（ウーマンラッシュアワー） | 炎上上等芸人                     | 村本           | 3回目    | 「テレビ局の警備員」（バカリズム） |
| 人志松本のすべらない話 The 10th Year -Final Stage- | 稲垣吾郎（SMAP）                   | クールで甘いマスクの貴公子       | 稲垣           | 初参戦   | 「テレビ局の警備員」（バカリズム） |
| 人志松本のすべらない話 The 10th Year -Final Stage- | 香取慎吾（SMAP）                   | 永久不滅のわんぱくアイドル       | 香取           | 初参戦   | 「テレビ局の警備員」（バカリズム） |

| 番組タイトル           | プレーヤー                 | キャッチフレーズ               | サイコロの表記 | 出演回数 | MVS                  |
| ---------------------- | -------------------------- | ------------------------------ | -------------- | -------- | -------------------- |
| 人志松本のすべらない話 | 松本人志（ダウンタウン）   | キング オブ すべらない         | 松本           | 28回目   | 「授業参観」（春日） |
| 人志松本のすべらない話 | 千原ジュニア（千原兄弟）   | 話芸のスペシャリスト           | 千原           | 28回目   | 「授業参観」（春日） |
| 人志松本のすべらない話 | 宮川大輔                   | 擬音マジシャン                 | 宮川           | 28回目   | 「授業参観」（春日） |
| 人志松本のすべらない話 | 兵動大樹（矢野・兵動）     | 浪速のエビス顔芸人             | 兵動           | 15回目   | 「授業参観」（春日） |
| 人志松本のすべらない話 | 小籔千豊                   | 吉本新喜劇 最年少座長          | 小籔           | 15回目   | 「授業参観」（春日） |
| 人志松本のすべらない話 | 渡部建（アンジャッシュ）   | コントのスペシャリスト         | 渡部           | 3回目    | 「授業参観」（春日） |
| 人志松本のすべらない話 | 若林正恭（オードリー）     | 弱気な毒舌王子                 | 若林           | 3回目    | 「授業参観」（春日） |
| 人志松本のすべらない話 | 板東英二                   | 最後の無礼講                   | 板東           | 初参戦   | 「授業参観」（春日） |
| 人志松本のすべらない話 | 出川哲朗                   | リアクション芸のラストサムライ | 出川           | 初参戦   | 「授業参観」（春日） |
| 人志松本のすべらない話 | 博多華丸（博多華丸・大吉） | 博多っ子 純情                  | 華丸           | 初参戦   | 「授業参観」（春日） |
| 人志松本のすべらない話 | 春日俊彰（オードリー）     | お笑い筋肉バカ一代             | 春日           | 初参戦   | 「授業参観」（春日） |

| 番組タイトル           | プレーヤー                         | キャッチフレーズ            | サイコロの表記 | 出演回数 | MVS                                |
| ---------------------- | ---------------------------------- | --------------------------- | -------------- | -------- | ---------------------------------- |
| 人志松本のすべらない話 | 松本人志（ダウンタウン）           | キング オブ すべらない      | 松本           | 29回目   | 「ジャニーさんの誕生日会」（中居） |
| 人志松本のすべらない話 | 千原ジュニア（千原兄弟）           | 話芸のスペシャリスト        | 千原           | 29回目   | 「ジャニーさんの誕生日会」（中居） |
| 人志松本のすべらない話 | 宮川大輔                           | 擬音マジシャン              | 宮川           | 29回目   | 「ジャニーさんの誕生日会」（中居） |
| 人志松本のすべらない話 | 兵動大樹（矢野・兵動）             | 浪速のエビス顔芸人          | 兵動           | 16回目   | 「ジャニーさんの誕生日会」（中居） |
| 人志松本のすべらない話 | 小籔千豊                           | 吉本新喜劇 最年少座長       | 小籔           | 16回目   | 「ジャニーさんの誕生日会」（中居） |
| 人志松本のすべらない話 | バカリズム                         | こもり系ピン芸人            | バカリズム     | 6回目    | 「ジャニーさんの誕生日会」（中居） |
| 人志松本のすべらない話 | 村本大輔（ウーマンラッシュアワー） | 炎上上等芸人                | 村本           | 4回目    | 「ジャニーさんの誕生日会」（中居） |
| 人志松本のすべらない話 | 博多大吉（博多華丸・大吉）         | 情報分析管理                | 大吉           | 2回目    | 「ジャニーさんの誕生日会」（中居） |
| 人志松本のすべらない話 | 春日俊彰（オードリー）             | お笑い筋肉バカ一代・前回MVS | 春日           | 2回目    | 「ジャニーさんの誕生日会」（中居） |
| 人志松本のすべらない話 | 井戸田潤（スピードワゴン）         | 大食いハンバーグ師匠        | 井戸田         | 初参戦   | 「ジャニーさんの誕生日会」（中居） |
| 人志松本のすべらない話 | 中居正広（SMAP）                   | スーパーマルチプレーヤー    | 中居           | 初参戦   | 「ジャニーさんの誕生日会」（中居） |

| 番組タイトル                          | プレーヤー                 | キャッチフレーズ       | サイコロの表記 | 出演回数 | MVS                         |
| ------------------------------------- | -------------------------- | ---------------------- | -------------- | -------- | --------------------------- |
| 人志松本のすべらない話 第30回記念大会 | 松本人志（ダウンタウン）   | （無し）               | 松本           | 30回目   | 「中継先 女性記者」（古舘） |
| 人志松本のすべらない話 第30回記念大会 | 千原ジュニア（千原兄弟）   | （無し）               | 千原           | 30回目   | 「中継先 女性記者」（古舘） |
| 人志松本のすべらない話 第30回記念大会 | 宮川大輔                   | （無し）               | 宮川           | 30回目   | 「中継先 女性記者」（古舘） |
| 人志松本のすべらない話 第30回記念大会 | 星田英利                   | （無し）               | 星田           | 23回目   | 「中継先 女性記者」（古舘） |
| 人志松本のすべらない話 第30回記念大会 | 河本準一（次長課長）       | （無し）               | 河本           | 22回目   | 「中継先 女性記者」（古舘） |
| 人志松本のすべらない話 第30回記念大会 | ケンドーコバヤシ           | （無し）               | コバヤシ       | 21回目   | 「中継先 女性記者」（古舘） |
| 人志松本のすべらない話 第30回記念大会 | 兵動大樹（矢野・兵動）     | （無し）               | 兵動           | 17回目   | 「中継先 女性記者」（古舘） |
| 人志松本のすべらない話 第30回記念大会 | 小籔千豊                   | （無し）               | 小籔           | 17回目   | 「中継先 女性記者」（古舘） |
| 人志松本のすべらない話 第30回記念大会 | 宮迫博之（雨上がり決死隊） | （無し）               | 宮迫           | 3回目    | 「中継先 女性記者」（古舘） |
| 人志松本のすべらない話 第30回記念大会 | 古舘伊知郎                 | トーキングブルースマン | 古舘           | 初参戦   | 「中継先 女性記者」（古舘） |

| 番組タイトル           | プレーヤー                     | キャッチフレーズ                 | サイコロの表記 | 出演回数 | MVS                |
| ---------------------- | ------------------------------ | -------------------------------- | -------------- | -------- | ------------------ |
| 人志松本のすべらない話 | 松本人志（ダウンタウン）       | キング オブ すべらない           | 松本           | 31回目   | 「結婚式」（好井） |
| 人志松本のすべらない話 | 千原ジュニア（千原兄弟）       | 話芸のスペシャリスト             | 千原           | 31回目   | 「結婚式」（好井） |
| 人志松本のすべらない話 | 宮川大輔                       | 擬音マジシャン                   | 宮川           | 31回目   | 「結婚式」（好井） |
| 人志松本のすべらない話 | バカリズム                     | こもり系ピン芸人                 | バカリズム     | 7回目    | 「結婚式」（好井） |
| 人志松本のすべらない話 | 渡部建（アンジャッシュ）       | 知性派おしゃべりテクニシャン     | 渡部           | 4回目    | 「結婚式」（好井） |
| 人志松本のすべらない話 | カンニング竹山                 | 哀愁のお笑い人生劇場             | 竹山           | 2回目    | 「結婚式」（好井） |
| 人志松本のすべらない話 | 綾小路きみまろ                 | スーパー漫談エンターテイナー     | きみまろ       | 初参戦   | 「結婚式」（好井） |
| 人志松本のすべらない話 | 劇団ひとり                     | 妄想憑依型ピン芸人               | ひとり         | 初参戦   | 「結婚式」（好井） |
| 人志松本のすべらない話 | カズレーザー（メイプル超合金） | インテリにしてバカ!              | カズレーザー   | 初参戦   | 「結婚式」（好井） |
| 人志松本のすべらない話 | 好井まさお（井下好井）         | 卑屈の語り部                     | 好井           | 初参戦   | 「結婚式」（好井） |
| 人志松本のすべらない話 | 亜生（ミキ）                   | しゃべくり漫才界のゴールデンキー | 亜生           | 初参戦   | 「結婚式」（好井） |

| 番組タイトル           | プレーヤー               | サイコロの表記 | 出演回数 | MVS                  |
| ---------------------- | ------------------------ | -------------- | -------- | -------------------- |
| 人志松本のすべらない話 | 松本人志（ダウンタウン） | 松本           | 32回目   | 「女王様」（せいや） |
| 人志松本のすべらない話 | 千原ジュニア（千原兄弟） | 千原           | 32回目   | 「女王様」（せいや） |
| 人志松本のすべらない話 | 宮川大輔                 | 宮川           | 32回目   | 「女王様」（せいや） |
| 人志松本のすべらない話 | 星田英利                 | 星田           | 24回目   | 「女王様」（せいや） |
| 人志松本のすべらない話 | 兵動大樹（矢野・兵動）   | 兵動           | 18回目   | 「女王様」（せいや） |
| 人志松本のすべらない話 | 小籔千豊                 | 小籔           | 18回目   | 「女王様」（せいや） |
| 人志松本のすべらない話 | 秋山竜次（ロバート）     | 秋山           | 3回目    | 「女王様」（せいや） |
| 人志松本のすべらない話 | 春日俊彰（オードリー）   | 春日           | 3回目    | 「女王様」（せいや） |
| 人志松本のすべらない話 | 出川哲朗                 | 出川           | 2回目    | 「女王様」（せいや） |
| 人志松本のすべらない話 | 山内健司（かまいたち）   | 山内           | 2回目    | 「女王様」（せいや） |
| 人志松本のすべらない話 | 渡辺直美                 | 渡辺           | 2回目    | 「女王様」（せいや） |
| 人志松本のすべらない話 | 宮根誠司                 | 宮根           | 初参戦   | 「女王様」（せいや） |
| 人志松本のすべらない話 | せいや（霜降り明星）     | せいや         | 初参戦   | 「女王様」（せいや） |
| 人志松本のすべらない話 | チャンス大城             | 大城           | 初参戦   | 「女王様」（せいや） |

| 番組タイトル           | プレーヤー                   | キャッチフレーズ                         | サイコロの表記 | 出演回数 | MVS                    |
| ---------------------- | ---------------------------- | ---------------------------------------- | -------------- | -------- | ---------------------- |
| 人志松本のすべらない話 | 松本人志（ダウンタウン）     | （無し）                                 |                | 33回目   | 「女装メイク」（稲田） |
| 人志松本のすべらない話 | 千原ジュニア（千原兄弟）     | （無し）                                 |                | 33回目   | 「女装メイク」（稲田） |
| 人志松本のすべらない話 | 宮川大輔                     | （無し）                                 |                | 33回目   | 「女装メイク」（稲田） |
| 人志松本のすべらない話 | 小籔千豊                     | （無し）                                 |                | 19回目   | 「女装メイク」（稲田） |
| 人志松本のすべらない話 | 稲田直樹（アインシュタイン） | 己のすべては笑いのためにある             | 稲田           | 初参戦   | 「女装メイク」（稲田） |
| 人志松本のすべらない話 | 小宮浩信（三四郎）           | ポンコツと逆ギレが奏でる珠玉のハーモニー | 小宮           | 初参戦   | 「女装メイク」（稲田） |
| 人志松本のすべらない話 | 粗品（霜降り明星）           | M-1グランプリ2018王者                    | 粗品           | 初参戦   | 「女装メイク」（稲田） |
| 人志松本のすべらない話 | ノブ（千鳥）                 | オンリーワンの岡山弁ツッコミマイスター   | ノブ           | 初参戦   | 「女装メイク」（稲田） |
| 人志松本のすべらない話 | 濱家隆一（かまいたち）       | 漫才とコントの二刀流                     | 濱家           | 初参戦   | 「女装メイク」（稲田） |
| 人志松本のすべらない話 | 平野ノラ                     | 一人バブルを生きる女芸人                 | ノラ           | 初参戦   | 「女装メイク」（稲田） |
| 人志松本のすべらない話 | 水田信二（和牛）             | A5ランクの極上漫才師                     | 水田           | 初参戦   | 「女装メイク」（稲田） |
| 人志松本のすべらない話 | 後藤拓実（四千頭身）         | （無し）                                 | 後藤           | 初参戦   | 「女装メイク」（稲田） |
| 人志松本のすべらない話 | 大東翔生（ダブルヒガシ）     | （無し）                                 | 大東           | 初参戦   | 「女装メイク」（稲田） |
| 人志松本のすべらない話 | かごしま太郎                 | （無し）                                 | かごしま       | 初参戦   | 「女装メイク」（稲田） |

| 番組タイトル           | プレーヤー                    | サイコロの表記 | 出演回数 | MVS                      |
| ---------------------- | ----------------------------- | -------------- | -------- | ------------------------ |
| 人志松本のすべらない話 | 松本人志（ダウンタウン）      |                | 34回目   | 「親父の丸い石」（大悟） |
| 人志松本のすべらない話 | 千原ジュニア（千原兄弟）      |                | 34回目   | 「親父の丸い石」（大悟） |
| 人志松本のすべらない話 | 宮川大輔                      |                | 34回目   | 「親父の丸い石」（大悟） |
| 人志松本のすべらない話 | 木村祐一                      |                | 9回目    | 「親父の丸い石」（大悟） |
| 人志松本のすべらない話 | バカリズム                    | バカリズム     | 8回目    | 「親父の丸い石」（大悟） |
| 人志松本のすべらない話 | 出川哲朗                      | 出川           | 3回目    | 「親父の丸い石」（大悟） |
| 人志松本のすべらない話 | 稲田直樹 （アインシュタイン） | 稲田           | 2回目    | 「親父の丸い石」（大悟） |
| 人志松本のすべらない話 | 小峠英二（バイきんぐ）        | 小峠           | 2回目    | 「親父の丸い石」（大悟） |
| 人志松本のすべらない話 | 粗品（霜降り明星）            | 粗品           | 2回目    | 「親父の丸い石」（大悟） |
| 人志松本のすべらない話 | 大悟（千鳥）                  | 大悟           | 2回目    | 「親父の丸い石」（大悟） |
| 人志松本のすべらない話 | 塙宣之（ナイツ）              | 塙             | 2回目    | 「親父の丸い石」（大悟） |
| 人志松本のすべらない話 | 神田松之丞                    | 松之丞         | 初参戦   | 「親父の丸い石」（大悟） |
| 人志松本のすべらない話 | 小林メロディ（ブリキカラス）  | 小林           | 初参戦   | 「親父の丸い石」（大悟） |

| 番組タイトル           | プレーヤー                   | サイコロの表記 | 出演回数 | MVS                             |
| ---------------------- | ---------------------------- | -------------- | -------- | ------------------------------- |
| 人志松本のすべらない話 | 松本人志（ダウンタウン）     |                | 35回目   | 「恐怖のイノグチ先輩」（GACKT） |
| 人志松本のすべらない話 | 千原ジュニア（千原兄弟）     |                | 35回目   | 「恐怖のイノグチ先輩」（GACKT） |
| 人志松本のすべらない話 | 宮川大輔                     |                | 35回目   | 「恐怖のイノグチ先輩」（GACKT） |
| 人志松本のすべらない話 | 小籔千豊                     | 小籔           | 20回目   | 「恐怖のイノグチ先輩」（GACKT） |
| 人志松本のすべらない話 | 兵動大樹（矢野・兵動）       | 兵動           | 19回目   | 「恐怖のイノグチ先輩」（GACKT） |
| 人志松本のすべらない話 | 川島明（麒麟）               | 川島           | 2回目    | 「恐怖のイノグチ先輩」（GACKT） |
| 人志松本のすべらない話 | 後藤拓実（四千頭身）         | 後藤           | 2回目    | 「恐怖のイノグチ先輩」（GACKT） |
| 人志松本のすべらない話 | 古舘伊知郎                   | 古舘           | 2回目    | 「恐怖のイノグチ先輩」（GACKT） |
| 人志松本のすべらない話 | GACKT                        | GACKT          | 初参戦   | 「恐怖のイノグチ先輩」（GACKT） |
| 人志松本のすべらない話 | ファーストサマーウイカ       | ウイカ         | 初参戦   | 「恐怖のイノグチ先輩」（GACKT） |
| 人志松本のすべらない話 | 中岡創一（ロッチ）           | 中岡           | 初参戦   | 「恐怖のイノグチ先輩」（GACKT） |
| 人志松本のすべらない話 | 岩橋良昌（プラス・マイナス） | 岩橋           | 初参戦   | 「恐怖のイノグチ先輩」（GACKT） |

| 番組タイトル           | プレーヤー               | キャッチフレーズ                       | サイコロの表記 | 出演回数 | MVS                      |
| ---------------------- | ------------------------ | -------------------------------------- | -------------- | -------- | ------------------------ |
| 人志松本のすべらない話 | 松本人志（ダウンタウン） | （無し）                               |                | 36回目   | 「甲本雅裕」（三谷幸喜） |
| 人志松本のすべらない話 | 千原ジュニア（千原兄弟） | （無し）                               |                | 36回目   | 「甲本雅裕」（三谷幸喜） |
| 人志松本のすべらない話 | 宮川大輔                 | （無し）                               |                | 36回目   | 「甲本雅裕」（三谷幸喜） |
| 人志松本のすべらない話 | 小籔千豊                 | （無し）                               |                | 21回目   | 「甲本雅裕」（三谷幸喜） |
| 人志松本のすべらない話 | 兵動大樹（矢野・兵動）   | （無し）                               | 兵動           | 20回目   | 「甲本雅裕」（三谷幸喜） |
| 人志松本のすべらない話 | 川島明（麒麟）           | （無し）                               | 川島           | 3回目    | 「甲本雅裕」（三谷幸喜） |
| 人志松本のすべらない話 | 山内健司（かまいたち）   | （無し）                               | 山内           | 3回目    | 「甲本雅裕」（三谷幸喜） |
| 人志松本のすべらない話 | 粗品（霜降り明星）       | （無し）                               | 粗品           | 3回目    | 「甲本雅裕」（三谷幸喜） |
| 人志松本のすべらない話 | 田中卓志（アンガールズ） | （無し）                               | 田中           | 2回目    | 「甲本雅裕」（三谷幸喜） |
| 人志松本のすべらない話 | 飯尾和樹（ずん）         | （無し）                               | 飯尾           | 初参戦   | 「甲本雅裕」（三谷幸喜） |
| 人志松本のすべらない話 | 三谷幸喜                 | ミスターコメディ 紫綬褒章              |                | 初参戦   | 「甲本雅裕」（三谷幸喜） |
| 人志松本のすべらない話 | 清塚信也                 | 型破りなおしゃべりピアニスト           |                | 初参戦   | 「甲本雅裕」（三谷幸喜） |
| 人志松本のすべらない話 | R-指定（Creepy Nuts）    | 才能段違いな最強べしゃりパンチライナー |                | 初参戦   | 「甲本雅裕」（三谷幸喜） |

| 番組タイトル           | プレーヤー                     | サイコロの表記  | 出演回数        | MVS                      |
| ---------------------- | ------------------------------ | --------------- | --------------- | ------------------------ |
| 人志松本のすべらない話 | THE FRONT STAGE                | THE FRONT STAGE | THE FRONT STAGE | 「個室ビデオ」（澤部佑） |
| 人志松本のすべらない話 | 松本人志（ダウンタウン）       |                 | 37回目          | 「個室ビデオ」（澤部佑） |
| 人志松本のすべらない話 | 千原ジュニア（千原兄弟）       |                 | 37回目          | 「個室ビデオ」（澤部佑） |
| 人志松本のすべらない話 | 宮川大輔                       |                 | 37回目          | 「個室ビデオ」（澤部佑） |
| 人志松本のすべらない話 | 兵動大樹（矢野・兵動）         | 兵動            | 21回目          | 「個室ビデオ」（澤部佑） |
| 人志松本のすべらない話 | 川島明（麒麟）                 | 川島            | 4回目           | 「個室ビデオ」（澤部佑） |
| 人志松本のすべらない話 | 粗品（霜降り明星）             | 粗品            | 4回目           | 「個室ビデオ」（澤部佑） |
| 人志松本のすべらない話 | 劇団ひとり                     | ひとり          | 2回目           | 「個室ビデオ」（澤部佑） |
| 人志松本のすべらない話 | せいや（霜降り明星）           | せいや          | 2回目           | 「個室ビデオ」（澤部佑） |
| 人志松本のすべらない話 | THE BACK STAGE                 |                 |                 | 「個室ビデオ」（澤部佑） |
| 人志松本のすべらない話 | 松本人志（ダウンタウン）       |                 | 37回目          | 「個室ビデオ」（澤部佑） |
| 人志松本のすべらない話 | 千原ジュニア（千原兄弟）       |                 | 37回目          | 「個室ビデオ」（澤部佑） |
| 人志松本のすべらない話 | 宮川大輔                       |                 | 37回目          | 「個室ビデオ」（澤部佑） |
| 人志松本のすべらない話 | 小籔千豊                       | 小籔            | 22回目          | 「個室ビデオ」（澤部佑） |
| 人志松本のすべらない話 | 田村亮（ロンドンブーツ1号2号） | 亮              | 初参戦          | 「個室ビデオ」（澤部佑） |
| 人志松本のすべらない話 | 渡辺隆（錦鯉）                 | 渡辺            | 初参戦          | 「個室ビデオ」（澤部佑） |
| 人志松本のすべらない話 | 森田哲矢（さらば青春の光）     | 森田            | 初参戦          | 「個室ビデオ」（澤部佑） |
| 人志松本のすべらない話 | 澤部佑（ハライチ）             | 澤部            | 初参戦          | 「個室ビデオ」（澤部佑） |
| 人志松本のすべらない話 | 空道太郎（ラフ次元）           |                 | 初参戦          | 「個室ビデオ」（澤部佑） |
| 人志松本のすべらない話 | 野村尚平（令和喜多みな実）     |                 | 初参戦          | 「個室ビデオ」（澤部佑） |

## 総集編
| 番組タイトル                      | 内容 |
| --------------------------------- | --- |
| 人志松本のすべらない話 ザ・傑作選 | 本来は21:00 - 23:10に放送の予定だったが、プロ野球日本シリーズ第6戦が延長となり遅れたため21:40 - 23:50に放送。 視聴者リクエストによる傑作選、「ジュニア千原と大輔宮川のすべらない話」も含めた過去のMVP/MVS受賞作品を完全放送。 松本、ジュニア、宮川による撮り下ろしトーク、MVP受賞者のみを集めた年末スペシャルの告知も行われた。 |

| 番組タイトル                                                           | 内容 |
| ---------------------------------------------------------------------- | --- |
| 土曜プレミアム 〜緊急特別企画！人志松本のすべらない話 ザ・大傑作選!!〜 | 東日本大震災の影響で延期となった『IPPON グランプリ 2011 春の陣』の代替として放送された。 視聴者や各界の番組ファンからのリクエスト、全8本のMVSを放送したほか、 松本、ジュニア、宮川による撮り下ろしトークやDVD未収録となる初公開の話もオンエアされた。 |

| 番組タイトル                                    | 内容 | 選ばれた話               | 選ばれた話                   | 選ばれた話                               |
| ----------------------------------------------- | --- | ------------------------ | ---------------------------- | ---------------------------------------- |
| 人志松本のすべらない話 珠玉の10話とその後の話SP | 第1弾から『10th year finalstage』までに披露された1356のすべらない話から 9話をVTRで紹介し、スタジオでその話し手が集い後日談+1話を語る特別版。 なお、ケンドーコバヤシはインフルエンザのため欠席。 この放送回で、星田が離婚した女性と復縁結婚したことが明らかになった。 | プレーヤー               | タイトル                     | 話が初披露された回                       |
| 人志松本のすべらない話 珠玉の10話とその後の話SP | 第1弾から『10th year finalstage』までに披露された1356のすべらない話から 9話をVTRで紹介し、スタジオでその話し手が集い後日談+1話を語る特別版。 なお、ケンドーコバヤシはインフルエンザのため欠席。 この放送回で、星田が離婚した女性と復縁結婚したことが明らかになった。 | 松本人志（ダウンタウン） | 「マンションの駐車場にて…」  | 第10弾（2007年6月2日放送）               |
| 人志松本のすべらない話 珠玉の10話とその後の話SP | 第1弾から『10th year finalstage』までに披露された1356のすべらない話から 9話をVTRで紹介し、スタジオでその話し手が集い後日談+1話を語る特別版。 なお、ケンドーコバヤシはインフルエンザのため欠席。 この放送回で、星田が離婚した女性と復縁結婚したことが明らかになった。 | 千原ジュニア（千原兄弟） | 「寝台列車にて…」            | プレミアムライブ福岡公演（2015年2月1日） |
| 人志松本のすべらない話 珠玉の10話とその後の話SP | 第1弾から『10th year finalstage』までに披露された1356のすべらない話から 9話をVTRで紹介し、スタジオでその話し手が集い後日談+1話を語る特別版。 なお、ケンドーコバヤシはインフルエンザのため欠席。 この放送回で、星田が離婚した女性と復縁結婚したことが明らかになった。 | 宮川大輔                 | 「姉の入浴を撮影」           | 第9弾（2007年3月27日放送）               |
| 人志松本のすべらない話 珠玉の10話とその後の話SP | 第1弾から『10th year finalstage』までに披露された1356のすべらない話から 9話をVTRで紹介し、スタジオでその話し手が集い後日談+1話を語る特別版。 なお、ケンドーコバヤシはインフルエンザのため欠席。 この放送回で、星田が離婚した女性と復縁結婚したことが明らかになった。 | 星田英利                 | 「ガス代」                   | 第16弾（2009年6月27日放送）              |
| 人志松本のすべらない話 珠玉の10話とその後の話SP | 第1弾から『10th year finalstage』までに披露された1356のすべらない話から 9話をVTRで紹介し、スタジオでその話し手が集い後日談+1話を語る特別版。 なお、ケンドーコバヤシはインフルエンザのため欠席。 この放送回で、星田が離婚した女性と復縁結婚したことが明らかになった。 | 河本準一（次長課長）     | 「犬のタロ吉」               | 第1弾（2004年12月28日放送）              |
| 人志松本のすべらない話 珠玉の10話とその後の話SP | 第1弾から『10th year finalstage』までに披露された1356のすべらない話から 9話をVTRで紹介し、スタジオでその話し手が集い後日談+1話を語る特別版。 なお、ケンドーコバヤシはインフルエンザのため欠席。 この放送回で、星田が離婚した女性と復縁結婚したことが明らかになった。 | 木村祐一                 | 「車屋さんのキクチ」         | 第10弾（2007年6月2日放送）               |
| 人志松本のすべらない話 珠玉の10話とその後の話SP | 第1弾から『10th year finalstage』までに披露された1356のすべらない話から 9話をVTRで紹介し、スタジオでその話し手が集い後日談+1話を語る特別版。 なお、ケンドーコバヤシはインフルエンザのため欠席。 この放送回で、星田が離婚した女性と復縁結婚したことが明らかになった。 | 兵動大樹（矢野・兵動）   | 「一等兵」                   | 第17弾（2009年12月26日放送）             |
| 人志松本のすべらない話 珠玉の10話とその後の話SP | 第1弾から『10th year finalstage』までに披露された1356のすべらない話から 9話をVTRで紹介し、スタジオでその話し手が集い後日談+1話を語る特別版。 なお、ケンドーコバヤシはインフルエンザのため欠席。 この放送回で、星田が離婚した女性と復縁結婚したことが明らかになった。 | 小籔千豊                 | 「スノーボード」             | 第21弾（2011年12月23日放送）             |
| 人志松本のすべらない話 珠玉の10話とその後の話SP | 第1弾から『10th year finalstage』までに披露された1356のすべらない話から 9話をVTRで紹介し、スタジオでその話し手が集い後日談+1話を語る特別版。 なお、ケンドーコバヤシはインフルエンザのため欠席。 この放送回で、星田が離婚した女性と復縁結婚したことが明らかになった。 | ケンドーコバヤシ         | 「タイガー・ジェット・シン」 | 第16弾（2009年6月27日放送）              |

| 番組タイトル                                     | 内容 |
| ------------------------------------------------ | --- |
| 土曜プレミアム 人志松本のすべらない話 ザ・ベスト | 過去約15年半にわたる放送のなかから厳選した数話ほか、松本が番組の発端などを語る撮り下ろし映像もオンエアされた。 また当時解散前であり、解散以来共演していなかった元SMAPの稲垣吾郎、香取慎吾（第29弾）、中居正広（第30弾）の出演シーン、および 香取の話「平成元年」では草彅剛、ジュニアの話「スター」では木村拓哉が登場し、間接的ではありながらSMAPが同じ番組に揃ったことで話題となった。 |

## オーディション特番
| 番組タイトル                                            | 放送日時                    | 出演者                         | 通過者                                                           |
| ------------------------------------------------------- | --------------------------- | ------------------------------ | ---------------------------------------------------------------- |
| 人志松本のすべらない話 真夜中のオーディション           | 2013年6月25日 26:20 - 27:50 | 千原ジュニア（千原兄弟）       | アントニー（マテンロウ） 第24弾（2013年6月29日放送）に出演。     |
| 人志松本のすべらない話 真夜中のオーディション           | 2013年6月25日 26:20 - 27:50 | 小籔千豊                       | アントニー（マテンロウ） 第24弾（2013年6月29日放送）に出演。     |
| 人志松本のすべらない話 真夜中のオーディション           | 2013年6月25日 26:20 - 27:50 | 岡田圭右（ますだおかだ）       | アントニー（マテンロウ） 第24弾（2013年6月29日放送）に出演。     |
| 人志松本のすべらない話 真夜中のオーディション           | 2013年6月25日 26:20 - 27:50 | 鈴木拓（ドランクドラゴン）     | アントニー（マテンロウ） 第24弾（2013年6月29日放送）に出演。     |
| ジュニア千原と大輔宮川のすべらない話 THE オーディション | 2019年7月20日 15:50 - 17:20 | 千原ジュニア（千原兄弟）       | 小林メロディ（ブリキカラス） 第34弾（2019年7月27日放送）に出演。 |
| ジュニア千原と大輔宮川のすべらない話 THE オーディション | 2019年7月20日 15:50 - 17:20 | 宮川大輔                       | 小林メロディ（ブリキカラス） 第34弾（2019年7月27日放送）に出演。 |
| ジュニア千原と大輔宮川のすべらない話 THE オーディション | 2019年7月20日 15:50 - 17:20 | 岩橋良昌（プラス・マイナス）   | 小林メロディ（ブリキカラス） 第34弾（2019年7月27日放送）に出演。 |
| ジュニア千原と大輔宮川のすべらない話 THE オーディション | 2019年7月20日 15:50 - 17:20 | 小林メロディ（ブリキカラス）   | 小林メロディ（ブリキカラス） 第34弾（2019年7月27日放送）に出演。 |
| ジュニア千原と大輔宮川のすべらない話 THE オーディション | 2019年7月20日 15:50 - 17:20 | 芝大輔（モグライダー）         | 小林メロディ（ブリキカラス） 第34弾（2019年7月27日放送）に出演。 |
| ジュニア千原と大輔宮川のすべらない話 THE オーディション | 2019年7月20日 15:50 - 17:20 | ショウきん                     | 小林メロディ（ブリキカラス） 第34弾（2019年7月27日放送）に出演。 |
| ジュニア千原と大輔宮川のすべらない話 THE オーディション | 2019年7月20日 15:50 - 17:20 | 野村尚平（令和喜多みな実）     | 小林メロディ（ブリキカラス） 第34弾（2019年7月27日放送）に出演。 |
| ジュニア千原と大輔宮川のすべらない話 THE オーディション | 2019年7月20日 15:50 - 17:20 | ピーナツ（ドーナツ・ピーナツ） | 小林メロディ（ブリキカラス） 第34弾（2019年7月27日放送）に出演。 |
| ジュニア千原と大輔宮川のすべらない話 THE オーディション | 2019年7月20日 15:50 - 17:20 | 本坊元児（ソラシド）           | 小林メロディ（ブリキカラス） 第34弾（2019年7月27日放送）に出演。 |
| ジュニア千原と大輔宮川のすべらない話 THE オーディション | 2019年7月20日 15:50 - 17:20 | 本美大（アンダーポイント）     | 小林メロディ（ブリキカラス） 第34弾（2019年7月27日放送）に出演。 |
| ジュニア千原と大輔宮川のすべらない話 THE オーディション | 2019年7月20日 15:50 - 17:20 | 盛山晋太郎（見取り図）         | 小林メロディ（ブリキカラス） 第34弾（2019年7月27日放送）に出演。 |
| ジュニア千原と大輔宮川のすべらない話 THE オーディション | 2020年1月11日 13:30 - 15:00 | 岩橋良昌（プラス・マイナス）   | 岩橋良昌（プラス・マイナス） 第35弾（2020年1月11日放送）に出演。 |
| ジュニア千原と大輔宮川のすべらない話 THE オーディション | 2020年1月11日 13:30 - 15:00 | おいでやす小田                 | 岩橋良昌（プラス・マイナス） 第35弾（2020年1月11日放送）に出演。 |
| ジュニア千原と大輔宮川のすべらない話 THE オーディション | 2020年1月11日 13:30 - 15:00 | 岡野陽一                       | 岩橋良昌（プラス・マイナス） 第35弾（2020年1月11日放送）に出演。 |
| ジュニア千原と大輔宮川のすべらない話 THE オーディション | 2020年1月11日 13:30 - 15:00 | 紺野ぶるま                     | 岩橋良昌（プラス・マイナス） 第35弾（2020年1月11日放送）に出演。 |
| ジュニア千原と大輔宮川のすべらない話 THE オーディション | 2020年1月11日 13:30 - 15:00 | みちお（トム・ブラウン）       | 岩橋良昌（プラス・マイナス） 第35弾（2020年1月11日放送）に出演。 |
| ジュニア千原と大輔宮川のすべらない話 THE オーディション | 2020年1月11日 13:30 - 15:00 | 西森洋一（モンスターエンジン） | 岩橋良昌（プラス・マイナス） 第35弾（2020年1月11日放送）に出演。 |
| ジュニア千原と大輔宮川のすべらない話 THE オーディション | 2020年1月11日 13:30 - 15:00 | 野村尚平（令和喜多みな実）     | 岩橋良昌（プラス・マイナス） 第35弾（2020年1月11日放送）に出演。 |
| ジュニア千原と大輔宮川のすべらない話 THE オーディション | 2020年1月11日 13:30 - 15:00 | 森田智裕（絶対的7%）           | 岩橋良昌（プラス・マイナス） 第35弾（2020年1月11日放送）に出演。 |
| ジュニア千原と大輔宮川のすべらない話 THE オーディション | 2020年1月11日 13:30 - 15:00 | 盛山晋太郎（見取り図）         | 岩橋良昌（プラス・マイナス） 第35弾（2020年1月11日放送）に出演。 |

## スピンオフ企画
『□□○○の◇◇◇話』シリーズは、全て本編同様姓名があべこべである。
松本以外のメンバーのすべらない話シリーズ
千原ジュニアや宮川大輔らがMCとなったすべらない話のシリーズ。
| 番組タイトル                         | 放送                                                  | 放送日時                     | プレーヤー                         | 備考 |
| ------------------------------------ | ----------------------------------------------------- | ---------------------------- | ---------------------------------- | --- |
| ジュニア千原のすべらない話           | CS・フジテレビ721                                     | 2007年8月25日 22:00 - 23:00  | 千原ジュニア（千原兄弟）           | 2009年11月7日に『人志松本のすべらない話ザ・大傑作選』の番宣のため 「チャンネルΣ」枠で地上波初放送された。 |
| ジュニア千原のすべらない話           | CS・フジテレビ721                                     | 2007年8月25日 22:00 - 23:00  | 綾部祐二（ピース）                 | 2009年11月7日に『人志松本のすべらない話ザ・大傑作選』の番宣のため 「チャンネルΣ」枠で地上波初放送された。 |
| ジュニア千原のすべらない話           | CS・フジテレビ721                                     | 2007年8月25日 22:00 - 23:00  | 小出水直樹（シャンプーハット）     | 2009年11月7日に『人志松本のすべらない話ザ・大傑作選』の番宣のため 「チャンネルΣ」枠で地上波初放送された。 |
| ジュニア千原のすべらない話           | CS・フジテレビ721                                     | 2007年8月25日 22:00 - 23:00  | 陣内智則                           | 2009年11月7日に『人志松本のすべらない話ザ・大傑作選』の番宣のため 「チャンネルΣ」枠で地上波初放送された。 |
| ジュニア千原のすべらない話           | CS・フジテレビ721                                     | 2007年8月25日 22:00 - 23:00  | 竹森巧（アップダウン）             | 2009年11月7日に『人志松本のすべらない話ザ・大傑作選』の番宣のため 「チャンネルΣ」枠で地上波初放送された。 |
| ジュニア千原のすべらない話           | CS・フジテレビ721                                     | 2007年8月25日 22:00 - 23:00  | ヤナギブソン（ザ・プラン9）        | 2009年11月7日に『人志松本のすべらない話ザ・大傑作選』の番宣のため 「チャンネルΣ」枠で地上波初放送された。 |
| ジュニア千原のすべらない話           | CS・フジテレビ721                                     | 2007年8月25日 22:00 - 23:00  | 若月徹（若月）                     | 2009年11月7日に『人志松本のすべらない話ザ・大傑作選』の番宣のため 「チャンネルΣ」枠で地上波初放送された。 |
| 大輔宮川のすべらない話               | CS・フジテレビ721                                     | 2007年9月22日 21:00 - 22:00  | 宮川大輔                           | |
| 大輔宮川のすべらない話               | CS・フジテレビ721                                     | 2007年9月22日 21:00 - 22:00  | 久保田和靖（とろサーモン）         | |
| 大輔宮川のすべらない話               | CS・フジテレビ721                                     | 2007年9月22日 21:00 - 22:00  | ケンドーコバヤシ                   | |
| 大輔宮川のすべらない話               | CS・フジテレビ721                                     | 2007年9月22日 21:00 - 22:00  | 竹若元博（バッファロー吾郎）       | |
| 大輔宮川のすべらない話               | CS・フジテレビ721                                     | 2007年9月22日 21:00 - 22:00  | 原西孝幸（FUJIWARA）               | |
| 大輔宮川のすべらない話               | CS・フジテレビ721                                     | 2007年9月22日 21:00 - 22:00  | 兵動大樹（矢野・兵動）             | |
| 大輔宮川のすべらない話               | CS・フジテレビ721                                     | 2007年9月22日 21:00 - 22:00  | 渡辺あつむ（ジャリズム）           | |
| ジュニア千原のすべらない話2          | CS・フジテレビ721                                     | 2008年12月14日 22:00 - 23:00 | 千原ジュニア（千原兄弟）           | |
| ジュニア千原のすべらない話2          | CS・フジテレビ721                                     | 2008年12月14日 22:00 - 23:00 | なだぎ武（ザ・プラン9）            | |
| ジュニア千原のすべらない話2          | CS・フジテレビ721                                     | 2008年12月14日 22:00 - 23:00 | 木下隆行（TKO）                    | |
| ジュニア千原のすべらない話2          | CS・フジテレビ721                                     | 2008年12月14日 22:00 - 23:00 | タケト（Bコース）                  | |
| ジュニア千原のすべらない話2          | CS・フジテレビ721                                     | 2008年12月14日 22:00 - 23:00 | 吉田敬（ブラックマヨネーズ）       | |
| ジュニア千原のすべらない話2          | CS・フジテレビ721                                     | 2008年12月14日 22:00 - 23:00 | 大悟（千鳥）                       | |
| ジュニア千原のすべらない話2          | CS・フジテレビ721                                     | 2008年12月14日 22:00 - 23:00 | 村上健志（フルーツポンチ）         | |
| 。ほっしゃんのすべらない話           | CS・フジテレビ721                                     | 2008年12月21日 22:00 - 23:00 | ほっしゃん。                       | |
| 。ほっしゃんのすべらない話           | CS・フジテレビ721                                     | 2008年12月21日 22:00 - 23:00 | 木村明浩（バッファロー吾郎）       | |
| 。ほっしゃんのすべらない話           | CS・フジテレビ721                                     | 2008年12月21日 22:00 - 23:00 | 兵動大樹（矢野・兵動）             | |
| 。ほっしゃんのすべらない話           | CS・フジテレビ721                                     | 2008年12月21日 22:00 - 23:00 | バカリズム                         | |
| 。ほっしゃんのすべらない話           | CS・フジテレビ721                                     | 2008年12月21日 22:00 - 23:00 | 塙宣之（ナイツ）                   | |
| 。ほっしゃんのすべらない話           | CS・フジテレビ721                                     | 2008年12月21日 22:00 - 23:00 | 中村英将（ゆったり感）             | |
| 。ほっしゃんのすべらない話           | CS・フジテレビ721                                     | 2008年12月21日 22:00 - 23:00 | 藤森慎吾（オリエンタルラジオ）     | |
| 大輔宮川のすべらない話2              | CS・フジテレビ721                                     | 2009年2月1日 22:00 - 23:00   | 宮川大輔                           | |
| 大輔宮川のすべらない話2              | CS・フジテレビ721                                     | 2009年2月1日 22:00 - 23:00   | 宮迫博之（雨上がり決死隊）         | |
| 大輔宮川のすべらない話2              | CS・フジテレビ721                                     | 2009年2月1日 22:00 - 23:00   | 原西孝幸（FUJIWARA）               | |
| 大輔宮川のすべらない話2              | CS・フジテレビ721                                     | 2009年2月1日 22:00 - 23:00   | 三又又三                           | |
| 大輔宮川のすべらない話2              | CS・フジテレビ721                                     | 2009年2月1日 22:00 - 23:00   | 有吉弘行                           | |
| 大輔宮川のすべらない話2              | CS・フジテレビ721                                     | 2009年2月1日 22:00 - 23:00   | 佐田正樹（バッドボーイズ）         | |
| 大輔宮川のすべらない話2              | CS・フジテレビ721                                     | 2009年2月1日 22:00 - 23:00   | RG（レイザーラモン）               | |
| 準一河本のすべらない話               | CS・フジテレビ721                                     | 2009年2月22日 22:00 - 23:00  | 河本準一（次長課長）               | |
| 準一河本のすべらない話               | CS・フジテレビ721                                     | 2009年2月22日 22:00 - 23:00  | ヒデ（ペナルティ）                 | |
| 準一河本のすべらない話               | CS・フジテレビ721                                     | 2009年2月22日 22:00 - 23:00  | 岩尾望（フットボールアワー）       | |
| 準一河本のすべらない話               | CS・フジテレビ721                                     | 2009年2月22日 22:00 - 23:00  | 入江慎也（カラテカ）               | |
| 準一河本のすべらない話               | CS・フジテレビ721                                     | 2009年2月22日 22:00 - 23:00  | 黒瀬純（パンクブーブー）           | |
| 準一河本のすべらない話               | CS・フジテレビ721                                     | 2009年2月22日 22:00 - 23:00  | 山田ルイ53世（髭男爵）             | |
| 準一河本のすべらない話               | CS・フジテレビ721                                     | 2009年2月22日 22:00 - 23:00  | 西森洋一（モンスターエンジン）     | |
| コバヤシケンドーのすべらない話       | CS・フジテレビ721                                     | 2009年3月8日 22:00 - 23:00   | ケンドーコバヤシ                   | |
| コバヤシケンドーのすべらない話       | CS・フジテレビ721                                     | 2009年3月8日 22:00 - 23:00   | 陣内智則                           | |
| コバヤシケンドーのすべらない話       | CS・フジテレビ721                                     | 2009年3月8日 22:00 - 23:00   | 高橋茂雄（サバンナ）               | |
| コバヤシケンドーのすべらない話       | CS・フジテレビ721                                     | 2009年3月8日 22:00 - 23:00   | 角田晃広（東京03）                 | |
| コバヤシケンドーのすべらない話       | CS・フジテレビ721                                     | 2009年3月8日 22:00 - 23:00   | 山里亮太（南海キャンディーズ）     | |
| コバヤシケンドーのすべらない話       | CS・フジテレビ721                                     | 2009年3月8日 22:00 - 23:00   | 西田幸治（笑い飯）                 | |
| コバヤシケンドーのすべらない話       | CS・フジテレビ721                                     | 2009年3月8日 22:00 - 23:00   | 山根良顕（アンガールズ）           | |
| ジュニア千原と大輔宮川のすべらない話 | フジテレビ                                            | 2009年9月29日 24:35 - 26:05  | 千原ジュニア（千原兄弟）           | この回のMVPをジュニアと大輔がそれぞれ選出し、 選ばれた三又と大溝が第17弾『5周年記念SP』に出演。           |
| ジュニア千原と大輔宮川のすべらない話 | フジテレビ                                            | 2009年9月29日 24:35 - 26:05  | 宮川大輔                           | この回のMVPをジュニアと大輔がそれぞれ選出し、 選ばれた三又と大溝が第17弾『5周年記念SP』に出演。           |
| ジュニア千原と大輔宮川のすべらない話 | フジテレビ                                            | 2009年9月29日 24:35 - 26:05  | 三又又三                           | この回のMVPをジュニアと大輔がそれぞれ選出し、 選ばれた三又と大溝が第17弾『5周年記念SP』に出演。           |
| ジュニア千原と大輔宮川のすべらない話 | フジテレビ                                            | 2009年9月29日 24:35 - 26:05  | 木本武宏（TKO）                    | この回のMVPをジュニアと大輔がそれぞれ選出し、 選ばれた三又と大溝が第17弾『5周年記念SP』に出演。           |
| ジュニア千原と大輔宮川のすべらない話 | フジテレビ                                            | 2009年9月29日 24:35 - 26:05  | 高橋茂雄（サバンナ）               | この回のMVPをジュニアと大輔がそれぞれ選出し、 選ばれた三又と大溝が第17弾『5周年記念SP』に出演。           |
| ジュニア千原と大輔宮川のすべらない話 | フジテレビ                                            | 2009年9月29日 24:35 - 26:05  | 吉田敬（ブラックマヨネーズ）       | この回のMVPをジュニアと大輔がそれぞれ選出し、 選ばれた三又と大溝が第17弾『5周年記念SP』に出演。           |
| ジュニア千原と大輔宮川のすべらない話 | フジテレビ                                            | 2009年9月29日 24:35 - 26:05  | 大溝清人（バッドボーイズ）         | この回のMVPをジュニアと大輔がそれぞれ選出し、 選ばれた三又と大溝が第17弾『5周年記念SP』に出演。           |
| ジュニア千原と大輔宮川のすべらない話 | フジテレビ                                            | 2009年9月29日 24:35 - 26:05  | 宇治原史規（ロザン）               | この回のMVPをジュニアと大輔がそれぞれ選出し、 選ばれた三又と大溝が第17弾『5周年記念SP』に出演。           |
| ジュニア千原と大輔宮川のすべらない話 | フジテレビ                                            | 2009年9月29日 24:35 - 26:05  | 大村朋宏（トータルテンボス）       | この回のMVPをジュニアと大輔がそれぞれ選出し、 選ばれた三又と大溝が第17弾『5周年記念SP』に出演。           |
| ジュニア千原と大輔宮川のすべらない話 | フジテレビ                                            | 2009年9月29日 24:35 - 26:05  | 春日俊彰（オードリー）             | この回のMVPをジュニアと大輔がそれぞれ選出し、 選ばれた三又と大溝が第17弾『5周年記念SP』に出演。           |
| ジュニア千原と大輔宮川のすべらない話 | フジテレビ                                            | 2009年9月29日 24:35 - 26:05  | 石田明（NON STYLE）                | この回のMVPをジュニアと大輔がそれぞれ選出し、 選ばれた三又と大溝が第17弾『5周年記念SP』に出演。           |
| ジュニア千原と大輔宮川のすべらない話 | フジテレビ                                            | 2009年9月29日 24:35 - 26:05  | 吉村崇（平成ノブシコブシ）         | この回のMVPをジュニアと大輔がそれぞれ選出し、 選ばれた三又と大溝が第17弾『5周年記念SP』に出演。           |
| ジュニア千原と大輔宮川のすべらない話 | フジテレビ                                            | 2009年9月29日 24:35 - 26:05  | 村上純（しずる）                   | この回のMVPをジュニアと大輔がそれぞれ選出し、 選ばれた三又と大溝が第17弾『5周年記念SP』に出演。           |
| ジュニア千原と大輔宮川のすべらない話 | フジテレビ                                            | 2009年9月29日 24:35 - 26:05  | 宮戸洋行（GAG少年楽団）            | この回のMVPをジュニアと大輔がそれぞれ選出し、 選ばれた三又と大溝が第17弾『5周年記念SP』に出演。           |
| 大輔宮川と準一河本のすべらない話     | フジテレビ・関東ローカル （「DO!深夜」枠）            | 2012年6月16日 25:50 - 26:50  | 宮川大輔                           | |
| 大輔宮川と準一河本のすべらない話     | フジテレビ・関東ローカル （「DO!深夜」枠）            | 2012年6月16日 25:50 - 26:50  | 河本準一（次長課長）               | |
| 大輔宮川と準一河本のすべらない話     | フジテレビ・関東ローカル （「DO!深夜」枠）            | 2012年6月16日 25:50 - 26:50  | 児嶋一哉（アンジャッシュ）         | |
| 大輔宮川と準一河本のすべらない話     | フジテレビ・関東ローカル （「DO!深夜」枠）            | 2012年6月16日 25:50 - 26:50  | 村田秀亮（とろサーモン）           | |
| 大輔宮川と準一河本のすべらない話     | フジテレビ・関東ローカル （「DO!深夜」枠）            | 2012年6月16日 25:50 - 26:50  | 村本大輔（ウーマンラッシュアワー） | |
| 大輔宮川と準一河本のすべらない話     | フジテレビ・関東ローカル （「DO!深夜」枠）            | 2012年6月16日 25:50 - 26:50  | 山下正行（おりがみ）               | |
| 大輔宮川と準一河本のすべらない話     | フジテレビ・関東ローカル （「DO!深夜」枠）            | 2012年6月16日 25:50 - 26:50  | 北見寛明（ベイビーギャング）       | |
| 大輔宮川と準一河本のすべらない話     | フジテレビ・関東ローカル （「DO!深夜」枠）            | 2012年6月16日 25:50 - 26:50  | 植野行雄（デニス）                 | |
| 大輔宮川と千豊小籔のすべらない話     | フジテレビ・関東ローカル （「ゴールデンブレイク」枠） | 2012年12月21日 25:35 - 26:35 | 宮川大輔                           | |
| 大輔宮川と千豊小籔のすべらない話     | フジテレビ・関東ローカル （「ゴールデンブレイク」枠） | 2012年12月21日 25:35 - 26:35 | 小籔千豊                           | |
| 大輔宮川と千豊小籔のすべらない話     | フジテレビ・関東ローカル （「ゴールデンブレイク」枠） | 2012年12月21日 25:35 - 26:35 | 児嶋一哉（アンジャッシュ）         | |
| 大輔宮川と千豊小籔のすべらない話     | フジテレビ・関東ローカル （「ゴールデンブレイク」枠） | 2012年12月21日 25:35 - 26:35 | 小出水直樹（シャンプーハット）     | |
| 大輔宮川と千豊小籔のすべらない話     | フジテレビ・関東ローカル （「ゴールデンブレイク」枠） | 2012年12月21日 25:35 - 26:35 | 小峠英二（バイきんぐ）             | |
| 大輔宮川と千豊小籔のすべらない話     | フジテレビ・関東ローカル （「ゴールデンブレイク」枠） | 2012年12月21日 25:35 - 26:35 | 入江慎也（カラテカ）               | |
| 大輔宮川と千豊小籔のすべらない話     | フジテレビ・関東ローカル （「ゴールデンブレイク」枠） | 2012年12月21日 25:35 - 26:35 | 山内健司（かまいたち）             | |
| 大輔宮川と千豊小籔のすべらない話     | フジテレビ・関東ローカル （「ゴールデンブレイク」枠） | 2012年12月21日 25:35 - 26:35 | 大波康平（タモンズ）               | |
| 大輔宮川と千豊小籔のすべらない話     | フジテレビ・関東ローカル （「ゴールデンブレイク」枠） | 2012年12月21日 25:35 - 26:35 | 斉藤慎二（ジャングルポケット）     | |
| 大輔宮川と千豊小籔のすべらない話     | フジテレビ・関東ローカル （「ゴールデンブレイク」枠） | 2012年12月21日 25:35 - 26:35 | 野村尚平（プリマ旦那）             | |
| 千豊小籔のすべらない話               | フジテレビ・関東ローカル （「チャンネルΣ」枠）        | 2014年6月28日 10:45 - 11:40  | 小籔千豊                           | |
| 千豊小籔のすべらない話               | フジテレビ・関東ローカル （「チャンネルΣ」枠）        | 2014年6月28日 10:45 - 11:40  | 池乃めだか                         | |
| 千豊小籔のすべらない話               | フジテレビ・関東ローカル （「チャンネルΣ」枠）        | 2014年6月28日 10:45 - 11:40  | 飯尾和樹（ずん）                   | |
| 千豊小籔のすべらない話               | フジテレビ・関東ローカル （「チャンネルΣ」枠）        | 2014年6月28日 10:45 - 11:40  | 清水けんじ                         | |
| 千豊小籔のすべらない話               | フジテレビ・関東ローカル （「チャンネルΣ」枠）        | 2014年6月28日 10:45 - 11:40  | すっちー                           | |
| 千豊小籔のすべらない話               | フジテレビ・関東ローカル （「チャンネルΣ」枠）        | 2014年6月28日 10:45 - 11:40  | ノブ小池（千鳥）                   | |
| 千豊小籔のすべらない話               | フジテレビ・関東ローカル （「チャンネルΣ」枠）        | 2014年6月28日 10:45 - 11:40  | 宇都宮まき                         | |

人志松本のゆるせない話シリーズ
納得のいかない話や許せない怒りのエピソードを展開していく派生企画の特番。
“怒”という字のオブジェが置かれたセットで、出演者の背後に掲示された100個の「ゆるせない話のタイトル」が書かれたボードから松本が1つを選択し、そのタイトルの怒りエピソードを持っている者が話す。話し終えるとその者が次のタイトルボードを選択、以降リレー形式で繋いでいく。
この企画はのちにスタートしたスピンオフ番組『人志松本の○○な話』に引き継がれた。
| 番組タイトル            | 放送日時                     | 出演者                           |
| ----------------------- | ---------------------------- | -------------------------------- |
| 人志松本のゆるせない話  | 2008年2月25日 25:25 - 26:25  | 松本人志（ダウンタウン）         |
| 人志松本のゆるせない話  | 2008年2月25日 25:25 - 26:25  | 千原ジュニア（千原兄弟）         |
| 人志松本のゆるせない話  | 2008年2月25日 25:25 - 26:25  | 木村祐一                         |
| 人志松本のゆるせない話  | 2008年2月25日 25:25 - 26:25  | 光浦靖子（オアシズ）             |
| 人志松本のゆるせない話  | 2008年2月25日 25:25 - 26:25  | たむらけんじ                     |
| 人志松本のゆるせない話  | 2008年2月25日 25:25 - 26:25  | 綾部祐二（ピース）               |
| 人志松本のゆるせない話2 | 2008年6月16日 25:10 - 26:10  | 松本人志（ダウンタウン）         |
| 人志松本のゆるせない話2 | 2008年6月16日 25:10 - 26:10  | 千原ジュニア（千原兄弟）         |
| 人志松本のゆるせない話2 | 2008年6月16日 25:10 - 26:10  | 藤本敏史（FUJIWARA）             |
| 人志松本のゆるせない話2 | 2008年6月16日 25:10 - 26:10  | 有野晋哉（よゐこ）               |
| 人志松本のゆるせない話2 | 2008年6月16日 25:10 - 26:10  | ハチミツ二郎（東京ダイナマイト） |
| 人志松本のゆるせない話2 | 2008年6月16日 25:10 - 26:10  | タケト（Bコース）                |
| 人志松本のゆるせない話3 | 2008年9月26日 25:05 - 26:05  | 松本人志（ダウンタウン）         |
| 人志松本のゆるせない話3 | 2008年9月26日 25:05 - 26:05  | 千原ジュニア（千原兄弟）         |
| 人志松本のゆるせない話3 | 2008年9月26日 25:05 - 26:05  | 木村祐一                         |
| 人志松本のゆるせない話3 | 2008年9月26日 25:05 - 26:05  | 千原せいじ（千原兄弟）           |
| 人志松本のゆるせない話3 | 2008年9月26日 25:05 - 26:05  | 木本武宏（TKO）                  |
| 人志松本のゆるせない話3 | 2008年9月26日 25:05 - 26:05  | バカリズム                       |
| 人志松本のゆるせない話3 | 2008年9月26日 25:05 - 26:05  | くわばたりえ（クワバタオハラ）   |
| 人志松本のゆるせない話4 | 2008年12月29日 25:05 - 26:05 | 松本人志（ダウンタウン）         |
| 人志松本のゆるせない話4 | 2008年12月29日 25:05 - 26:05 | 千原ジュニア（千原兄弟）         |
| 人志松本のゆるせない話4 | 2008年12月29日 25:05 - 26:05 | 松嶋尚美（オセロ）               |
| 人志松本のゆるせない話4 | 2008年12月29日 25:05 - 26:05 | 後藤輝基（フットボールアワー）   |
| 人志松本のゆるせない話4 | 2008年12月29日 25:05 - 26:05 | 八木真澄（サバンナ）             |
| 人志松本のゆるせない話4 | 2008年12月29日 25:05 - 26:05 | 菊池智義（ポテト少年団）         |
| 人志松本のゆるせない話4 | 2008年12月29日 25:05 - 26:05 | 加藤歩（ザブングル）             |

兵動・小籔のおしゃべり一本勝負 〜すべらない話MVSの2人〜
2009年1月時点で唯一2度MVSを受賞した経験を持つ兵動大樹（矢野・兵動）と小籔千豊によるトーク番組。
2009年1月31日にCS・フジテレビTWOにてパイロット版を放送したのち月1回のレギュラー化。同年10月21日にはDVD化された。
開催されたトークライブについては下記を参照。
| 公演日        | 公演名                                                                | 会場                                                   | 出演者                          |
| ------------- | --------------------------------------------------------------------- | ------------------------------------------------------ | ------------------------------- |
| 2009年11月1日 | 兵動・小籔のおしゃべり一本勝負 〜すべらない話MVSの2人〜               | 東京・フジテレビ本社1階 シアターモール内マルチシアター | 兵動大樹（矢野・兵動） 小籔千豊 |
| 2010年3月15日 | DVD「兵動・小籔のおしゃべり一本勝負 其の弐」発売記念 トーク＆サイン会 | 大阪・タワーレコード難波店                             | 兵動大樹（矢野・兵動） 小籔千豊 |
| 2013年1月19日 | 兵動・小籔のおしゃべり1本勝負                                         | 愛知県・東別院ホール                                   | 兵動大樹（矢野・兵動） 小籔千豊 |
| 2015年3月15日 | 兵動・小籔のおしゃべり1本勝負                                         | 宮城・仙台電力ホール                                   | 兵動大樹（矢野・兵動） 小籔千豊 |
| 2015年5月24日 | 兵動・小籔のおしゃべり1本勝負                                         | 福岡・ももちパレス大ホール                             | 兵動大樹（矢野・兵動） 小籔千豊 |
| 2015年7月19日 | 兵動・小籔のおしゃべり1本勝負                                         | 宮崎・日向市文化交流センター                           | 兵動大樹（矢野・兵動） 小籔千豊 |
| 2016年2月13日 | 兵動・小籔のおしゃべり1本勝負 in シンガポール                         | シンガポール・ヴィクトリアコンサートホール             | 兵動大樹（矢野・兵動） 小籔千豊 |

人志松本のすべらない話 特別編「男と女にまつわるゆるせない話」
2013年8月3日から4日にかけて放送された『FNS27時間テレビ 女子力全開2013 乙女の笑顔が明日をつくる!!』内の1コーナー。
『すべらない話』のセットのもと出演者が男芸人チームと女芸人チームに分かれ、それぞれ異性のゆるせない話を披露するという趣旨。
| 放送日時     | 出演者                         |
| ------------ | ------------------------------ |
| 2013年8月4日 | MC                             |
| 2013年8月4日 | 松本人志（ダウンタウン）       |
| 2013年8月4日 | プレーヤー                     |
| 2013年8月4日 | 千原ジュニア（千原兄弟）       |
| 2013年8月4日 | 宮川大輔                       |
| 2013年8月4日 | 小籔千豊                       |
| 2013年8月4日 | 渡部建（アンジャッシュ）       |
| 2013年8月4日 | 秋山竜次（ロバート）           |
| 2013年8月4日 | 山里亮太（南海キャンディーズ） |
| 2013年8月4日 | バカリズム                     |
| 2013年8月4日 | 博多大吉（博多華丸・大吉）     |
| 2013年8月4日 | 西野亮廣（キングコング）       |
| 2013年8月4日 | 光浦靖子（オアシズ）           |
| 2013年8月4日 | 大久保佳代子（オアシズ）       |
| 2013年8月4日 | 大島美幸（森三中）             |
| 2013年8月4日 | 村上知子（森三中）             |
| 2013年8月4日 | 黒沢かずこ（森三中）           |
| 2013年8月4日 | 椿鬼奴                         |
| 2013年8月4日 | 友近                           |
| 2013年8月4日 | 近藤春菜（ハリセンボン）       |
| 2013年8月4日 | 渡辺直美                       |

ダウンタウンなう 特別編「人志松本の酒のツマミになる話」
ダウンタウンのレギュラー番組『ダウンタウンなう』内で2020年8月21日から不定期で放送されている企画。松本の両サイドにはコンビ芸人が座り、松本の左側(下手)の芸人が進行役を務める。
“酒のツマミになるような話なら何をしゃべってもＯＫ”という緩いルールのもと、芸人・タレントから俳優・文化人に至るまで様々なジャンルのメンバーが、各々好きなお酒を飲みながら酒の席が盛り上がる本音トークを繰り広げる。なのでプレーヤーは、自分の話が終わった後「皆さんはどうですか？」「皆さんはこんなことありますか？」など、自分の話に関連したテーマを他のプレーヤーに対し振っていくことになる。
本家『すべらない話』のセットを使用しているが、中央に飾っている松本の肖像画がＴシャツ姿になっていたり、黒いサイコロではなく特製のビアボトルを回してプレーヤーを決めるなど、細部に違いが見られる。また、新型コロナウイルス感染対策としてプレーヤーの間にアクリル板が設置されている。
| 放送日時                                            | 出演者 |
| --------------------------------------------------- | ------ |
| 2020年8月21日                                       |        |
| 松本人志（ダウンタウン）                            |        |
| 大悟・ノブ（千鳥）※進行役はノブ                     |        |
| 川島明（麒麟）                                      |        |
| 小池栄子                                            |        |
| 千賀健永（Kis-My-Ft2）                              |        |
| ファーストサマーウイカ                              |        |
| 2020年9月18日                                       |        |
| 松本人志（ダウンタウン）                            |        |
| 大悟・ノブ（千鳥）※進行役はノブ                     |        |
| 大竹一樹（さまぁ〜ず）                              |        |
| 河合郁人（A.B.C-Z）                                 |        |
| せいや（霜降り明星）                                |        |
| 夏菜                                                |        |
| 古市憲寿                                            |        |
| 2020年10月16日                                      |        |
| 松本人志（ダウンタウン）                            |        |
| 大悟・ノブ（千鳥）※進行役はノブ                     |        |
| 朝日奈央                                            |        |
| 川谷絵音                                            |        |
| 柴田英嗣（アンタッチャブル）                        |        |
| 三浦翔平                                            |        |
| 若槻千夏                                            |        |
| 2020年10月23日                                      |        |
| 松本人志（ダウンタウン）                            |        |
| 大悟・ノブ（千鳥）※進行役はノブ                     |        |
| 飯尾和樹（ずん）                                    |        |
| 城田優                                              |        |
| 鈴木紗理奈                                          |        |
| 中尾明慶                                            |        |
| 福田麻貴（3時のヒロイン）                           |        |
| 2020年11月13日                                      |        |
| 松本人志（ダウンタウン）                            |        |
| 大悟・ノブ（千鳥）※進行役はノブ                     |        |
| 赤江珠緒                                            |        |
| 小澤征悦                                            |        |
| 小宮浩信（三四郎）                                  |        |
| デーブ・スペクター                                  |        |
| 2020年11月20日                                      |        |
| 松本人志（ダウンタウン）                            |        |
| 大悟・ノブ（千鳥）※進行役はノブ                     |        |
| 青山テルマ                                          |        |
| 尾木直樹                                            |        |
| 粗品(霜降り明星)                                    |        |
| 高橋真麻                                            |        |
| 2020年12月18日                                      |        |
| しゃべり過ぎちゃったSP(未公開総集編)                |        |
| 2021年1月15日                                       |        |
| 松本人志（ダウンタウン）                            |        |
| 大竹一樹・三村マサカズ（さまぁ〜ず）※進行役は三村   |        |
| 安斉かれん                                          |        |
| ファーストサマーウイカ                              |        |
| 古田新太                                            |        |
| 又吉直樹（ピース）                                  |        |
| 2021年1月29日                                       |        |
| 松本人志（ダウンタウン）                            |        |
| 大竹一樹・三村マサカズ（さまぁ〜ず）※進行役は三村   |        |
| 大橋未歩                                            |        |
| 佐藤隆太                                            |        |
| Matt                                                |        |
| 丸山桂里奈                                          |        |
| 2021年2月5日                                        |        |
| 松本人志（ダウンタウン）                            |        |
| 大悟・ノブ（千鳥）※進行役はノブ                     |        |
| 狩野英孝                                            |        |
| 坂井真紀                                            |        |
| 野呂佳代                                            |        |
| 三宅健                                              |        |
| 2021年2月12日                                       |        |
| 松本人志（ダウンタウン）                            |        |
| 大悟・ノブ（千鳥）※進行役はノブ                     |        |
| 二階堂高嗣（Kis-My-Ft2）                            |        |
| 藤田ニコル                                          |        |
| 藤本敏史（FUJIWARA）                                |        |
| 藤原紀香                                            |        |
| 2021年2月19日                                       |        |
| 松本人志（ダウンタウン）                            |        |
| 柴田英嗣・山崎弘也（アンタッチャブル）※進行役は柴田 |        |
| 岡田結実                                            |        |
| 高橋メアリージュン                                  |        |
| 田中卓志（アンガールズ）                            |        |
| 宮田俊哉（Kis-My-Ft2）                              |        |
| 2021年2月26日                                       |        |
| 松本人志（ダウンタウン）                            |        |
| 柴田英嗣・山崎弘也（アンタッチャブル）※進行役は柴田 |        |
| 岡崎体育                                            |        |
| 神田愛花                                            |        |
| 清塚信也                                            |        |
| トリンドル玲奈                                      |        |

## ライブイベント
「人志松本のすべらない話」プレミアムライブ（2014年4月〜2015年3月）〜
放送開始10周年目を迎えた2014年、「すべらないYEAR」と銘打ち全国7ヶ所でのライブ公演が行われた。
初回の尼崎公演のみ松本ら出演者のほかオーディションで選抜された若手芸人も客席におり、サイコロで「★」の目が出た際に彼らの出番になるというルールが設けられた。
公演はのちにDVD化している（「DVD」を参照）。
| 公演日         | 公演名   | 会場                       | 出演者 |
| -------------- | -------- | -------------------------- | --- |
| 2014年4月29日  | 尼崎公演 | あましんアルカイックホール | 松本人志（ダウンタウン） 千原ジュニア（千原兄弟） 宮川大輔 小籔千豊 宮迫博之（雨上がり決死隊） 兵動大樹（矢野・兵動）                                              |
| 2014年4月29日  | 尼崎公演 | あましんアルカイックホール | 若手選抜枠 |
| 2014年4月29日  | 尼崎公演 | あましんアルカイックホール | 浜本広晃（テンダラー） 宇都宮まき 長田融季（りあるキッズ） 武智（スーパーマラドーナ） 河内慎太郎（ジョニーレオポン） ゆりやんレトリィバァ 高本剛志（雷ジャクソン） |
| 2014年7月13日  | 札幌公演 | 札幌市民ホール             | 松本人志（ダウンタウン） 千原ジュニア（千原兄弟） 宮川大輔 兵動大樹（ 矢野・兵動） 月亭方正 種馬マン、ホルスタイン・モリ夫（モリマン）                             |
| 2014年8月9日   | 東京公演 | Zepp DiverCity TOKYO       | 松本人志（ダウンタウン） 千原ジュニア（千原兄弟） 宮川大輔 小籔千豊 星田英利 宮迫博之（雨上がり決死隊） 綾部祐二、又吉直樹（ピース）                               |
| 2014年9月7日   | 仙台公演 | イズミティ21               | 松本人志（ダウンタウン） 千原ジュニア（千原兄弟） 宮川大輔 星田英利 ケンドーコバヤシ 河本準一（次長課長） 木村祐一 三又又三                                        |
| 2014年12月21日 | 大阪公演 | なんばグランド花月         | 松本人志（ダウンタウン） 千原ジュニア（千原兄弟） 宮川大輔 小籔千豊 兵動大樹（ 矢野・兵動） 宮迫博之（雨上がり決死隊） 礼二（中川家） てつじ（シャンプーハット）   |
| 2015年2月1日   | 福岡公演 | 福岡市民会館               | 松本人志（ダウンタウン） 千原ジュニア（千原兄弟） 兵動大樹（矢野・兵動） 小籔千豊 博多華丸、博多大吉（博多華丸・大吉） 秋山竜次（ロバート）                        |
| 2015年3月27日  | 沖縄公演 | 国立劇場おきなわ           | 松本人志（ダウンタウン） 千原ジュニア（千原兄弟） 宮川大輔 星田英利 木村祐一 宮迫博之（雨上がり決死隊） ケンドーコバヤシ                                           |

ジュニア千原と大輔宮川と千豊小籔のすべらない話THE LIVE 2021（2021年9月4日）
番組初となる生配信ライブイベント。エンディングでは「MVS」と、視聴者投票による「MSS（Most 視聴者が選ぶすべらない）」が発表され、せいや（霜降り明星）がダブル受賞を果たした。
カルマ、ナジャ、村西はサイコロで「★」が出た際に登場して披露する招待プレイヤー枠で出演。
| 公演日       | 出演者 | MVS                          | MSS                          |
| ------------ | --- | ---------------------------- | ---------------------------- |
| 2021年9月4日 | 千原ジュニア（千原兄弟） 宮川大輔 小籔千豊 ケンドーコバヤシ 川島明（麒麟） 山内健司（かまいたち） せいや（霜降り明星） サーヤ（ラランド） | 「自転車での夜道」（せいや） | 「自転車での夜道」（せいや） |
| 2021年9月4日 | 招待プレイヤー | 「自転車での夜道」（せいや） | 「自転車での夜道」（せいや） |
| 2021年9月4日 | カルマ ナジャ・グランディーバ 村西とおる                                                                                                  | 「自転車での夜道」（せいや） | 「自転車での夜道」（せいや） |

## DVD
第5弾の放送で番組のDVD化が決定したことを発表。のちに50万枚を超える大ヒットとなり、フジテレビの単巻記録を塗り替えるとともに番組の認知度を格段に上げた。
2007年6月27日には第3弾「人志松本のすべらない話 其之参」が発売され、その初回出荷の時点でシリーズ累計出荷本数が100万本を突破した。
2008年9月24日発売の『人志松本のすべらない話 ザ・ゴールデン』は7.2万枚を売り上げシリーズ5作連続で総合DVDランキング首位となる大ヒットを記録。
2010年6月23日発売の『人志松本のすべらない話 ザ・ゴールデン4』は発売初週で2.1万枚を売上げ、オリコン週間DVDランキングで『ザ・ゴールデン』から1年9カ月ぶりとなる通算6作目の総合第1位となっている。バラエティー・お笑い部門でもシリーズ全て首位を記録しザ・ゴールデン4で通算9作目、5年連続首位記録となる。
2009年11月7日放送の『人志松本のすべらない話 ザ・大傑作選』ではシリーズ合わせて260万枚の売り上げを記録したことが発表された。
| 発売日         | タイトル                                                                   | 収録されている回                                                | 規格品番              |
| -------------- | -------------------------------------------------------------------------- | --------------------------------------------------------------- | --------------------- |
| 2006年6月28日  | 人志松本のすべらない話                                                     | 第1弾、第2弾                                                    | YRBN-13126            |
| 2006年12月13日 | 人志松本のすべらない話 其之弐                                              | 第3弾、第4弾                                                    | YRBN-13145            |
| 2007年6月27日  | 人志松本のすべらない話 其之参                                              | 第5弾、第6弾                                                    | YRBN-90001            |
| 2008年3月26日  | 人志松本のすべらない話 其之四                                              | 第7弾、第8弾                                                    | YRBN-90027            |
| 2008年9月24日  | 人志松本のすべらない話 ザ・ゴールデン                                      | 第10弾                                                          | YRBN-90033            |
| 2009年1月1日   | 人志松本のすべらない話 其之伍                                              | 第9弾、第11弾、第13弾                                           | YRBN-90046            |
| 2009年6月24日  | 人志松本のすべらない話 ザ・ゴールデン2                                     | 第12弾                                                          | YRBN-90069            |
| 2010年1月1日   | 人志松本のすべらない話 ザ・ゴールデン3                                     | 第14弾                                                          | YRBN-90091            |
| 2010年6月23日  | 人志松本のすべらない話 ザ・ゴールデン4                                     | 第15弾                                                          | YRBN-90113            |
| 2010年12月24日 | 人志松本のすべらない話 ザ・ゴールデン5                                     | 第16弾                                                          | YRBN-90158            |
| 2011年6月25日  | 人志松本のすべらない話 夢のオールスター戦 歴代MVP全員集合スペシャル        | 第17弾                                                          | YRBN-90239            |
| 2011年12月22日 | 人志松本のすべらない話 お前ら、やれんのか!! 史上最多!初参戦9人!!スペシャル | 第18弾                                                          | YRBN-90354            |
| 2012年6月23日  | 人志松本のすべらない話 聖夜スペシャル                                      | 第19弾                                                          | YRBN-90431            |
| 2013年6月29日  | 人志松本のすべらない話2012歳末大感謝祭 完全版!                             | 第23弾                                                          | YRBN-90610            |
| 2014年1月11日  | 人志松本のすべらない話 第24回大会完全版                                    | 第24弾、真夜中のオーディション完全版                            | YRBN-90681 YRBN-90682 |
| 2014年6月25日  | 人志松本のすべらない話10周年突入！MVS全員集合 完全版                       | 第25弾                                                          | YRBN-90776            |
| 2015年2月4日   | 人志松本のすべらない話 10周年Anniversary完全版                             | 第26弾                                                          | YRBN-90896            |
| 2016年1月13日  | 人志松本のすべらない話 第28回大会 完全版                                   | 第28弾                                                          | YRBN-91013            |
| 2017年1月11日  | 人志松本のすべらない話 30回記念大会 完全版                                 | 第30弾                                                          | YRBN-91101            |
| 2018年1月10日  | 人志松本のすべらない話 第31回大会完全版                                    | 第31弾                                                          | YRBN-91192            |
| 2020年1月22日  | 人志松本のすべらない話 第32回大会 完全版                                   | 第32弾                                                          | YRBN-91372            |
| 2021年1月27日  | 人志松本のすべらない話 第33回大会 完全版                                   | 第33弾                                                          | YRBN-91429            |
| 2022年2月2日   | 人志松本のすべらない話 第34回大会完全版                                    | 第34弾、ジュニア千原と大輔宮川のすべらない話 THE オーディション | YRBN-91495 YRBN-91496 |

| 発売日                         | タイトル                                                                                                | 規格品番                       |
| 松本以外のすべらない話シリーズ | 松本以外のすべらない話シリーズ                                                                          | 松本以外のすべらない話シリーズ |
| ------------------------------ | --- | ------------------------------ |
| 2008年1月16日                  | ジュニア千原のすべらない話                                                                              | YRBN-90021                     |
| 2008年1月16日                  | 大輔宮川のすべらない話                                                                                  | YRBN-90022                     |
| 2009年2月11日                  | ジュニア千原のすべらない話2                                                                             | YRBN-90047                     |
| 2009年2月11日                  | 。ほっしゃんのすべらない話                                                                              | YRBN-90048                     |
| 2009年3月18日                  | 大輔宮川のすべらない話2                                                                                 | YRBN-13145                     |
| 2009年3月30日                  | 準一河本のすべらない話                                                                                  | YRBN-90053                     |
| 2009年3月30日                  | コバヤシケンドーのすべらない話                                                                          | YRBN-90054                     |
| 2009年11月18日                 | ジュニア千原と大輔宮川のすべらない話                                                                    | YRBN-90083                     |
| 2014年3月21日                  | 人志松本のすべらない話10周年特別企画 大輔宮川のすべらない話を掘り起こす旅 〜素顔の宮川大輔に2日間密着〜 | YRBN-90734                     |
| 2015年6月17日                  | 千豊小籔のすべらない話                                                                                  | YRBN-90897                     |
| 人志松本のゆるせない話         | |                                |
| 2010年3月10日                  | 元祖 人志松本のゆるせない話（上巻）                                                                     | YRBN-90095                     |
| 2010年3月10日                  | 元祖 人志松本のゆるせない話（下巻）                                                                     | YRBN-90102                     |
| 兵動・小籔のおしゃべり1本勝負  | |                                |
| 2009年10月21日                 | 兵動・小籔のおしゃべり一本勝負 其の壱                                                                   | YRBY-90166                     |
| 2009年2月24日                  | 兵動・小籔のおしゃべり一本勝負 其の弐                                                                   | YRBY-90209                     |
| 2010年10月27日                 | 兵動・小籔のおしゃべり一本勝負 其の参                                                                   | YRBY-90318                     |
| 2010年10月27日                 | 兵動・小籔のおしゃべり一本勝負 其の四                                                                   | YRBY-90319                     |
| 2015年10月14日                 | 兵動・小籔のおしゃべり一本勝負ライブ                                                                    | YRBN-90979                     |

| 発売日         | タイトル                                 | 規格品番              |
| -------------- | ---------------------------------------- | --------------------- |
| 2014年12月17日 | 人志松本のすべらない話 プレミアムライブ  | YRBN-90881 YRBN-90882 |
| 2015年8月26日  | 人志松本のすべらない話 プレミアムライブ2 | YRBN-90981 YRBN-90982 |

| 発売日         | タイトル                                                         | 内容 | 規格品番                                    |
| -------------- | ---------------------------------------------------------------- | --- | ------------------------------------------- |
| 2013年1月30日  | 人志松本のすべらない話 THE BEST                                  | 過去放送から厳選された88話を収録。 | YRBX-687 YRBX-688 YRBX-689                  |
| 2012年11月21日 | 人志松本のすべらない話 333万枚突破記念 3大会収録 完全生産限定BOX | 第20弾、第21弾、第22弾 スピンオフ番組『大輔宮川と準一河本のすべらない話』も収録。                                                                        | YRBN-90508 YRBN-90509 YRBN-90510 YRBN-90511 |
| 2016年7月27日  | 9人で選んだ40の人志松本のすべらない話                            | 松本人志、千原ジュニア、宮川大輔、星田英利、 河本準一、ケンドーコバヤシ、兵動大樹、小籔千豊、 木村祐一の9人が 過去の放送からもう一度見たい話をセレクト。 | YRBN-91063 YRBN-91064                       |

## 他番組でのパロディ
| タイトル                       | 番組名・放送日時等                                                         | 概要 |
| ------------------------------ | -------------------------------------------------------------------------- | --- |
| バナナマン日村のすべる話       | 『リンカーン』 2007年4月24日放送                                           | |
| 哲朗出川のすべる話             | 『リンカーン』 2007年9月18日放送                                           | |
| ショージ村上のすべる話         | 『リンカーン』 2008年5月13日放送                                           | |
| 啓史平畠のすべるかもしれない話 | CS・ヨシモトファンダンゴTV『ヨシモト∞』 2007年2月28日、2007年3月14日放送   | |
| 竜兵上島のオチのない話         | テレ朝チャンネル『ダチョ・リブレ』                                         | |
| 晋也上田のハンパねぇ質問       | ニッポン放送『くりぃむしちゅーのオールナイトニッポン』                     | |
| 秀晴江頭のすべらない話         | テレビ朝日『『ぷっ』すま』内「物件拝見トレジャーバトル」 2009年2月17日放送 | |
| 幸朗人生のすべらない話         | 毎日放送（MBS）『よしもとものまねGP』 2009年2月21日放送                    | 人生幸朗に扮した大平サブローがMCのパロディコーナー。                                                                               |
| たかじんやしきのすべらない話   | 関西テレビ『たかじん胸いっぱい』 2010年1月30日放送                         | |
| 隆史岡村の笑い話               | ニッポン放送『ナインティナインのオールナイトニッポン』                     | |
| みなみ高橋のすべる話           | テレビ東京『週刊AKB』DVD特典映像内の企画                                   | |
| 家康徳川の統べりたい話         | tvk・チバテレ等『戦国鍋TV 〜なんとなく歴史が学べる映像〜』                 | |
| さゆみ道重のすべらない話       | TBS『あいまいナ!』 2011年2月18日放送                                       | |
| 貴弘尾形のすべらない話？       | フジテレビ『まっちゃんねる』 2020年10月24日放送                            | 『まっちゃんねる』本編では放送時間の都合上カットされた為、同局『ダウンタウンなう』（2020年12月18日放送）内で未公開映像として放送。 |

## スタッフ
- 企画：松本人志
- 構成：小杉四駆郎、石舘光太郎、小笠原英樹
- ナレーター
若本規夫（番組スタート当初から『すべらない話』のメインナレーションを担当、『ゆるせない話』と『○○な話』以外のスピンオフ番組でもメインナレーションを担当している）
レニー・ハート（年末拡大スペシャル及びザ・ゴールデンの入場コールを中心に担当）
- セットデザイン：鈴木賢太
- 大道具：松本達也
- アクリル装飾：谷口航平
- 電飾：白鳥雄一
- 装飾：百瀬貴弥
- アートフレーム：石井智之
- 生花装飾：荒川直史
- メイク：山田かつら
- スタイリスト：高堂のりこ（松本人志担当）
- プロデューサー：萬匠祐基、池田拓也
- 演出：日置祐貴
- チーフプロデューサー：矢﨑裕明
- 技術協力：ニユーテレス、fmt（旧 FLT）、Eno STUDIO、casinodrive、3×7
- テーマ曲：カウント・ベイシー楽団『Dinner With Friends』
- スタッフ協力：THE WORKS、エスエスシステム
- 制作協力：吉本興業
- 制作：フジテレビ編成制作局制作センター第二制作室
- 制作著作：フジテレビ
- 著作権表記：（C）フジテレビ/吉本興業

過去のスタッフ
- 制作統括←チーフプロデューサー：中嶋優一
- チーフプロデューサー：清水宏泰、佐々木将、/岡本昭彦（よしもとクリエイティブ・エージェンシー）
- プロデューサー：門澤清太、伊藤征章、小仲正重、山本布美江、松本祐紀/坂本直彦（よしもとクリエイティブ・エージェンシー）
- 演出：竹内誠（2012年12月29日 - 2013年12月がCP）、佐藤正樹
- ディレクター：篠崎友和、黒田源治、福山晋司、中川大輔
- AP：中田美津子、利光ともこ（K-ten）、秦野晃子、竹内承
- 技術協力：IMAGICA